# ウィルコム
ウィルコム（WILLCOM）は、2005年2月2日から2014年7月31日まで存在したPHSサービスのブランド名である。旧称のDDIポケット（ディーディーアイポケット）から改称して発足した。
サービス自体はソフトバンク株式会社と株式会社ウィルコム沖縄が運営するY!mobileブランドのPHS部門として存続していたが2021年1月31日にPHSのサービス自体が一部法人向けを除き終了した。
株式会社ウィルコム（英: WILLCOM, Inc.）は、2014年5月31日までウィルコムブランドのPHS事業を行っていた電気通信事業者である。

## 概略
社名は2005年2月に「DDIポケット」から改称した。新社名は社内公募によって決定し、今後構築するネットワーク"Wireless IP Local Loop"と、より快適で利便性の高い通信サービスを提供するという意志（WILL）、ワイヤレス通信が実現する未来（未来形のWILL）をワイヤレスコミュニケーション（Communication）を通じて実現する思いという意味合いを象徴する形で名づけられた。ロゴマークは3つの図形を一体化してWを形作り新たなコミュニケーションを支える先進的なモバイル技術や国際感・スケール感・信頼感を表し、WILLCOMの字体は先進性と確かな基礎技術を表すダークグレーの配色とした。
携帯電話との加入者獲得競争で劣勢に立ち、高速化（XGP方式）への対応を図るため、2009年9月より事業再生ADR手続によって再建が進められていた。しかし、業況は好転せず、通信事業者では過去最大の2060億円の負債を抱え、2010年2月18日に東京地方裁判所に会社更生手続開始の申立てを行った。後に100%出資の親会社となるソフトバンクグループのグループ企業であり、移動体通信事業を手がけるソフトバンクモバイル（現・ソフトバンク）の取締役が管財人・管財人代理として派遣された。2013年7月1日、東京地方裁判所はウィルコムの会社更生手続終結を決定。再建を果たした。同日付けでソフトバンクの連結子会社（完全子会社）となった。
2014年3月27日、ソフトバンクが保有する株式をヤフーが買収してイー・アクセスと経営統合、ワイモバイルに改称してブランドも「Y! mobile」とすることが明らかになった。5月19日にヤフーの株式買収は中止となったが、6月1日にイー・アクセスに吸収合併され、法人格としてのウィルコムは消滅。7月1日にイー・アクセスはワイモバイルに商号変更。8月1日に旧イー・アクセスが展開していた「イー・モバイル」とブランド統合し、ブランド名が「Y!mobile」に変更され、ブランド名としてのウィルコムは9年半で幕を下ろした。
以後ウィルコムの事業を継承したイー・アクセスがワイモバイルに改称し、ワイモバイルがソフトバンクモバイルに吸収合併され、さらにソフトバンクに改称されるに至ってもなお、ウィルコムの名称はウィルコム沖縄に残っていた。ウィルコム沖縄も当初、「ワイモバイル+沖縄」を冠した社名へ変更となる可能性もあったが、最終的には却下された。ウィルコム沖縄は旧ウィルコムブランドの契約とY!mobileブランド移行後の契約のみを手掛け、イー・アクセス旧契約、イー・アクセスの旧プランとなる端末の契約およびソフトバンクの契約はソフトバンクが担当していた。2022年4月1日にソフトバンクがウィルコム沖縄を吸収合併し、これによりウィルコムの名称は完全に消滅した。
2018年3月31日にソフトバンク・ウィルコム沖縄がPHSの新規契約受付を終了した。2020年7月末にはサービスの終了を予定していたものの、新型コロナウィルスの感染拡大によって携帯電話への移行手続きが困難になり、医療機関をはじめとする利用者からの延期を要望する声が上がっていることを踏まえ、サービス終了予定日が2021年1月末に延期され、同日に終了した。法人向けPHSテレメタリングサービスについては2019年3月31日に新規契約受付を終了し、2023年3月31日にサービスを終了する予定である。

## 概歴

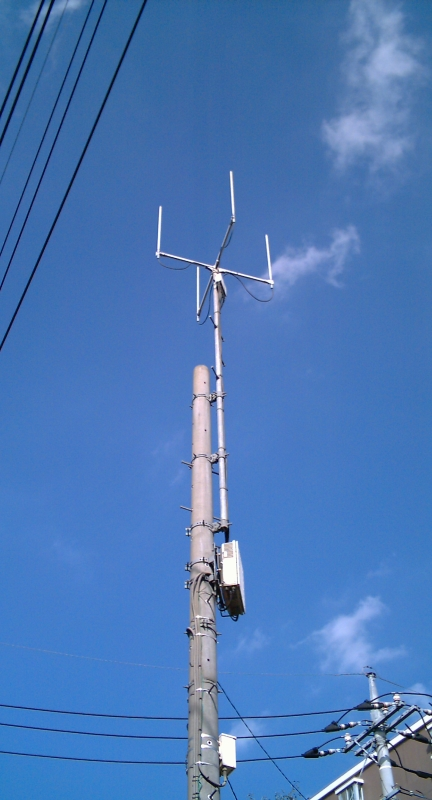
500mW基地局
2006年

### 創業期
1994年に第二電電が中心となって企画会社が設立されて事業会社に移行後、1995年に「ポケット電話」の名称でPHS事業を開始した。アステルやNTTパーソナル（以下、同業2社）による20ミリワット（mW）の基地局よりも出力・受信感度が高い500mWの基地局（建柱）を中心に整備した。これは、他事業者は主要株主のNTTグループや電力会社が所有する電柱などの設備を利用してアンテナを設置していたが、本サービスはより少ない設置場所でエリアを確保する必要があったためとされる。
基地局が高出力で、サービス開始初期は都内など基地局の設置が過密な地域において干渉が発生し、通話不能となるトラブルが発生した。このトラブル解消のために一時的にサービスを中止して、基地局間の同期を取るよう改修を実施した。そうした初期のつまずきはあったものの500mW高出力という特徴を生かし、他の同業各社に比べて利用可能エリアの拡大が早かったためPHSではトップグループとなった。
しかし当時のPHS全体の問題として同時期に普及し始めた携帯電話との相互通話ができず、1996年10月の暫定接続以後も携帯電話・PHS間の通話料も高額だった。携帯電話側が料金を値下げした結果、料金面でもPHSの優位性が縮小した。携帯電話と比較した場合、郊外や山間部などで通話エリアの劣勢が指摘された。

### H"（エッジ）
1999年9月、対抗策としてDDIポケットは端末側のハンドオーバー処理を高速化し高速移動中の通話安定性を向上した新シリーズの「H"（エッジ）」を「ハイブリッド携帯」のキャッチフレーズで展開開始（従来のポケット電話も併売）。その翌2000年11月に、当時としては高品質なカラー液晶や音源等、およびダイバシティアンテナを搭載した新カテゴリー「feel H"（フィールエッジ）」を発売した。この頃にポケット電話はほぼ終売しH"シリーズとなる。「H"」という名称は、英語のedgeで時代の先端という意味のほかロゴ全体でDDIポケットの基地局のアンテナを形取り、H（エッチ）に濁点をつけて「エッヂ」と読ませたものである。ハイスピード、ハイクォリティーの頭文字のHが2つでH"と読ませるなど複数の意味をもつとしていた。
この時は、「PHS」という名称を積極的に用いておらず、単にブランド名の「H"」や「ハイブリッド携帯」の語句のみ使用していた。これは、「簡易型携帯電話」とも表記されていたPHS全体のブランドイメージ低下を払拭しようとの対策だった。当時の携帯電話と比較して音質面では優れていたものの、一般的消費者への浸透をみることはなかった。その他の諸事情も併せ、結果的に契約者数の減少傾向に確実な歯止めを掛けられずにいた。
同業2社では2002年前半に音声端末（今で言うフィーチャーホン）の新機種開発・発売をほぼ打ち切ったが、DDIポケットでは引き続き新型機を発売しており、2002年9月に従来の「H"」機種で『Eメール使い放題』を開始。2003年4月に、ドコモPHSの「ブラウザホン」、アステルの「ドットi」で導入されていたiモード等と同様のcHTMLを表示できるブラウザを搭載し、音声端末初のパケット通信に対応した「AirH" PHONE（エアーエッジフォン、後のAIR-EDGE PHONE）」が遅まきながら導入された。2004年5月に京セラから発売されたAH-K3001Vでは、日本国内の携帯電話・PHSで初めてフルブラウザのOperaを搭載した。このヒットにより、300万弱で横ばいだった契約者数の底打ちに成功している。

### データ通信

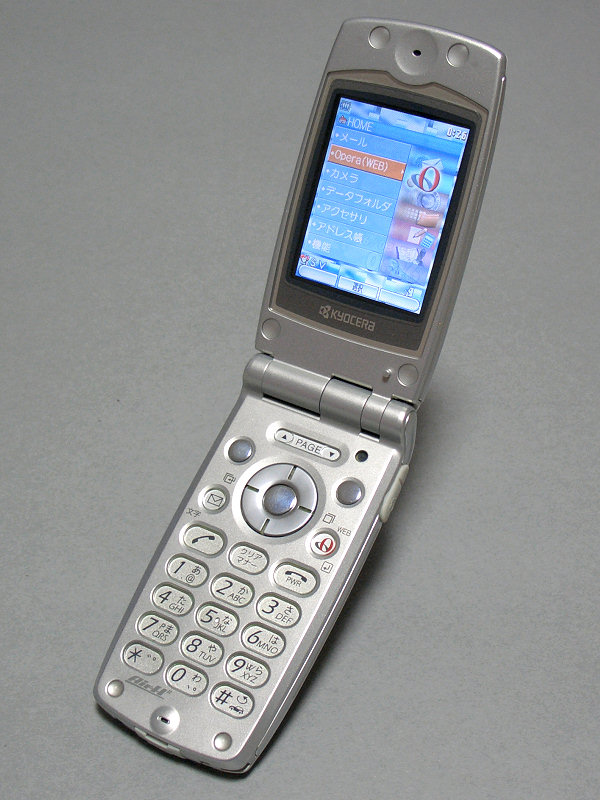
エアーエッジフォン

1997年4月1日、2G携帯電話に比して高速な通信速度が可能なデータ通信を前面に打ち出したPIAFS1.0に準拠した回線交換方式32kbpsデータ通信「 αDATA  32」を開始。PIAFSに準拠しない独自方式の「 αDATA 」も存在し、PIAFS未対応のG3FAXやワープロ・パソコン類のアナログモデムなどアナログ固定電話回線向けの機器と接続してデータ通信が行えるサービスも存在した。
1999年7月30日に、PIAFS2.1規格を導入した64kbps通信「 αDATA  64」が可能となる。32k通信については同業2社と足並みをそろえたが、64k通信については全国ほぼ一斉に64kbps通信のサービス開始を可能としたため、4月に先行していたドコモPHSのサービスエリアに対しては優位に立った。これは他社はハードウェアの交換作業が伴ったのに対し、DDIポケットはリモートでのソフトウェアアップグレードという方法で対応できたためである。ただし、ドコモPHSの64kデータ通信はギャランティ接続であるのに対して「αDATA64」はベストエフォート接続のため、十分な回線速度が出なかったり、ハンドオーバー時に切断されるなど不都合な点が残る形となった。
2000年9月に、富士通のモバイルノートパソコン「FMV BIBLIO LOOX」に、αDATA64対応のデータ通信モジュール「 H" IN 」が内蔵された「LOOX S5／53W」「LOOX T5／T3W」が発売された。これらは購入後にオンラインサインアップで回線契約を行うことができ、MWAや、2010年前後に普及した3G方式のワイヤレスWANモジュール内蔵ノートパソコンの趨りと言える機種である。

#### パケット通信
2001年6月1日、日本のPHS事業者では唯一であるパケット通信サービス「AirH"（エアーエッジ、後のAIR-EDGE）」を開始。定額制で最高32kbpsのパケット通信が可能なことから、モバイル利用ユーザを中心に大ヒット。そのおかげでようやく契約者数の減少に歯止めを掛けることができた。翌年に最高128kbpsもサービスインした。前述した最高64kbpsの回線交換方式のデータ通信も併せ、パソコンやPDAとの接続でのモバイルデータ通信定額制（後にパケット定額制へと繋がる）が可能であることを強みに携帯電話との差別化に成功した。
AirH" PHONEの開始に併せて最初は台湾、次いでタイ、ベトナムとPHSの国際ローミングサービスも提供を開始した。

### カーライル・グループによる買収
2004年6月21日にアメリカ合衆国のカーライル・グループによる買収が発表され、10月1日に同社が筆頭株主となった。買収額は2200億円。
経営移行手続完了となる2005年1月1日時点での資本構成はカーライルが60%で筆頭株主、従来のDDIポケット（以下「旧DDIポケット」）の第2位株主で13.25%出資していた京セラ株式会社が30パーセント、旧DDIポケットの筆頭株主で80.93%出資していたKDDI株式会社が10%となる（旧DDIポケットの株式の所有割合は2004年3月31日時点のもの）。
カーライル・グループが買収した動機付けとしてはPHS/AIR-EDGEのモバイルデータ通信市場での優位性や将来性、さらにそれらの中国/国際市場への展開も視野に入っていると考えられていた。
2005年2月2日、ウィルコムへ社名を変更し、エアーエッジの表記も「AirH"」から「AIR-EDGE」へ変更された。社名変更に伴うブランドイメージの刷新という意味合いもあるが、「AirH"という表記では日本人以外はエアーエッジと読むことができない」という問題点に基づいたものであり、ウィルコムの筆頭株主であるカーライル・グループの意向が強く働いたとされていた。AirH"という命名の根拠だった元ブランドの「H"（エッジ）」に関しては表記の変更は発表されなかったことから、事実上「H"」ブランドの将来的な消滅を示唆するものとなった。パケットデータ通信規格に別にEDGE (Enhanced Data Rates for GSM Evolution) と呼ばれるものが存在するが、全く無関係である。
同日、高速化サービス「AIR-EDGE MEGA PLUS」（旧トルネードWebサービスの改良版）を開始し、2月18日に256kbpsの定額データ通信サービス「AIR-EDGE[PRO]」を開始した。

### 音声定額制
DDIポケットだった当時はKDDIグループ内部における携帯電話auとの兼ね合いからデータ通信を中心にした事業展開を行っており、音声通話に対しては消極的だった。しかしKDDIグループからの離脱に伴い、音声通話についても積極策に転じた。
2005年3月15日、ウィルコム沖縄を含むウィルコム同士のメール定額を含む音声通話定額制プラン「ウィルコム定額プラン」を発表、5月1日に開始した。ウィルコム定額プラン専用のデータ通信が定額制となるオプションプランも併せて導入。移動体通信としては日本国内初の通話定額制サービスの開始となった。
音声定額制導入に伴って契約数は増加に転じ、2005年3月末までの契約数は子会社ウィルコム沖縄を含めたグループ全体で300万契約を取り戻した。その後も加入者数は増加し続け、2005年12月23日付けでDDIポケット時代の1998年7月に記録した約361万件の過去最高契約数を更新した。その後2006年5月末に400万件、2007年3月末に450万件を突破した。
しかし2006年10月から携帯電話事業者間で始まった番号ポータビリティとそれに伴う料金値下げ競争から価格優位性が薄れた。特にソフトバンクモバイルの定額プラン「ホワイトプラン」の影響が大きいとされる。データ転送速度の遅さ、ワンセグやおサイフケータイなど携帯端末の高機能・多機能化の流れにも取り残されて純増数が鈍化傾向となり、ついに2007年8月は純減となった。
音声定額制導入に当たってはNTT東西会社への接続料（アクセスチャージ）を削減するため、VoIP対応交換機（ITX：Ip Transit eXchange）を高トラフィックな地域に優先的に導入していた。
KDDI傘下を離れたことに関係しそれまではできなかった携帯電話と比較してのSAR値の低さなどを大きな売りとしてアピールできるようになっていた。

### 他事業者との事業提携強化
2005年12月1日から、「ウィルコムADSL」サービスを旧アッカ・ネットワークス（イー・アクセスに吸収されたため、同社の回線）のADSL回線のホールセールにより開始。ウィルコムのPHSサービスとの同時契約による割引なども導入。
2006年2月1日から、テレマティクス（カーナビゲーションのインターネット接続）分野でHondaインターナビと協業、「カーナビ専用定額サービス」を開始。月額1,050円のカーナビ専用定額制を導入。
2006年3月1日から、J:COMとの提携によりウィルコムのPHSサービスを「J:COM MOBILE」としてJ:COMが再販。同社の固定電話サービス「J:COM PHONE」のオプションサービス「とくとく・トーク」に加入すると、J:COM MOBILEへの通話料を割り引く。
2006年6月1日から、NTTコミュニケーションズとの提携により同社の公衆無線LANサービス「ホットスポット」を、「ウィルコム無線LANオプション」としてウィルコムが再販。

### 高度化PHS開始
2006年2月23日から、高度化PHSであるW-OAM方式の採用により、大都市を中心に一部地域で最大408kbpsの通信速度サービスを開始。今後さらに1.5Mbps以上のデータ通信サービスを提供する計画もある。
2006年末以降発売の音声通話型端末では音声通話においてW-OAM方式の一種であるBPSKによる通信方式にも対応したものが増えていた。

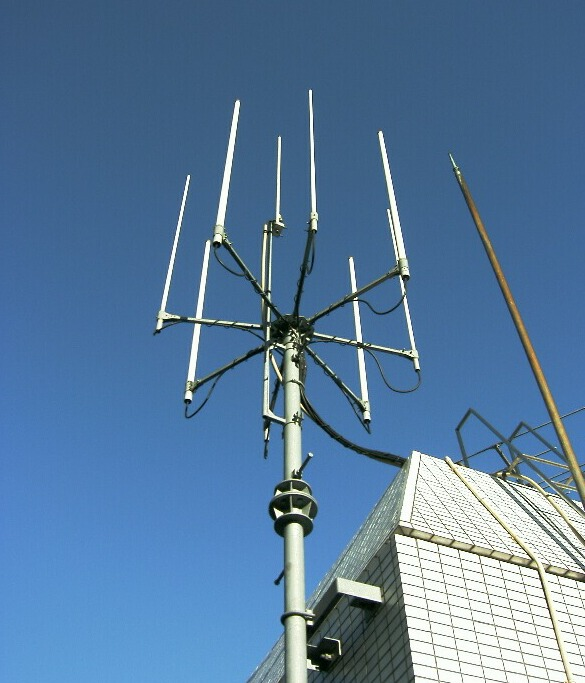
PHS高度化 対応アンテナ基地局 2007年
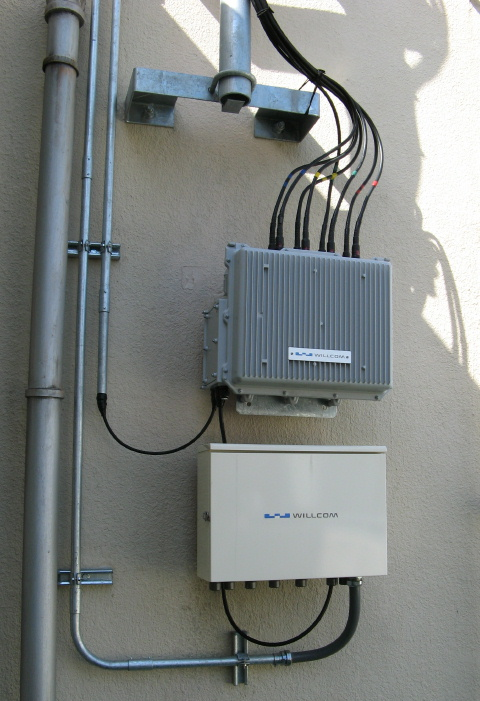
高度化PHS対応 基地局本体（京セラ製）2007年 下の白い箱は 無停電電源装置（UPS）
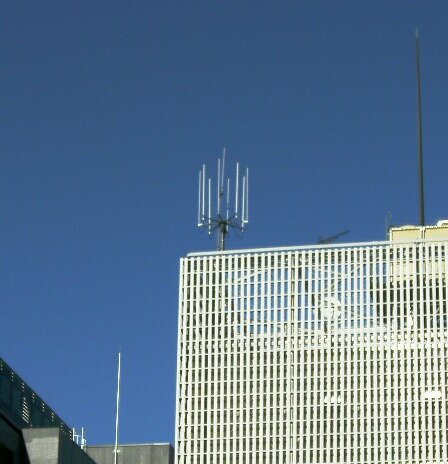
都心部のビル屋上に 導入が進むPHS 高度化対応アンテナ 基地局 2007年

### 次世代PHS免許取得
2007年12月21日、次世代PHS技術を採用した広帯域移動無線アクセスシステム（BWA）の特定基地局の開設計画認定の申請に対して総務省より開設認定を取得。これにより、2009年10月からの次世代PHSサービスが実現可能となっていた。2008年5月26日には次世代PHSのブランド名を「WILLCOM CORE」（ウィルコムコア）とすると一旦、発表した。COREは、英語の「核」と、Communication Of Revolution and Evolutionの略から来ていた。ただし、2009年1月22日にこの“次世代PHS=WILLCOM CORE”という位置づけから、次世代PHSだけではなく従来PHS、3G携帯MVNO、無線LANと複数の通信手段を利用して快適に通信できるサービス全体をWILLCOM CORE、次世代PHSサービスのみの呼称はWILLCOM CORE XGP（XGP:eXtended Global Platform）とするという方針の変更を発表していた。
そのため、XGPが展開される前に2009年3月9日よりNTTドコモのFOMAハイスピード網のMVNOを利用したWILLCOM CORE 3Gサービスを開始していた。提供は、最長で2012年12月までを予定していた。XGPエリア網の進展により、イー・モバイルのドコモローミング同様、都道府県単位での繰り上げ終了も有り得るとしていた。従来のPHS契約からWILLCOM CORE 3Gサービスへの「機種変更」（契約変更）も可能だが、実質的には既存PHSの解約・WILLCOM CORE 3Gの新規契約と同様であるため、契約期間の引き継ぎやサポートコインの引き継ぎは出来ず、電話番号の維持も出来なくなる。ただし、端末の分割分が残っている場合の支払は引き続き必要だが、その他年間契約の解除手数料などは一部免除される。サポートコインについては、同一請求の回線があり、そちらを存続させる場合に限り、その回線の上限分までは継承可能。サポートコインの提供やW-Value selectに付随するW-VALUEサポートの適用、あるいは、ウィルコムあんしんサポートの対象外となる。
WILLCOM CORE XGPについては、2009年10月1日からサービスを開始することを公式発表した。開始当初は、東京都山手線内の一部地区からのサービス提供となることや対応する通信機器の台数に限りがあることから、2010年3月まではXGP専用の料金プランである「XGPデータ定額フラット」並びにPRIN接続料を無料とするキャンペーン期間に設定し、対応通信機器も無償レンタル（貸与）される。ただし、申込自体は東京特別区内の住所で契約し、ウィルコムの契約を既に持っている場合に限る。
ウィルコムは「次世代PHS」という名称はすでに公式には使用しなくなっており、メディアに対しても使わないようにと要望していた。これは、XGPブランドの浸透を図るだけでなく、XGPではデータ通信サービスしか行う予定がなく、電話のイメージのあるPHSという言葉を入れると誤解を招くからである。

### ソフトバンクの下で経営再建
2009年9月18日、ウィルコムは、私的整理のひとつで第三者機関が仲介する裁判外紛争解決手続（事業再生ADR）に入る方針を取引金融機関に伝え、約1000億円の債務返済期限の延長を求める方向で最終調整に入ったことが一部報道で明らかになった。9月24日に事業再生実務家協会への事業再生ADRの手続きを正式申請し、受理された。現在の通信事業を継続しつつ、経営再建を目指す方針としていた。
しかし、事業再生ADRの手続きが明らかになったことで、顧客に先行きの不安感が流れたためか、契約数が減少する負のスパイラルを引き起こす結果となり、2010年2月18日、東京地裁に会社更生法の適用を申請した。2009年12月末での負債総額は単体ベースで2060億円であり、通信業の経営再建会社としては平成電電の負債額を抜き過去最悪となった。同時に、企業再生支援機構へ支援を正式に要請した。今後ソフトバンクとアドバンテッジ パートナーズからの支援を前提に協議を行う。会社更生法申請に伴い、久保田幸雄社長は事業統括担当の管財人代理兼代表執行役員として、新たな経営陣に加わって経営に参画するが、他の取締役はすべて辞任を余儀なくされた。その後、4月1日に管財人および管財人代理が追加選出された事に加え、久保田自身の体調不良などの理由により、久保田管財人代理兼代表執行役員が4月23日付で辞任し、旧経営陣はすべて姿を消すことになった。
子会社のウィルコム沖縄については会社更生法の適用申請を行っておらず、沖縄県での事業については、本件に伴う特段の影響はないとしていた。ただし、ウィルコム本体と兼任していた役員は総辞職した。
事業再生スキームとしては、PHSサービスやMVNO事業はウィルコムを更生させて従前通り継続させる方針だが、WILLCOM CORE XGPについては、スポンサー会社が今後設立する受け皿会社が譲受して、事業分割する方針いわゆる、新旧分離の方針を掲げていた。ただ2010年8月2日には、XGP事業の譲受とPHS事業のコスト削減に協力する立場だったソフトバンクが、管財人からの要請により、PHS事業も含めたウィルコム全体の直接支援を行うことで合意していた。管財人にソフトバンクモバイルCOO宮内謙、管財人代理にソフトバンクモバイル取締役専務執行役員CTO宮川潤一、同社執行役員経営企画本部長田中錬・同社財務経理本部長内藤隆志が就任していた。管財人は、ウィルコムの事業の経営並びに財産の管理及び処分をする権利の全権を、独占して握っていた。
2010年10月14日付で更生計画案が東京地裁に提出され、現在のPHS事業そのもののみをソフトバンクグループの完全子会社となるウィルコムに残した上で、ソフトバンクグループとアドバンテッジ パートナーズによる受け皿会社であるWireless City Planning株式会社（WCP）を2010年6月に設立の上、XGP事業および、PHSを含む設備の資産（基地局・電柱を含む）およびロケーションの賃貸借にかかわる権利をWCPが吸収分割方式にて譲受することを明らかにした。東京地裁からの認可が正式に下りた時点で事業家管財人が代表取締役、事業家管財人代理が取締役へ横滑りした上で、追加で取締役・監査役を選任する予定としていた。その後、2010年11月30日付で更生計画案が認可され、12月1日付でソフトバンクグループ4社目の通信事業者となり、宮内管財人が代表取締役に正式に就任した。
ソフトバンク傘下に入ってからは「だれとでも定額」や「もう1台無料キャンペーン」などの料金施策を打ち出し、2011年1月には契約者数が純増に転じ、2012年4月には累計契約者数が過去最高の468万1000件（2007年7月の465万9100件以来、4年8ヵ月振り、ただし、SoftBank 3Gを含む、以下同）となる急激な回復成長をし、9月23日に500万件を突破した。
WCPによる当該事業の譲受は2010年12月21日付で実施。WCPへ移行後のXGPについては、中国移動が導入予定とされる次期PHSに転換する方向も検討していることをソフトバンクグループが明らかにしていた。これはPHSではなく、TD-SCDMAの後継方式であり、第3.9世代移動通信システムの一つであるTD-LTE方式（AXGP）による音声携帯電話あるいは、同方式によるデータ通信ともいわれていた。WCPのAXGP基地局を展開する際は既存のウィルコム基地局を利用し建物制限が無い限りは全てPHSとの併設のオムニアンテナ新型機に替えていた。

2011年7月7日に3年かけPHS基地局を現在の16万局から約3割減の11万―12万局にすると発表した。ソフトバンクの第3世代携帯電話（3G）の鉄塔基地局にPHS専用基地局を併置。基地局の賃料や電気代、回線料などの負担を軽減できソフトバンクのインフラ活用により、年550億円かかっていたPHS基地局の維持費を同250億―同350億円に圧縮し、経営改善につなげる。すでに3月から一部作業を進めていた。2014年夏までにすべての作業を完了する。ウィルコムはこれにより設備維持費を年200億―同300億円削減できると試算していた。高さが40メートルあるソフトバンクの3G鉄塔基地局は、上部にPHS専用の基地局を併設でき、半径2キロメートルの地域を補える。ウィルコムは今後、3G鉄塔基地局との併設により、不要なPHS基地局を選定していくとした。

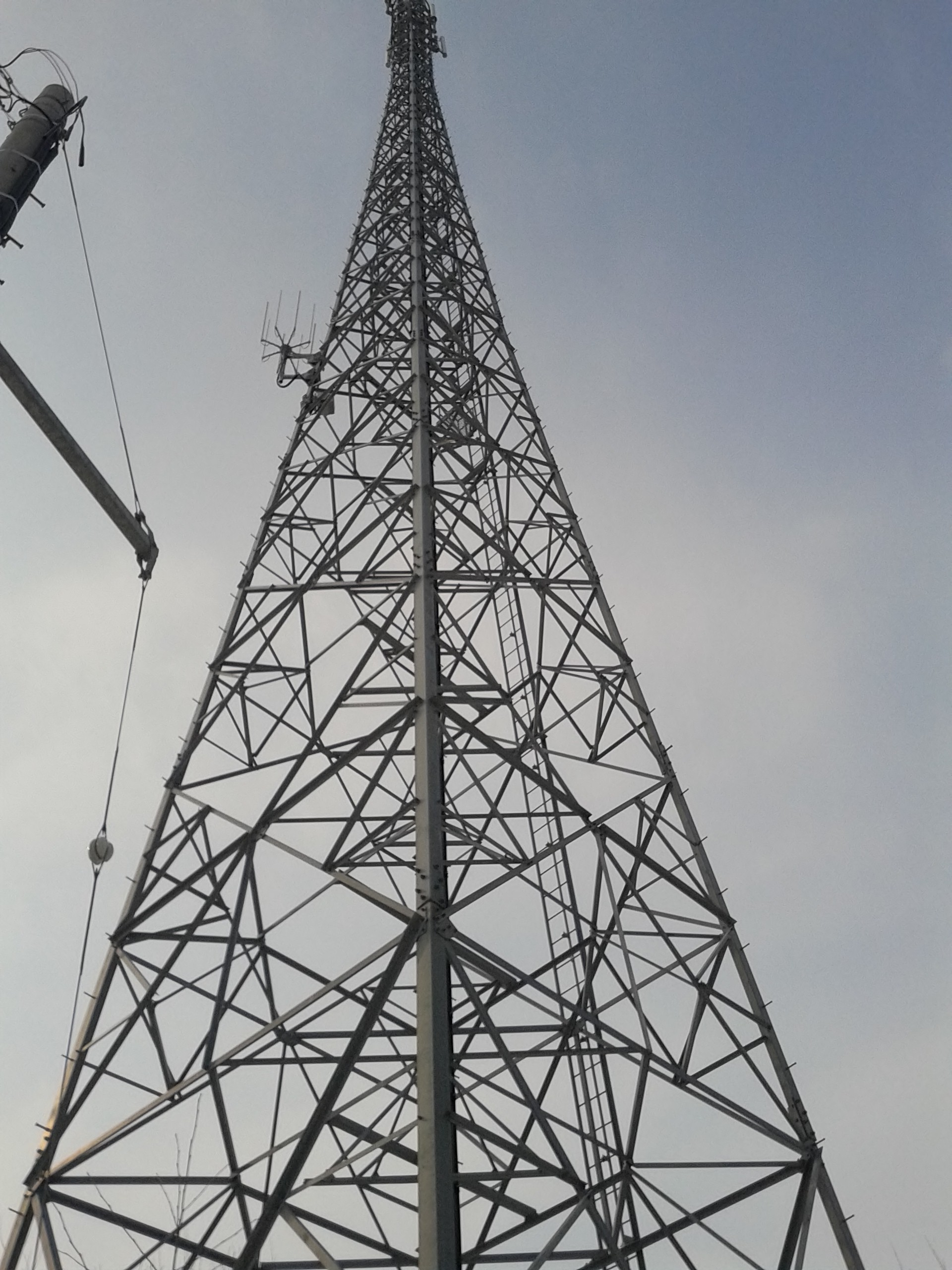
ソフトバンク鉄塔基地局に併設のウィルコム基地局

2012年6月14日にソフトバンクモバイル取締役専務執行役員CTOで、ウィルコムの管財人代理も務める宮川潤一のTwitterによると、圏外でウィルコムが使用できない全国すべての道の駅について、ウィルコムの基地局を設置する計画がほぼ固まったとの事、設置にあたってはすぐに取りかかれるところと時間がかかるところとで1年強の差が生じるものの、宮川はやりきることを表明。ソフトバンクモバイルが基地局用に利用していた鉄塔にウィルコムの基地局を設置する動きも始まったとしていた。
2013年1月17日より、「ウィルコムプラザ」においてグループ会社のイー・アクセスやソフトバンクモバイルが販売していた製品やサービスの取り扱いを開始しており、特に、イー・アクセスとは当社の製品やサービスの「イー・モバイルショップ」への供給も行われており、グループ内での交流も盛んになっていた。7月1日付で東京地裁から会社更生手続終結の決定を受けたことを発表したことで、会社更生法の適用申請から約3年4ヶ月で再建を果たした。同日付けでソフトバンクの連結子会社となったことが発表された。

### イー・アクセスと合併、ブランド統合へ
2013年12月3日に、グループ会社のイー・アクセスに2014年4月1日付で吸収合併されることが発表されたが、合併期日は2014年2月17日に延期（2014年6月1日付けに変更）が発表された。
合併発表後、PHSサービスに関する問合わせが相次いだことから、合併により法人としてのウィルコムは消滅するが、PHSサービスについては、継続して提供することが発表された。
2014年3月27日、6月1日実施の合併の翌日にソフトバンクが保有する普通・優先株式のすべてをヤフーが買収することになり、社名を「イー・アクセス株式会社」から「ワイモバイル株式会社」に改称、ブランドも「Y!mobile」への改称を表明した。しかし、2014年5月19日に株式買収を中止して協業に留めることを発表、ワイモバイルへの社名変更も当面見送ることになった。ただし、ウィルコムの吸収合併は予定通り行われた。見送られていたワイモバイルへの社名変更については当初予定から1ヶ月遅れの7月1日に実施。ブランド変更は8月1日付で「Y!mobile」へ変更することが7月17日に正式発表された。法人としてのワイモバイルは、2015年4月1日付けで、親会社のソフトバンクテレコム、ソフトバンクモバイル、ソフトバンクBBのグループ3社と合併し、存続会社の「ソフトバンクモバイル」（合併後の7月に「ソフトバンク」へ社名変更）に吸収され消滅したが、PHS事業を含む「Y!mobile」のブランドは継続・承継された。
2018年3月31日、ソフトバンク・ウィルコム沖縄がPHSの新規契約受付を停止。

## サービスエリア等
人口カバー率については2004年1月に97パーセントを達成し、2006年3月に99%を達成。
実際には大都市・都市の辺縁部や地方市町村の周辺部、居住者が少ない村落、山間、山岳、海上などはエリア外となる事が多い。PHSの特性上、1つの基地局のカバーエリアが携帯電話よりも狭く数多くの基地局を建てなければならないため、エリア展開上不利になっていた。ソフトバンクの3G鉄塔基地局上部にPHS専用の基地局を併設を進めており半径2キロメートルの地域を補えるようになった。通信に利用していた電波の周波数（1.9 GHz）の性質上、屋内への電波の到達性が低く障害物による減衰が大きい。そのため、屋内へのアンテナ（ナノセルシステムなど）設置や道の駅やスキー場などスポット的なエリア化などの小回りは効くものの圏外となる空白地帯（いわゆるエリア内の穴）は地方では多い。
ただし、同業のアステルやドコモPHSとは基地局の構造が大きく異なる高出力型であることから、両社がエリア外としていた三大都市圏・県庁所在地から離れた郊外の町村・地方都市（例えば北海道稚内市など）においても積極的に展開し、同業2社や三大都市圏にエリアを限定していたドコモのシティフォン（携帯電話）よりも広域なサービスエリアとなっていた。
「ポケット電話」の開始当初は、利用者その他からの「つながらない」「すぐ切れる」との批判が多かったが、都市部・市街地においてはその問題は少なくなってきていた。高感度・高指向性アンテナやアダプティブアレイ技術の採用など、基地局のセル性能は開始当初の半径500mから補える範囲が半径1kmと向上していた。高速ハンドオーバー（前述「H"（エッジ）」を参照）の採用などにより一般道路や普通電車などでの移動中でも音声通話は概ね可能となり、データ通信（ウェブ・メール他）ならば高速道路や在来線特急電車等の高速移動中でも利用できる場合がある。
2006年末以降発売の音声通話型端末では音声通話においてW-OAM方式の一種であるBPSKによる通信方式にも対応するものが増えていた。これにより、W-OAM対応エリアにおいては従来のPHS方式（π/4-shift QPSK）に加え実効上、屋内浸透性や高速移動時の安定度をより向上させた音声通話が可能となっていた。

### 災害時の通話発信規制
1つの基地局で数キロメートルのエリアをカバーしている基地局（マクロセル方式）を採用している携帯電話は災害発生時、1つの基地局に通話が集中して交換機がダウンしないよう携帯通信会社が発信規制をかけるが、PHSは1つの基地局のカバーエリアが携帯電話よりも狭く、数多くの基地局（マイクロセル方式）を建ててエリアをカバーしていたため、通話が集中しても1つの基地局にかかる負荷が分散されるため発信規制がかかることはまず無いと言われていた。そのため、以前から災害発生時直後でもPHSは通話可能と言われていた。
未曾有の大災害となった東北地方太平洋沖地震発生当日には、発信規制が続く携帯電話や固定電話と違い、ウィルコムのPHSはほとんど発信規制が無かった。PHSから都道府県内・外の固定・携帯電話・PHSへは数回かけ直しただけでつながったことでPHSは災害時でもつながりやすいと注目され、後日マスコミでも報道された。その後2011年から3年間で、PHS基地局を16万局から約3割減の11万 - 12万局に減じた。

## 料金体系
記載の価格には消費税が含まれていない。

### 料金プラン
料金プランには特定の端末のみ契約出来るプランと、どの端末でも契約出来るプランの大まかな2種類が存在していた。
基本料金の計算期間は、電話番号の新規契約日によって変化し、各月の1〜19日に契約した場合は月末締め、20日〜末日に契約した場合は15日締めとなる。前者となった場合は、お客様番号の数字10桁の後に付く枝番が「-A」となり、後者となった場合は枝番が「-B」となる。「-A」の回線と「-B」の回線を請求統合した場合は、設定時に指定したお客様番号側の計算期間に併せられるが（この場合、何れの回線とも月末締めないしは15日締めに統一され、1ヶ月のみ、一方の請求がなされないかわりに、請求期間の丸めのために請求のなかった翌月は1.5ヶ月分の徴収となる）、枝番自体は変化しない。ただし、例外として、新ウィルコム定額プランGを契約した場合は、新規契約日にかかわらず、お客様番号の数字10桁の後に付く枝番が「-A」となり、計算期間は月末締めとなる。同様に、請求統合の如何に関わらず、機種変更前に「-B」となっていた顧客についても、「-A」に変更となる。「WILLCOM CORE 3G」の契約者についても、新規契約日に関わらず、お客様番号上は「-A」の扱いとなるため、料金計算は月末締めとなる。
2013年7月請求分より、月末締めに統一され、引落日ないしは請求書での支払期限日が毎月26日に変更される形で統一される(事実上、お客様番号上「-A」の扱いに統一され、加えて、引落日ないしは請求書支払期限がソフトバンクモバイルの末日締ユーザの扱いに併せられる)。
ウィルコムは郵送の請求書は有料であった。
金融機関からの引き落としは、自社が直接行うか、不可能な金融機関についてはアプラスが収納代行の形で行ってきたが、2011年9月の引き落とし分より、自社およびアプラスの代行を取りやめ、セディナによる収納代行を利用した引き落としに変更されることになった
2013年6月20日より、年間契約の契約期間が見直され、契約日に関わらず、契約から12ヶ月後の月末となった。「新ウィルコム定額プランS/GS（新規受付を終了した「新ウィルコム定額プランG」を含む）」は契約満了日が3年後から3年後の月末に変更となった。いずれの場合も、契約満了日付で解約等を行った場合は解除手数料が発生する。ただし、「新ウィルコム定額プランS/GS」及び「新ウィルコム定額プランG」を利用中のユーザーには、契約満了日の前月末に変更となる。
本来は契約更新月以外にプラン変更や解約を行った場合にかかる契約解除料については、特定端末向け料金プランや一部の音声端末料金プラン（すべてのスマートフォン向け料金プラン及びウィルコムプランW・新ウィルコム定額プランS/G/GS）から機種変更などでY!mobileブランドで提供されている「スマホプランS/M/L」にプラン変更した場合は免除される。

#### 2015年時点で新規受付可能な料金プラン
以下に述べるプランは2015年10月以降も新規および変更受付が可能な料金プランである。

##### データ通信向け
- Two LINK DATA
  - 後述の「通話相手先限定」と全く同じ料金設定だが、便宜上データ通信用料金プランとして扱われていた。専用端末でのみ利用可能である。

- 新つなぎ放題
  - すべての方式のPHSパケット通信が基本使用料のみで利用可能な完全定額制プラン。パソコン用のインターネット回線として利用するなど、プロバイダなどのアクセスポイントを設定してインターネットを利用する場合は、PRIN接続料または契約するプロバイダの月額料金が別途発生する。
  - スマートフォンも契約可能だが、所定の通話料がかかる。
  - 契約期間は2年間である。ただし、スマートフォンへの機種変更に伴って「ウィルコムプランD/D+/Lite」にプラン変更する場合は解除手数料が免除されていた。

##### 特定端末向け
- パス専用プラン
  - ウィルコム及びY!mobileブランドのPHS同士の通話が24時間無料となる専用プラン。後述のオプションサービス「スーパーだれとでも定額」又は「だれとでも定額」との併用が可能。
  - 契約期間は3年間である。

- 迷惑電話チェッカー専用プラン
  - 「迷惑電話チェッカー」に関しては他の端末では所定の料金がかかる事務手数料が新規契約時・機種変更時共に無料である。本端末の購入と同時に電話機購入を伴う新規契約をした場合やウィルコムブランド・Y!mobileブランド問わず既存ユーザーはオプション料金のみで利用が可能で2013年9月請求分までは先述の条件に関係なくオプション料金のみで利用できた。
  - 契約期間は3年間である。

- お知らせ窓センサー専用料金プラン
  - 「お知らせ窓センサー」に関しては他の端末では所定の料金がかかる新規契約時事務手数料が無料である。機種変更時は他の機種同様、所定の事務手数料がかかる。
  - 契約期間は1年間である。加入から3年以内に解約した場合、年間契約解除手数料とは別に本料金プランの解除手数料も発生するので注意が必要である。

#### 新規加入・変更を終了した料金プラン
以下の料金プランはY!mobileのホームページに「受付終了プラン」として掲載されていた料金プランである。
「ウィルコム定額プラン」、「スーパーパックS/L/LL」、「昼特コース」は2010年12月31日に店頭での受付が終了し、新規契約や機種変更を伴わないプラン変更も2011年2月28日に受付を終了している。
2014年7月31日には「ウィルコムプランW」を除くすべての音声通話（電話機）向け料金プランと「ウィルコムプランD+/Lite」が、2015年9月30日には2014年8月以降も継続していたすべての音声通話向けプランと「3Gデータ定額S」が順次、新規および変更の申込受付を終了した。これにより、ウィルコムから継続していた料金プランは特定端末向けプランと一部のデータ通信端末向けプランのみとなった。
契約中のユーザーは、料金プランの変更を行わない限り、申込時の料金プランで継続利用が可能であった。

##### 音声通話（スマートフォン）向け
- ウィルコムプランLite/D+

両プランに共通の部分
3G/4G対応スマートフォン（デュアル端末を含む）専用の料金プランで、契約期間は三年。
契約期間の定めのないプランは用意されていなかった。
WEB接続料及びパケット定額料とのセット加入が必須である。
パケット定額料以外の料金体系、契約解除手数料は後述の「ウィルコムプランD」に準じる。
3G/4Gによるパケット通信については、所定の高速データ通信容量を超過すると、通信速度が低速化する。
容量超過による低速化の解除手続(有料)は「My WILLCOM(現「My Y!mobile」)」・サービスセンター(現・カスタマーセンター)・SMSによる通知メール内のリンク（法人契約の場合はサービスセンターからのみ）から行える。
PHSとのデュアル端末にて、PHSデータ通信を利用する場合のパケット通信量は、高速データ通信容量の算定基準には含まない。
「3Gデータ通信(S)」からのプラン変更は不可。
変更する場合は、一旦ウィルコムとの契約を解約してから改めて新規契約する必要があった。
異なる部分
- - ウィルコムプランLite

3G/4G高速データ通信容量は月間1GB。
超過時は料金月の末日まで通信速度が低速化する。低速化の解除は0.1GB単位。
通信速度解除の回数が多い場合、低速化解除料金の累計を考慮すると、「ウィルコムプランD+」の上限額よりも高額となる可能性があるので注意が必要である。
- -     - キャンペーンによる割引

パケット定額料が本プランへの加入から最大24ヶ月（2年）間割引になる。
当初は本プランの加入から最大6ヶ月間割引が適用されていたが、他社からのMNP転入は2013年10月11日より、新規契約・機種変更は2014年1月17日より割引期間が本プランの加入から最大24ヶ月（2年）間にそれぞれ拡大された。
新規契約・機種変更・ソフトバンクグループ（SoftBankブランド、ディズニー・モバイル・オン・ソフトバンク、イー・モバイル）を除く他社からのMNP転入のいずれかを行った場合に適用。
料金プランの新規受付終了に伴いキャンペーンも2014年7月31日に終了した。割引は期間満了まで適用される。
- - ウィルコムプランD+

3G/4G高速データ通信容量は月間7GB。
超過時は料金月の末日まで通信速度が低速化する。低速化の解除は2GB単位。
3日間3GB制限（当初は3日間1GB制限だったが、2015年9月中旬の段階では制限が緩和されていた）があり、これについては通信事業者所定の条件により自動的に行われ、契約者が解除することはできない。
- -     - キャンペーンによる割引

パケット定額料が本プランへの加入から最大24ヶ月（2年）間割引になる。
新規契約・機種変更・ソフトバンクグループ（SoftBankブランド、ディズニー・モバイル・オン・ソフトバンク、イー・モバイル）を除く他社からのMNP転入のいずれかを行った場合に適用。
前述のとおり、料金プランの新規受付終了に伴い、キャンペーンも2014年7月31日に終了した。割引は期間満了まで適用される。
- ウィルコムプランD（現名称「プランD」）

本プランはWEB接続料と3Gパケット定額とのセット加入が必須である。特定端末のみ加入可能であった。
070局番の各社PHSへの通話、電子メール、3GおよびPHSデータ通信、ウィルコム3G同士やSoftBankブランド宛のSMSが無料である。
オプションサービス「だれとでも定額」との同時加入の場合、キャンペーンにより利用期間中は「だれとでも定額」の月額料が無料となる。新規加入の受付終了までキャンペーン終了時期は明記されなかった。
22歳以下または学生が「HONEE BEEスマホセット」を購入して本プランを契約した場合、月額基本使用料が無料となる「学割パック」が適用されて「だれとでも定額」の無料キャンペーンは適用外となる。
3Gデータ通信に関しては、前々月のデータ量が1000万パケットを超えた場合、翌月に速度制限が発生する。PHSデータ通信では速度制限の対象外となる。
契約期間は3年間である。

##### 音声通話（電話機）向け
ウィルコムプランW（現名称「プランW」・2017年3月31日午前2時にサービス終了）
3GモバイルWi-Fiルーター機能付PHS電話機専用料金プラン(契約期間は3年間)
基本使用料についてはキャンペーン価格が適用されていたが、2015年9月の申込受付終了までキャンペーン終了後の通常価格は明記されなかった。
- -     - 070局番の各社PHSへの通話、電子メール、3Gデータ通信が無料。
    - 3Gデータ通信は一月3000万パケット以上使用すると翌々月速度制限が発生する対象となる。
テザリング利用を前提としたプランであり、他の機器で接続する際のプロバイダー料金も含まれていた。
    - オプションサービスの「だれとでも定額」の利用も可能。

契約解除手数料
- -     - 契約満了日の翌料金月以外における期間において、解約やY!mobileブランドで提供されている契約期間なしの料金プラン（スマホベーシックプランS/M/L、ケータイベーシックプラン）へプラン変更した場合は料金プラン解除手数料が必要であった。

機種変更により年間契約対象プランや「新つなぎ放題」から本プランにプラン変更を行った場合、変更前の料金プランに設定されている解除手数料が免除されていた。
- -     - 現在はサービス終了に伴い、自動的に契約解除となり、端末も使用不能となった。

新ウィルコム定額プランGS（現名称「プランGS」・2010年10月8日登場～2017年3月31日午前2時に1.5GHzの3G回線部分のみサービス終了。1.5GHz以外は継続。）
契約期間は1年間で、対象となる端末は、
- -     - SoftBank 3Gとのデュアル端末
    - PHSとSoftBankスマートフォンのセット製品
    - 3GモバイルWi-Fiルーター機能付PHS電話機

となり、対象端末による新規加入時および機種変更時のみ契約可能。
- -     - 契約中に他の料金コースへの変更は出来ない。
    - 対象機種であっても持ち込みでの新規契約や機種変更に伴う料金プラン変更は不可能。
（これは他の3Gを含むプランに共通）

基本的な料金体系は後述の「新ウィルコム定額プランS」と同じ。
データ通信については、
- -     - 3Gによるデータ通信は上限額ありの従量制。1ヶ月の通信量による翌月の速度制限あり。
      - 端末がWS027SHの場合は一月500万パケット以上
      - それ以外の端末の場合は一月1000万パケット以上

    - PHSによるパケット通信は無料。通信量による速度制限は設けられていない。

年間契約解除手数料及び新規加入から3年以内の解約時に発生する解除手数料は、後述の「新ウィルコム定額プランS」に準じる。
新ウィルコム定額プランS
2009年12月1日登場。当初は中学生/高校生向けプランで、2010年12月2日に個人であれば特定の条件を伴うことなく契約出来る通常のプランに昇格した（法人契約は不可であった）。
基本的な料金体系は後述の「新ウィルコム定額プラン」と同じだが、パケット通信料の単価は高くなっていた（ただし、上限金額は「新ウィルコム定額プラン」と同じである）。
他社の携帯電話および加入電話宛は通話料がかかる。「新ウィルコム定額プラン」よりも高価だが、後述する「だれとでも定額」の登場により価格差はほとんどなくなっていた。
契約期間は1年間である。契約満了日の翌料金月以外の期間に解約した場合の年間契約解除手数料は「新ウィルコム定額プラン」に準じる。新規加入から3年以内に解約又は「新ウィルコム定額プランGS」、「ウィルコムプランW/D/D+/Lite」、「パス専用プラン」、「迷惑電話チェッカー専用プラン」以外の料金プランへ変更した場合は解除手数料がかかる。
新ウィルコム定額プラン
2009年2月5日登場。070局番の各社PHSへの通話が無料。1通話ごとの無料時間は2時間45分となり、超過分は所定の通話料がかかる。16時間以上の通話は切断される場合がある。回数制限はないので超過前に切断しかけ直せば無料。電子メールはウィルコムより支給されるドメイン利用時は無料。
パケット通信料は従量制だが、上限金額が設けられており、上限額に達すると定額になる。
契約期間は1年間である。契約満了日の翌料金月以外に解約、年間契約の解除、年間契約対象外の料金プランへ変更のいずれかを行った場合は年間契約解除手数料がかかる。
標準コース
DDIポケット開業時から存在していたプラン。すべての料金が従量制となり、加入電話への通話料は距離によって異なる他、アクセスチャージとして1通話ごとに10円が発生する。
パケット通信対応PHSの場合、パケット通信料も従量制であるが、申込不要・無料で利用できるパケット安心サービスにより設定された上限額を超えた場合、超過分は課金されない（2013年6月1日よりサービス内容の変更により、パケット通信料のみで上限額を計算するようになった）。通話料は課金される。
通話相手先限定
その名の通り、発信先をあらかじめ登録された3つの電話番号に制限した料金プラン。
登録した指定の電話番号に加え、留守番電話サービス関連や110（警察）、119（消防）、118（海上保安）、151、116（ワイモバイルサービスセンター(旧・ウィルコムサービスセンター)）の発信も可能である。一方で、どこからでも連絡が取れるように着信の制限はなく、Eメールの利用も可能である。
通話料およびパケット通信料は「標準コース」に準ずる。
契約可能な端末はウィルコムが指定した特定の端末およびW-SIMに限定される。3Gを含むプランと異なり、持ち込み契約も可能であった。
ウィルコム定額プラン
全てのPHS宛通話（070で始まる局番）が基本使用料のみで利用できる。ただし、悪用防止のため、1回の通話時間が2時間45分を過ぎると通話料が発生してしまうのでそれを過ぎてしまう前に一旦かけ直しが必要。16時間を超える連続通話については切断されることがある。この規定はPHSへの通話料が無料となるすべてのプランに共通する。通話相手の料金プランは問わず、さらに、アクセスチャージは加算されない。契約期間は1年間であるものの、年間契約割引は適用されない。メールの送受信は相手を問わず無料。一般加入電話や他社携帯電話宛の通話料が安く設定されていた。
スーパーパックS/L/LL
一定額の無料通話を含むプラン。
通話料は「スーパーパックS」のみ「標準コース」の2割増しとなっていたが、無料通信分を含んでいたため、利用条件によっては「標準コース」よりも安く済む場合があった。
「スーパーパックLL」はEメール（ウィルコムから与えられたメールアドレスでパケット通信を利用の場合）並びにライトメールは無料だった（「スーパーパックS」・「スーパーパックL」はパケット通信料がかかる）。
昼得コース
主に昼間の利用が多いユーザー向けのプラン。基本使用料を安くする代わりに、夜間（19時〜翌日8時）の固定電話・PHS宛の通話料は標準コースの2倍に設定されていた。
年間契約割引は適用外である。
お気軽コース
通話をほとんど使用しないユーザー向けのプラン。基本料金が標準コースの半額。
固定電話とPHSへの通話料を終日標準コースの2倍に設定していた。
2000年6月30日に新規受付終了。ウィルコムがソフトバンク傘下入りする前に唯一正式に新規受付を終了したコースであった。

##### データ通信向け
- 3G データ定額（S）

3Gデータ通信専用料金プラン。キャンペーン価格が設定されていたが、2015年9月の申込受付終了までキャンペーン終了後の価格は明記されなかった。
「ULTRA SPEED/データし放題対応エリア（SoftBankブランドのULTRA SPEED網）」、「データし放題対応サブエリア（イー・モバイル網）」でのインターネット接続が基本使用料のみで利用可能。SoftBankブランド網では前々月の月間パケット通信量が3000万パケットを超えた場合、イー・モバイル網では24時間ごとのパケット通信量が300万パケットを超えた場合速度制限がかかる。
対象端末が音声通話非対応の為、音声通話時の料金が設定されなかった。UIMカードの転用も不可。
契約期間は2年間で、契約満了日の翌料金月以外に解約又は他の料金プランへ変更した場合は解約手数料が発生する。ただし、2013年6月19日以前に新規契約したユーザーは「W-VALUE SELECT」との同時加入で解約手数料が免除される。
- つなぎ放題/つなぎ放題[4x]/つなぎ放題[PRO]

基本使用料のみで利用可能な完全定額制プラン。「新つなぎ放題」同様、パソコン等のウィルコムPHS以外の機器でインターネットをする場合はPRIN接続料又は契約するプロバイダの月額料金が別途かかる。
「つなぎ放題」は2xパケット方式（2xパケット方式非対応の機種は1xパケット方式）、「つなぎ放題[4x]」は4xパケット方式、「つなぎ放題[PRO]」は8xパケット方式である。「つなぎ放題[PRO]」は長期割引サービスの適用外だが、長期割引サービスにおける契約期間にはカウントされる。
- ネット25/ネット25[PRO]

1日1時間程度利用するライトユーザー向けで、無料通信分を含む。超過分は60秒につき10円がかかる。
「ネット25」は4xパケット方式、「ネット25[PRO]」は8xパケット方式である。「ネット25[PRO]」は長期割引サービスの適用外だが、長期割引サービスにおける契約期間にはカウントされる。
2013年6月よりサービス内容が変更され、一定時間まで無料から15,000円分の無料通信分付与となった。
- パケコミネット/パケコミネット[PRO]

PDAを利用する方やデータ量のやり取りが少ないユーザー向けで、パケット通信が月々20万パケットまで定額で利用できるプラン。超過分は所定のパケット通信料がかかる。
4xパケット方式まで対応する。8xパケット方式に対応する[PRO]も存在するが、通信速度的に20万パケットを簡単に超過してしまうため、ウィルコム側では案内をしていない隠し料金コース的な扱いになっており、契約を申し込もうとすると超過しやすい旨を念押しされていた。
- データパックmini/データパック

一定額の無料通信分を含むPIAFS方式接続専用プラン（パケット方式は利用不可）。「データパックmini」のデータ通信料は「データパック」の1.5倍となる。
- H"IN使っただけコース

個人契約のみ利用可能なモジュール内蔵パソコン「H"IN」専用の従量制料金プランで、基本使用料が無料、直送メールを含むデータ通信料金やPRINやH"INメール（Eメール）の利用料金がかかるのみだった。
本プランはすべての割引サービスやオプションサービスの対象外となるほか、支払方法がクレジット払いのみで、利用しているクレジットカード会社の明細が請求書の代替となるため、当社からの請求書や告知物は発送されない。一定期間、一度も通信が行われない回線に関しては自動解約となる。

### オプションサービス
- だれとでも定額

対象プラン：新ウィルコム定額プラン（S/G/GSを含む）、ウィルコムプランW/D/D/Lite、パス専用プラン
1回あたり10分以内の国内通話（他社携帯電話、一般加入電話、IP電話宛）を、1料金月あたり500回まで無料で利用できるサービス。
1回あたり10分を超える通話やウィルコムが指定した電話番号への通話は、契約中の料金プランに応じた通話料が発生する。
1料金月あたり500回を超過した通話は、「新ウィルコム定額プラン」の場合は同プランの通話料金が、その他のプランの場合は所定の通話料金となる（2013年6月より「新ウィルコムプラン」に加入している場合のみ、同プランの通話料が適用されることとなり、通話料が値下げされた）。
ウィルコム（PHS回線）宛の通話は通話回数にカウントされず、本来のプランの設定通り2時間45分まで通話料無料となる。
W-SIM対応通信機器利用者の申込みは不可である。ただし、2010年11月30日以前にW-SIM対応通信機器を契約した場合は、2011年2月28日まで申込み可能。
北海道、宮城県、広島県、沖縄県でのテストマーケティング中に加入した顧客は、現在も加入当時の条件で利用可能。
本オプションは後述の「新通話パック」との併用ができない。そのため、「新通話パック」加入中のユーザーが「だれとでも定額」に加入した場合、「新通話パック」が自動解約となる。後述の「ソフトバンク/イー・モバイル通話定額」との併用が可能で、本オプションを併用するとソフトバンクグループ（SoftBankブランド、ディズニー・モバイル・オン・ソフトバンク、イー・モバイル）宛の通話も通話回数にカウントされなくなる。
- スーパーだれとでも定額

対象プラン：新ウィルコム定額プラン（S/GSを含む）、ウィルコムプランW、パス専用プラン
2014年6月から開始された、月額料のみで国内通話やPHSパケットデータ通信が無料で利用できるオプションサービス。前述の「だれとでも定額」と異なり、通話時間や回数は無制限である（ただし、長時間通話と判断された場合は切断される場合がある）。
本オプションでは後述の「新通話パック」との併用はできない。そのため、「新通話パック」加入中のユーザーが「スーパーだれとでも定額」に加入した場合、「新通話パック」が自動解約となる。
「新ウィルコム定額プランG」や「ウィルコムプランD/D+/Lite」は本オプションへの加入はできないので注意が必要。
6月中は新規契約及び機種変更と同時申込のみの受付となっており、前述の対象プラン加入中の方のオプション追加や「だれとでも定額」からの変更は7月から受付を開始した。
- 話し放題

対象プラン：新つなぎ放題
月額料を払うことで通話料が「新ウィルコム定額プラン」に準じた料金体系となるサービス。スマートフォンなどデータ通信だけでなく通話も利用するユーザー向け。2013年6月より通話料が若干値下げされた。

#### その他
- スマートフォン基本パック（W）

2013年9月よりサービスを開始した、スマートフォン向けのオプションサービスをひとまとめにしたパックオプションである。
加入できるのは一部の機種に限られる。
「スマートセキュリティ powered by McAfee」・「紛失ケータイ捜索サービス」・「安心遠隔ロック」の3点。201HWは「留守番電話プラス」・「割込通話」・「グループ通話」を加えた6点となる。
「スマートセキュリティ powered by McAfee」は有料で単独の申し込みが可能である。
スマートフォンの購入と同時に本オプションを申し込んだ場合は最大1ヶ月間無料で利用できる。
利用解除を申し込んでから6ヶ月間は再加入不可。
- あんしん保証サービス プラス

2013年11月より「あんしん保証サービス」に替わって開始されたサービスで、新規加入又は機種変更時にのみ加入できる。1度加入すると申告による解約をしない限り、機種変更を行った場合でも継続適用される。
本サービス加入後1年経過時に、手数料を支払うだけで、ウィルコムが指定したPHS電話機又は「STREAM」に機種交換することができる（007Zと「STREAM」からの機種交換は不可）。通常の機種変更では、「W-VALUE割引」適用期間中に機種変更を行った場合、変更前の機種の「W-VALUE割引」が終了となり、端末割賦代金（分割支払金）が残っている場合は変更後の機種と合わせて2台分の端末割賦代金（分割支払金）を支払う必要があるが、機種交換では交換前の機種の「W-VALUE割引」が期間満了まで継続適用されるほか、端末割賦代金（分割支払金）の支払いも交換前の機種分のみで引き続き支払うことができる。通常の機種変更時にかかる機種変更手数料はかからない。交換前の端末割賦代金（分割支払金）の支払いが終わってからも、1年毎（機種交換・機種変更した日から1年経過後）に交換手数料のみで最新機種に交換することができる。
故障や破損の時には、修理代金が回数無制限で無料（ただし、メーカーの修理保守が終了した端末は修理を受けることができない）。
全損・水濡れ・盗難・紛失などで端末が使用できなくなった場合は、機種交換時と同料金で良品に交換可能（製造終了などで同一機種がない場合はウィルコムが指定した機種に良品交換される）。2回目以降（「ウィルコムあんしんサポート」・「あんしん保証サービス」で良品交換した場合を含む）は1回目の適用から1年経過後の適用となる。
同一機種を2年以上継続使用し、「W-VALUE SELECT」を利用して機種変更する場合は機種変更特別割引が適用され、一括払いの場合は機種変更時の価格を上限に5,400円を機種代金から割引。分割払いの場合は端末割賦代金（分割支払金）と「W-VALUE割引」の差額を上限に毎月の利用料金から割引される。
Y!mobileへのブランド移行後、PHSの販売数減少に伴う在庫減少の影響で、店舗によっては機種交換や故障交換などのサービスに時間を要するケースが生じていることを受け、機種交換については2017年6月5日より、専用のWEBサイトや電話での申込受付を開始した。WEBサイトや電話で機種交換を申し込んだ場合、交換後の端末は郵送で届けられる。

#### 新規受付を終了したオプションサービス
オプションサービスの集約化に伴い、2010年12月31日に店頭の受付を終了、既存ユーザー向けの追加受付も2011年2月28日に終了。「ウィルコムあんしんサポート」2013年1月31日、「あんしん保証サービス」は11月13日に新規受付を終了した。
「Y!mobile」へのブランド統合に伴うオプションサービスの見直しにより、「新通話パック」・「ソフトバンク/イー・モバイル通話定額」・「テザリングオプション」は2014年7月31日に新規受付を終了した。
現在利用中のユーザーは継続利用が可能である。
- 通話パック

対象プラン：新ウィルコム定額プラン
以前は「070以外もお得な通話パック」だったが、2013年6月1日より名称を「通話パック」に改めるとともに、無料通話分の増額、翌月への繰り越し不可（無料通話料の繰り越しは2013年5月利用分で終了）、「新通話パック」利用者との無料通話分の分け合いが可能となり、前述の「新通話パック」と同一のサービス内容となった。
- データ定額
- リアルインターネットプラス

対象プラン：新ウィルコム定額プラン
上記2つの詳細はAIR-EDGEを参照。
- 新通話パック

対象プラン：新ウィルコム定額プラン（S/G/GSを含む）、ウィルコムプランW/D
月額料のみで、無料通話が利用できるオプションサービス。
余った無料通話の繰り越しができず、パケット通信料金への充当はできないが、同一請求先内で「新通話パック」を利用中のユーザー同士で無料通話分を分け合うことは可能。2013年6月1日よりサービス内容の変更を行い、「通話パック（旧・070以外もお得な通話パック）」を利用中のユーザーとも無料通話分を分け合うことができるようになった。
本オプションは前述の「だれとでも定額」や「スーパーだれとでも定額」との併用ができない。そのため、「だれとでも定額」や「スーパーだれとでも定額」加入中のユーザーが「新通話パック」に加入した場合、「だれとでも定額」や「スーパーだれとでも定額」が自動解約となる。
- ソフトバンク/イー・モバイル通話定額

対象プラン：ウィルコムプランD/D+/Lite
2013年12月3日よりサービスを開始したスマートフォン向けのオプションサービスで、ソフトバンクグループ（SoftBankブランド、ディズニー・モバイル・オン・ソフトバンク、イー・モバイル）への国内通話が月額料のみで24時間無料通話が利用できるサービス（ただし、悪用防止のため1回あたりの通話時間が2時間45分を超える場合、超過分について所定の通話料がかかる。回数制限はないので、無料通話を続けるには超過になる前に一旦切って再度かけ直す必要がある）。PHS回線・3G回線のどちらから発信しても無料通話の対象となる。
前述の「だれとでも定額」との併用が可能で、「だれとでも定額」とセットで利用する場合、本オプションの月額料が割引となる。本オプションに加入するとソフトバンクグループへの通話が「だれとでも定額」の通信回数のカウント加算外となる。
対象プラン以外の料金プランに変更した場合、本オプションが自動解除となるので注意が必要。
- テザリングオプション

対象プラン：ウィルコムプランD+/Lite
グループ会社のソフトバンクモバイル（現・ソフトバンク）が提供するサービスで、スマートフォンがモバイルWi-Fiルーターの代用となり、Wi-Fiに対応したゲーム機やパソコンなどにはワイヤレスで接続できる。USBポートを有するWindows（Windows Vista以降）搭載パソコンに直接接続して利用することもできる（機種によってはドライバーを別途インストーする必要があるので、使用する機種の取扱説明書を参照のこと）。
「ウィルコムプランD+」ではテザリングオプション加入後3年目以降、通信速度制限の条件が7GB以上から7.5GB以上に優遇される。本プランと同時加入した場合はキャンペーンにつき、テザリングオプションの月額料が2年間無料となる。
- オプションメール放題

対象プラン：ネット25、パケコミネット、スーパーパックS/L（LLは不可）、標準コース
月額料のみでウィルコムから付与されるメールアドレスを利用したパケット方式のEメール、エッジeメール（対応機種のみ）、ライトメール/Pメールが無料となり、PIAFS方式のEメール、DXメール、サイトやコンテンツサービスも半額となるサービス。
「オプションメール放題&トーク割」・「年契+メール割引サービス」との併用は不可。
- オプションメール放題&トーク割

対象プラン：ネット25、パケコミネット
「オプションメール放題」の割引内容に加え、ウィルコム同士の通話料が割引になるサービス。月額料はそのまま無料通信分となり、無料通信分を超えた場合でも各種割引は適用される。
「オプションメール放題」・「年契+メール割引サービス」との併用は不可。
- 年契+メール割引サービス

対象プラン：ネット25、パケコミネット、スーパーパックS、標準コース
月額料のみでライトメール、Pメールが無料となり、PIAFS方式のEメール、エッジeメール、DXメールも半額となるサービス。
本オプションは年間契約割引とセットになっていたため、年間契約割引を解除するとメール割引サービスも終了する。「オプションメール放題」・「オプションメール放題&トーク割」との併用は不可。

##### その他
- あんしん保証サービス

2013年2月より後述の「ウィルコムあんしんサポート」に替わって開始されたサービスで、新規加入又は機種変更時にのみ加入できる。サービス内容は前述の「あんしん保証サービス プラス」から最新機種への機種交換サービスを除いた内容となる。1度加入すると申告による解約をしない限り、機種変更を行った場合でも継続適用されるが、2013年11月14日以降に機種変更を行った場合は「あんしん保証サービス プラス」に自動移行される。
- ウィルコムあんしんサポート

新規加入又は機種変更時にのみ加入できる。1度加入すると申告による解約をしない限り、機種変更を行った場合でも継続適用される。解約した場合は次回の機種変更時に前述の「あんしん保証サービス」に加入できる。
故障や破損の時には、修理代金が特別料金で受けられる。修理回数の制限はない。
全損や盗難などによる新品交換は前述の「あんしん保証サービス」に準じる。

### 割引サービス
各種条件により適用の可否があるため、公式ウェブサイト等で確認のこと。
- 長期割引サービス

契約年数に応じて月額基本使用料を割引くサービス。2015年10月現在加入可能な料金プランでは「Two LINK DATA」のみ適用となっていたが、新規受付を終了した料金プランのうち、「標準コース」・「通話相手先限定」・「スーパーパックS/L/LL」・「昼特コース」・「つなぎ放題（[4x]を含む）」・「ネット25」・「パケコミネット」・「データパック（miniを含む）」にも適用される。
8xパケット方式データ通信向けの「つなぎ放題[PRO]」と「ネット25[PRO]」は適用外となるが、本サービスにおける契約期間にはカウントされる。
2013年6月1日より契約期間の算出方法が変更となり、月途中での加入でも契約月が1ヶ月目とカウントされるようになったため、割引開始のタイミングが1ヶ月前倒しされた。
- W-VALUE割引
  - W-VALUE SELECTの節を参照

#### 現在は新規受付を終了した割引サービス
以下の割引サービスはオプションサービスの集約化に伴い、店頭での受付は2010年12月31日付で、既存ユーザー向けの受付も2011年2月28日付でそれぞれ終了した。さらに、複数割引サービスは2013年5月31日付で、ファミリーパックとハートフルサポートは2014年7月31日付で順次終了した。現在利用中のユーザーは割引が引き続き適用される。
- ファミリーパック

新ウィルコム定額プラン又はウィルコム定額プランを同一名義、家族、法人などで2回線以上契約した場合に割引されるサービス。個人での契約では6回線まで適用が可能。
2013年6月1日よりサービス内容の変更が行われ、2回線の場合における料金体系を変更した（合計額の増加はなし）。さらに、同日以降に新規契約し、AIR-EDGE向けコース・新ウィルコム定額プランS/G/GS・新つなぎ放題のいずれかを契約した場合、ファミリーパックのカウント対象外となった（すでに加入している場合は従来通りカウント対象となる）。
- ハートフルサポート

妊娠中、小学生以下の子供がいる、「身体障がい者手帳」・「療育手帳」・「精神障がい者保健福祉手帳（障がい者手帳）」のいずれかの交付を受けている、社会福祉事業者・公的医療機関・医療法人に勤務する職員のいずれかに該当する場合、新ウィルコム定額プラン及びウィルコム定額プランの基本使用料が割引となる。要申込で、条件に該当するための確認書類が別途必要になる。社会福祉事業者・公的機関・医療法人が法人契約する「医療・福祉機関向け専用料金」が別に設定されており、10台以上で一括申込した場合、1回線あたりの基本使用料がさらに割り引かれる。
2013年6月1日よりサービス内容の変更が行われ、60歳以上を対象から除外し、妊娠中・小学生以下の子供がいるユーザーの適用期間が無期限となった。
- 複数割引サービス

ウィルコムの契約回線が複数の場合、請求先をまとめると各契約回線ごとに割引。申し込み要となっていたが、申し込みは請求をまとめることで実質的に完了する。端末契約は同一名義である必要はない。
ウィルコム定額プラン、新ウィルコム定額プラン（S/G/GSを含む）、ウィルコムプランW/D、新つなぎ放題、テレメタリング、H"in使っただけコースは割引対象外となる。
- マルチパック

データ通信向けプラン（新つなぎ放題を除くAIR-EDGE向け料金プラン）、音声通話・電話機向けプラン（新ウィルコム定額プラン又はウィルコム定額プラン）、ウィルコムADSLサービスのうちの2つをまとめて契約することで両方の月額基本使用料が割引となる。
2012年10月31日にウィルコムADSLサービスの提供を終了したため、ウィルコムADSLサービスとの組み合わせによる割引も同日に終了された。2013年6月1日付で、医療福祉機関向け専用料金がマルチパックの対象料金プランから除外された。
- A&B割（えーびーわり）

同一名義かつ同一住所でデータ通信向けプラン（新つなぎ放題を除くAIR-EDGE向け料金プラン）とウィルコム指定プロバイダのブロードバンド料金コースをセットで契約している場合、データ通信向けプランの基本使用料が割引となる。前述のマルチパックを除くすべての割引サービスと併用可能。
- 年間契約割引

1年間の継続利用を前提に、基本使用料が割引になるサービス。「昼得コース」・「通話相手先指定」・「Two LINK DATA」は適用外である。
- データセット割引

音声通話向け料金プラン（標準コース又はスーパーパックS/L/LL）とデータ通信向け料金プラン（新つなぎ放題を除くAIR-EDGE向け料金プラン）をセットで利用し、請求書を1つにまとめると音声通話向け料金プランの月額料金が半額となるサービス。長期割引サービスとの併用も可能。

### W-VALUE SELECT
電話機をW-VALUE SELECT用販売価格にて一括または24回払いで購入すると、以下の特典を受けることができる。詳細はW-VALUE SELECTを参照。
- W-VALUE割引
  - 「W-VALUE SELECT」を利用して電話機を購入した場合に、利用料金の割引を毎月一定額を上限に24か月にわたって受けることができる。W-VALUE割引適用期間中に機種変更や解約をすると割引は終了するので、従前の方法で購入した場合に比べ支払い総額が高くなる恐れがある。
- W-VALUEサポート
  - 24か月間、故障の際の修理費用（水没全損時除く）・全損や紛失の際の再購入費用（2万円上限）を年一回までウィルコムが補助する。2万円上限というもののウィルコムが補助する金額を差し引いた自己負担額が機種ごとに端末利用期間にかかわらず設定されており、その時点の通常の機種変更での再購入費用が2万円に満たない場合でもある程度の自己負担が生じるようになっていた。2009年8月31日までに新規契約・機種変更が完了した端末に限り適用され、9月1日以降に新規契約・機種変更を行った端末には提供の対象外となる。

導入時は機種変更に対してのみ提供していたが、後に新規購入時にもW-VALUE SELECTを利用できるようになった。
先行するSoftBankブランドの「スーパーボーナス」同様、利用者の電話機購入初期費用を抑えるとともにキャリア（この場合はウィルコム）のインセンティブ負担を確実に回収するものとなっていた。開始当初はSoftBankブランドの場合と異なり、利用者の契約する料金プランやオプションによってもW-VALUE割引の上限額が変動していたが2007年10月10日以降から機種による違いのみに改定された。

## 沿革
- 1994年
  - 7月1日

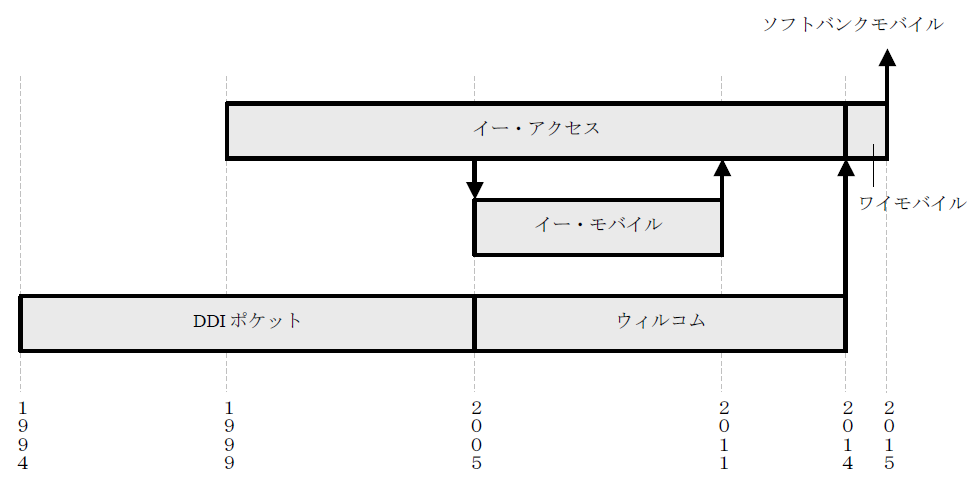
関連会社の統廃合図

    - 株式会社DDIポケット企画設立。

  - 11月
    - 株式会社DDIポケット企画が商号をDDI東京ポケット電話株式会社に変更。
    - DDI北海道ポケット電話株式会社設立。
    - DDI東北ポケット電話株式会社設立。
    - DDI北陸ポケット電話株式会社設立。
    - DDI東海ポケット電話株式会社設立。
    - DDI関西ポケット電話株式会社設立。
    - DDI中国ポケット電話株式会社設立。
    - DDI四国ポケット電話株式会社設立。
    - DDI九州ポケット電話株式会社設立。
- 1995年
  - 7月1日
    - DDI東京ポケット電話株式会社がサービス開始。
    - DDI北海道ポケット電話株式会社がサービス開始。

  - 10月20日
    - DDI東北ポケット電話株式会社がサービス開始。
    - DDI北陸ポケット電話株式会社がサービス開始。
    - DDI東海ポケット電話株式会社がサービス開始。
    - DDI関西ポケット電話株式会社がサービス開始。
    - DDI中国ポケット電話株式会社がサービス開始。
    - DDI四国ポケット電話株式会社がサービス開始。
    - DDI九州ポケット電話株式会社がサービス開始。
- 1996年11月20日
  - Pメールをサービス開始。
- 1997年4月1日
  - 32kbpsデータ通信をサービス開始。
- 1998年11月6日
  - PメールDXセンターを設置し、Eメールとコンテンツサービスの提供開始。
- 1999年
  - 7月12日
    - 「H"」をリリース。

  - 7月23日
    - 64kbpsデータ通信（PIAFS2.1）をサービス開始。
- 2000年
  - 1月1日
    - DDI東京ポケット電話株式会社を存続会社として地域会社8社を合併し、商号をDDIポケット株式会社に変更。

  - 5月16日
    - PRIN（PRovider INcluded）を開始。

  - 9月22日
    - 「feelH"」をリリース。
- 2001年
  - 6月1日
    - AirH"（ネット25）を開始。

  - 8月29日
  - AirH"（つなぎ放題コース）を開始。
- 2002年
  - 3月26日
    - AirH"（オプション128）を開始。

  - 9月10日
    - Eメール使い放題（エッジeメール放題）を開始。
- 2003年
  - 4月
    - AirH" PHONE、台湾での国際ローミングのサービス開始。

  - 12月
    - タイ王国での国際ローミングサービス開始。
- 2004年
  - 5月
    - 日本国内初のOperaブラウザ搭載AirH"PHONE・AH-K3001V導入。

  - 9月13日
    - アステル東京を運営するYOZANがDDIポケットと提携し、DDIポケット網を使用した全国コールサービスを開始。実態はアステル電話機にDDIポケットの番号を書き込むもので、実質的にはMVNOに近いサービス。音声通話以外は一切使えなかった。本サービスの申込みは8月末時点でのアステル東京契約者に限られ、2005年3月頃に受付終了、同年11月にサービス終了。

  - 10月1日
    - カーライル・グループを筆頭株主とする新たなDDIポケット株式会社が発足。

  - 12月3日
    - 株式会社ウィルコム沖縄（英文：WILLCOM OKINAWA, Inc.）を子会社として沖縄電力と共同で設立。
- 2005年
  - 1月25日
    - 子会社・ウィルコム沖縄、沖縄電力からアステル沖縄の事業を譲り受け本体より一足先に新会社としての事業開始。

  - 2月2日
    - 商号を株式会社ウィルコム（英名：WILLCOM, Inc.）に、「AirH"」の名称表記を「AIR-EDGE」に変更 。

  - 2月18日
    - AIR-EDGE[PRO]（256kbps通信サービス：サービス表記「8x」）を開始。

  - 5月1日
    - 音声通話定額制サービス「ウィルコム定額プラン」を開始。データ通信と音声通話の双方が定額で使い放題。

  - 7月1日
    - 「ウィルコム定額プラン」専用のパケット定額制オプション「リアルインターネットプラス[1x]」を開始。

  - 10月17日
    - 公式オンラインショップ「ウィルコムストア」開設。

  - 10月20日
    - 「ウィルコム無線LANオプション」およびスマートフォン「W-ZERO3」を発表。

  - 10月27日
    - ジュピターテレコムとのMVNO提携を発表。

  - 11月1日
    - ホームアンテナのレンタルサービスを開始。

  - 11月25日
    - 「WILLCOM SIM STYLE」、「WX310シリーズ」をリリース。
    - 「ウィルコム定額プラン」専用の4xパケット方式・段階的パケット定額制オプション「データ定額」を開始。

  - 12月1日
    - 「ウィルコムADSLサービス」、「電話会議サービスAIR-CONFERENCE」を開始。
    - セット料金プラン「マルチパック」の適用開始。

  - 12月14日
    - スマートフォン「W-ZERO3」をリリース。
- 2006年
  - 2月1日
    - Hondaインターナビ向けにカーナビ専用のネットワーク接続定額制を開始。
    - 2xパケット方式の標準化（従来の1xパケット方式料金コースと同等料金で2xパケット方式が利用できるようになり、高速化）

  - 2月23日
    - 高度化PHS通信規格「W-OAM」の開始。

  - 3月14日
    - モバイルブログ「W+BLOG」を開始。

  - 4月6日
    - ウィルコム位置検索サービスを開始。以前より安心だフォン・ぴぴっとフォン等による対応端末が限定された同様のサービスは存在したがこのサービスでは被検索側に現行端末メーカーの多くの端末が対応し、検索表示側はPHSのほか携帯電話・パソコン等のC-HTMLまたはHTML対応ブラウザでも対応する。

  - 4月24日
    - ウィルコム国際電話サービスを開始。以前は国際通話には提携国際電話会社への契約・登録等が必要だったがウィルコム独自サービスの開始により識別番号010以下のダイヤルのみで、事前登録不要で利用可能となる。
- 2008年
  - 1月23日
    - カーウイングス向けにオペレーターとの通話も含む専用定額通信サービス「カーナビ専用サービス for CARWINGS」を開始。

  - 5月9日
  - パイオニアのカーナビゲーション「サイバーナビ」「楽ナビ」向けに専用定額通信サービス「カーナビ専用サービス for carrozzeria」を発表、5月下旬から専用モジュール発売と同時にサービス開始。
  - 6月1日
    - 電子カルテを活用した医療サービス「ポケットカルテ」の試験サービス開始。

  - 7月11日
    - 「WILLCOM D4」リリース。

  - 7月18日
    - インターネット上のさまざまな情報を表示するツール「ウィルコム ガジェット」をサービス開始。
- 2009年
  - 2月5日
    - 「新ウィルコム定額プラン」を開始。

  - 2月19日
    - モバイルFeliCa ICチップを搭載した端末「WX340K」をリリース。「ウィルコムICサービス」(いわゆる「おサイフケータイ」)のサービスを開始。

  - 3月5日
    - 「どこでもWi-Fi」をリリース。W-SIMを搭載でき、単三型電池で駆動できる。無線LAN対応端末を接続できる無線LANスポットとして機能する。

  - 3月9日
    - NTTドコモの回線を借り受けてデータ通信サービスを提供する「WILLCOM CORE 3G」を法人向けにサービスを開始した。2012年12月末までの時限的なサービス。

  - 4月27日
    - 「WILLCOM CORE XGP」を東京特別区内の一部地域で、法人・ベンダ・MVNO事業者限定サービス開始。

  - 6月26日
    - 「WILLCOM CORE 3G」の個人向けサービス提供開始。

  - 7月5日
    - 「モバイルSuica」サービスを開始。

  - 9月1日
    - 「ウィルコムあんしんサポート」のオプションを提供開始。端末の破損・故障・盗難・紛失時に低額で修理・交換ができる。従来の「W-VALUEサポート」サービスの新規提供を停止した。

  - 10月1日
    - 「WILLCOM CORE XGP」を東京特別区内の一部地域で、東京特別区内の住所で既にウィルコム契約（「WILLCOM CORE 3G」を含む）している個人・法人ユーザ等を対象とする期間限定のサービスを開始。
- 2010年
  - 2月18日
    - 東京地裁に会社更生法の適用を申請。

  - 8月5日
    - 管財人にソフトバンク取締役宮内謙、管財人代理にソフトバンクモバイル取締役専務執行役員CTO宮川潤一、同社執行役員経営企画本部長田中錬・同社財務経理本部長内藤隆志が就任し、“経営再建”の全権を担う。

  - 11月30日
    - 東京地裁から更生計画認可を受ける。

  - 12月1日
    - 「新ウィルコム定額プラン」・「新ウィルコム定額プランS」対象のオプションサービス「だれとでも定額」開始（12月10日からは期間限定ながら「新ウィルコム定額プランGS」・「新ウィルコム定額プランG（加入中の方のみ）」にも対象範囲を拡大）。
    - 「新ウィルコム定額プランS」が通常の音声向け料金コースに格上げ。合わせて、既存の料金コース・オプションサービスの集約化を発表。

  - 12月21日
    - ソフトバンクがウィルコムPHS事業およびXGP事業に供されている電柱等の資産、PHS基地局等およびXGP基地局等に係るロケーションの賃貸借契約等の借主の地位等を承継取得。XGP事業は、Wireless City Planning株式会社が譲受。これにより、ウィルコムはソフトバンクグループの完全子会社となる。
- 2011年
  - 5月末
    - 13年11カ月ぶりに月間純増契約数が10万件を超える。

  - 7月13日
    - 1年3か月ぶりにPHS累計契約数が400万件を再突破する。

  - 10月7日
    - ソフトバンクモバイルの高速データ通信サービス「ULTRA SPEED」が利用できるデータ通信専用端末向けプラン「3G データ定額(S)」の提供を開始。
- 2012年
  - 3月15日
    - 「ウィルコムADSLサービス」の新規受付を終了（サービス自体も10月末に終了）。

  - 3月31日
    - NTTドコモの3Gネットワークを活用したMVNOサービスに関する事業を終了。これに伴い、翌4月1日にインターネットイニシアティブへ対象のサービスを承継。
    - 累計契約数（PHSと3Gの合計契約数）が468万1600件に達し、4年8か月ぶりに累計契約数の過去最高値を更新。

  - 4月11日
    - 104（番号案内）サービスの提供事業者をNTT東日本・NTT西日本から日本マルチメディアサービスに変更。

  - 4月13日
    - 「着信転送サービス」における、転送された電話の発信者番号および転送元のウィルコムの電話番号を、転送先の電話機で表示を開始。

  - 4月26日
    - 3GモバイルWi-Fiルーター機能を搭載したPHS向けのプラン「ウィルコムプランW」提供開始。

  - 6月21日
    - 話し放題スマートフォン専用料金プラン「ウィルコムプランD」提供開始。

  - 9月26日
    - 累計契約数が500万件を突破。
- 2013年
  - 1月17日
    - 「ウィルコムプラザ」でイー・アクセスが「イー・モバイル」ブランドで発売していたモバイルWi-Fiルーター「Pocket WiFi LTE（GL04P）」の取り扱いを開始。併せて、当社PHS電話機の「イー・モバイルショップ」への商品供給も開始。

  - 2月1日
    - 「ウィルコムプラザ」でソフトバンクモバイルが販売するスマートフォンの取り扱いを開始。

  - 3月6日
    - 「ウィルコムプラザ」で「iPhone 4S」の取り扱いを開始（16GBモデルのみの取り扱い、ソフトバンクモバイルとの契約となる）。

  - 7月1日
    - 東京地裁から更生手続終結の決定を受ける[70]。
    - 会社更生手続終結により裁判所及び管財人の監督下から離れ、正式にソフトバンクの連結子会社（完全子会社）となる。
    - 「ウィルコムプラザ」に「イー・モバイルスポット」の設置を開始。併せて、「ウィルコムスポット」の「イー・モバイルショップ」への設置も開始。

  - 11月12日
    - NTTコミュニケーションズが提供するナビダイヤル・テレドームへの接続を開始。これにより、ウィルコムのPHS回線からでもナビダイヤル番号・テレドーム番号の発信が可能となる。

  - 11月14日
    - この日発売の新機種（WX11K/WX12K）を対象に、PHS網を利用した緊急速報メール[注 1]と「モバイル迷惑電話チェッカー」のサービス提供を開始。
- 2014年
  - 6月1日
    - イー・アクセスに吸収合併され、解散[71][72][73][74]。合併発表時点で、イー・アクセスの商号改称方針や新会社の手掛けるブランド名については未定としていた。当初は4月1日付の合併としていたが、ブランド変更時期と合併時期（イー・アクセスの商号変更時期）を併せるための処置としており、合併手続きのトラブルがあるわけではないとしていた。その後、合併を予定通り行い、イー・アクセスの商号変更とブランド変更は後日実施されることになったため、当面はイー・アクセスが展開するブランド名として、同社が元々展開している「イー・モバイル」と共に存続された。

  - 7月1日
    - イー・アクセスの商号をワイモバイルに変更[4]

  - 8月1日
    - ウィルコムブランドを終了し、Y!mobileブランドに移行。旧来からの契約内容は引き続き続行。
- 2015年
  - 4月1日
    - ソフトバンクモバイル株式会社がワイモバイル株式会社を吸収合併。
- 2022年
  - 4月1日
    - ソフトバンク株式会社がウィルコム沖縄を吸収合併[75]。これにより1994年のDDIポケットから続く、28年の歴史に完全に幕を下ろした。

### 事業主体移行の流れ
基礎情報にもある通り旧法人・DDIポケットと現法人・ウィルコムとで設立年月日が異なり、かつ現法人の方が旧法人よりも古い。これは事業主体移行において執られた、登記上の手続きによるもの。
太字は、その時点で一般利用者が直接の契約関係を持つ会社である。
- 2004年
  - 9月末時点
    - ディーディーアイポケット株式会社（以下、旧DDIポケットとする）はKDDI、京セラ等の子会社として存在していた。カーライル・グループ、京セラ等が出資するコンソーシアムの子会社としてカーライル・ジャパン・ホールディングス・セブン株式会社（以下、セブンとする）がさらにその子会社としてカーライル・ジャパン・ホールディングス・シックス株式会社（以下、シックスとする）が存在しており、これらは実質的に休眠状態にあった。

  - 10月1日
    - 分社型吸収分割により旧DDIポケットのPHS事業をシックスが承継し、シックスの株式が旧DDIポケットへ割り当てられた。シックスが商号をディーディーアイポケット株式会社（以下、DDIポケットとする。）へ変更。従って、2代目事業法人の設立日は、シックスの設立日となっている（設立時の名称はジーエルグローリーリーシング有限会社）。

  - 10月5日
    - 旧DDIポケットが商号を飯田橋フェニックス企画株式会社へ変更。

  - 10月15日
    - 飯田橋フェニックス企画がDDIポケットの株式をセブンへ譲渡。
- 2005年
  - 1月1日
    - DDIポケットが親会社であるセブンを合併しカーライル・グループ、京セラ等の子会社となる。

  - 2月2日
    - DDIポケットが商号を株式会社ウィルコム（英名：WILLCOM, Inc.）へ変更。

  - 3月18日
    - 飯田橋フェニックス企画の清算が完了。
- 2014年
  - 6月1日
    - 株式会社イー・アクセスが株式会社ウィルコムを吸収合併。

  - 7月1日
    - 株式会社イー・アクセスが商号をワイモバイル株式会社へ変更。

  - 8月1日
    - ウィルコムブランドを終了し、Y!mobileブランドに移行。旧来からの契約内容は引き続き続行。
- 2015年
  - 4月1日
    - ソフトバンクモバイル株式会社がワイモバイル株式会社を吸収合併。

  - 7月1日
    - ソフトバンクモバイル株式会社が商号をソフトバンク株式会社へ変更。

## 業務区域

### 全国一法人化
開業当初は当時の郵政省の電波・通信行政の方針により、（他の携帯電話・PHSキャリアと同様に）地方ごとにいくつかの地域会社に分かれて事業を行っていたが、その後の行政方針の転換を受けて2000年にディーディーアイ東京ポケット電話株式会社を存続法人として地域会社を合併し、他のキャリアに先駆けて日本全国を業務区域とする事業者となった。
しかし、2005年1月25日にアステル沖縄を継承するための新会社「ウィルコム沖縄」がDDIポケットと沖縄電力の共同出資により設立された。ワイモバイルへ転換後もウィルコム沖縄は引き続き存置され、これにより現在は2社体制となっている。

### 地域会社時代
- ディーディーアイ北海道ポケット電話株式会社
  - 北海道
- ディーディーアイ東北ポケット電話株式会社
  - 青森県、岩手県、宮城県、秋田県、山形県及び福島県
- ディーディーアイ東京ポケット電話株式会社
  - 茨城県、栃木県、群馬県、埼玉県、千葉県、東京都、神奈川県、新潟県、山梨県及び長野県
- ディーディーアイ北陸ポケット電話株式会社
  - 富山県、石川県及び福井県
- ディーディーアイ東海ポケット電話株式会社
  - 岐阜県、静岡県、愛知県及び三重県
- ディーディーアイ関西ポケット電話株式会社（本社は京都市[注 2]）
  - 滋賀県、京都府、大阪府、兵庫県、奈良県及び和歌山県
- ディーディーアイ中国ポケット電話株式会社
  - 鳥取県、島根県、岡山県、広島県及び山口県
- ディーディーアイ四国ポケット電話株式会社
  - 徳島県、香川県、愛媛県及び高知県
- ディーディーアイ九州ポケット電話株式会社
  - 福岡県、佐賀県、長崎県、熊本県、大分県、宮崎県、鹿児島県及び沖縄県[注 3]

### 現在
※2015年7月1日現在
- ソフトバンク株式会社
  - 北海道・本州・四国・中国・九州地方
- 株式会社ウィルコム沖縄
  - 沖縄県
    - ウィルコム沖縄は会社としては独立しているが、主な業務実態は契約の受付などの代理店業務であり（ウィルコム沖縄のみの料金プランなどが存在する）、サービスセンター《116/157》での電話応対・資料請求などといったサポートの大部分や通信サービスはソフトバンク株式会社が行っている（沖縄から発信された116/157も九州等のセンターに接続される）。

### サポート拠点

#### ウィルコムプラザ

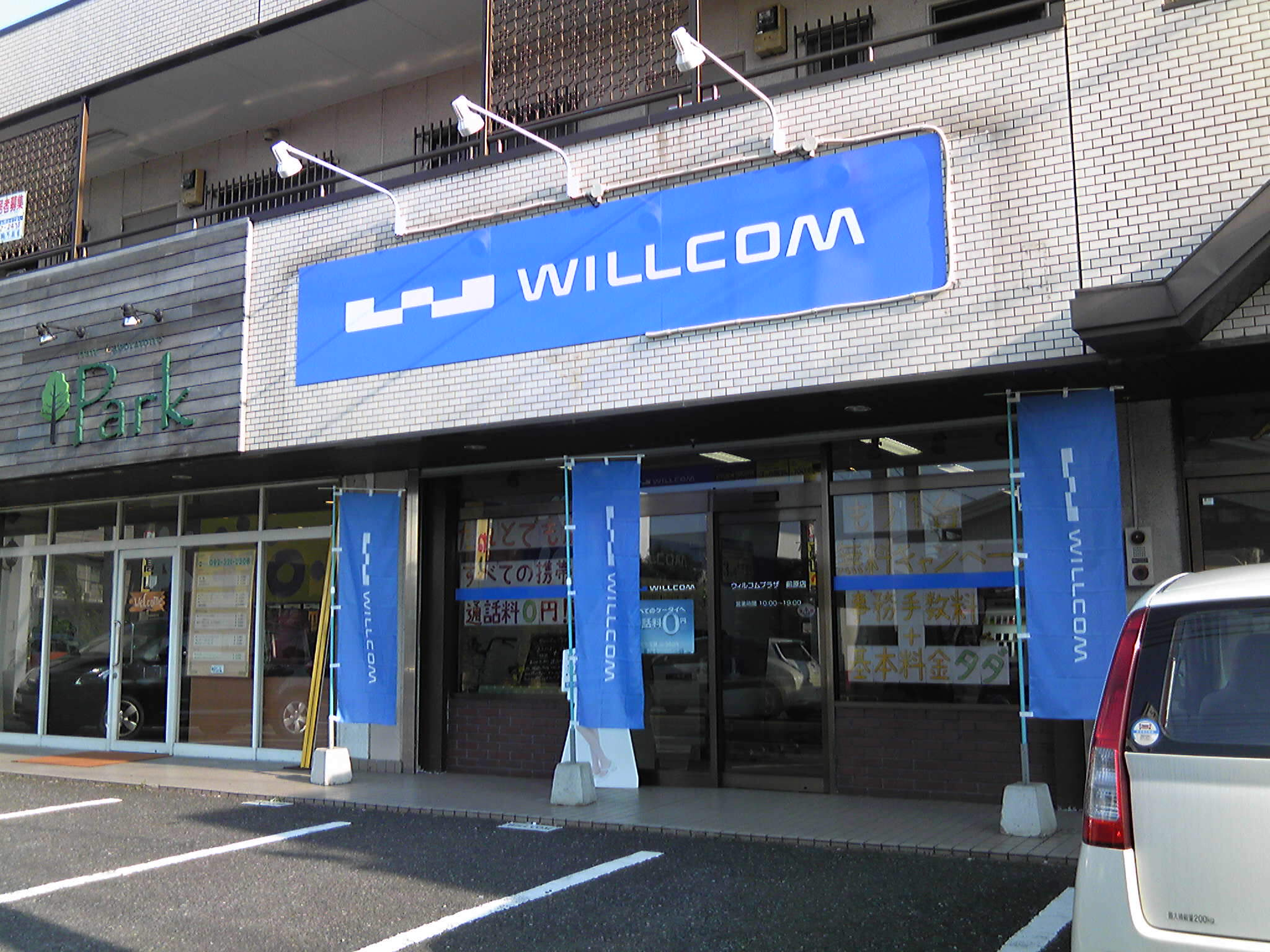
ウィルコムプラザ前原店
（福岡県糸島市）

直営拠点であるウィルコムプラザの電話番号は非公開（ただし、2010年2月より公開開始していたが、簡単な問い合わせ以上は応じないとしていた）なので、連絡は直接出向くかサービスセンターへの電話連絡にて行うのが原則となる。かつてはDDIポケット時代からあった一部拠点でPHS番号で公開していたところもあったが、現在は全て伏せられていた。同社は「ウィルコムプラザに直接来店した顧客の対応を優先するため電話では十分な対応が至らず、来店がかなわない場合はサービスセンターへ電話連絡、来店可能な場合はウィルコムプラザへ直接来店という形で棲み分けを図る意味合いがある」と説明していた。一部業務の制限はあるがウィルコムカウンターもある。こちらは電話番号は公開されていた。受付の業務内容は新規加入、機種変更の他解約なども受付可能である。料金収納やオプション変更（一部機種変更と同時受付のみ可能）はごく一部を除きできない。

#### サービスセンター
- 北海道サービスセンター
  - 〒060-0001　北海道札幌市中央区北1条西3丁目3　札幌MNビル
    - 組織統合に伴い北海道サービスセンター（データサーポート）は2009年3月末で業務終了し関西サービスセンターへ業務を引き継いだ。
- 東北サービスセンター
  - 〒983-8549　宮城県仙台市宮城野区榴岡一丁目2-1　イーストンビル8F　トランスコスモス株式会社内
- 関西サービスセンター
  - 〒530-8338　大阪府大阪市北区中之島3丁目2-18　住友中之島ビル13F
- 九州サービスセンター
  - 〒810-0001　福岡県福岡市中央区天神1丁目6-8　天神ツインビル10F

## 独自のWebサービス
- CLUB AIR-EDGE:端末向け公式ポータルサイト。
- W+BLOG＊WILLCOM利用者が端末から利用できるblog。無料。機能的にはSNSに近いサービス。

## 通信端末

### 主な参画メーカー
ただし、ここではWILLCOM CORE 3Gのみのメーカーを除く。
- 京セラ　略称「K」
- 日本無線　略称「J」
- セイコーソリューションズ（セイコーグループ再編に伴い2014年7月セイコーインスツル（旧社名：セイコーインスツルメンツ 2004年9月1日に社名変更）より移管。）　略称「S」
- ネクスグループ（旧社名：本多エレクトロン、ネットインデックス 2005年10月1日にネットインデックスに社名変更、2012年12月1日にネクスに社名変更。その後ネクスグループに社名変更し、新設子会社のネクスが吸収分割にて継承）　略称「H」（本多エレクトロン時代）、「IN」（ネットインデックスに社名変更後）、「NX」（WX01NX以後）
  - 2010年10月末を以って、M2M向けPHS等の開発・製造などを除き、コンシューマ部門のPHSの製造・開発から撤退し、アスモからの移管分を含むサポート業務のみに集約を予定していたが、2011年10月6日新製品WX01NXを発売した。
- シャープ　略称「SH」
- エイビット（2010年9月以前はアルテル）　略称「A」「AL」(当初はアルテルブランドとして発売されたもの)
- TJC（旧社名:テクニッコジャパン　2013年3月31日に社名変更）　略称「TJ」

### 過去に参画していたメーカー
- アイワ（現・ソニー（AIWAブランド））　AP-A102
- カシオ　PM-C101
- ケンウッド（現・JVCケンウッド）　ISD-E7他
- 富士通　AH-F401U
- Panasonic（九州松下電器、現・パナソニック システムネットワークス）　KX-HV210他。2007年春に「会議用スピーカーホン」で再参入。家庭用中継器（レピーター）は、現在もパナソニック電工が製造している。
- 日本ビクター（現・JVCケンウッド）　TN-PZ7他
- 三菱電機　TL-PG100（ピングーPHS）他
- 三洋電機（現・京セラ（SANYOブランド））　略称は「SA」。WX310SA他。京セラへの携帯電話・PHS事業の売却[77]により撤退。
- アスモ（旧社名：ケーイーエス 2008年10月1日に社名変更）　略称「KE」。2009年11月1日付で、PHS端末の開発および保守事業等をネットインデックスへ譲渡。
- NECインフロンティア（旧社名：日通工）　略称「N」
- バンダイ
  - （ウィルコムの型番ルールに準じた機種を発売したことが無いため略称は存在しない。「papipo!」の型番はKK-B01〜KK-B07）
- 東芝（現在は富士通モバイルコミュニケーションズへ事業を移管）　略称「T」。2010年10月1日付で、携帯電話・PHSの端末事業を富士通東芝モバイルコミュニケーションズ（2012年4月1日より、富士通モバイルコミュニケーションズ）へ譲渡したため、東芝は撤退している。現在のところ富士通モバイルコミュニケーションズとなってからの新機種はない。
- バッファロー 略称「BF」。どこでもWi-Fi（WS024BF）のみ。現在はドコモ向けにのみモバイルWi-Fiルーターを供給。
- ユーティースターコムジャパン　略称「UT」。WX01UTのみ。
- ハギワラシスコム 略称「HA」。WS008HAのみ。後に倒産。エレコムの支援によりハギワラソリューションズに事業継承したがPHSを含めた通信機器の取り扱いはない。

2007年初頭時点では、一般的な移動体端末メーカーよりも産業系機器のメーカーが多い。
以下、年別に発売された端末を列挙（日付は発売日）。DDIポケット時代の端末は、H"対応端末（Air H"の「AH」で始まる型番に統一された）より前の機種ではキャリア独自の型番が付けられておらず、メーカー独自の型番をそのまま使用していた。

### PHS
☆はY!mobileブランド移行後も継続販売されたもの。×は、ガードバンド移行後の帯域での利用ができないため、2012年に使用停止されたもの。▼は、ガードバンド移行後の帯域に対応しているが、SHA-2非対応のため、本体のブラウザでは、暗号化されたサイト(主に、TLSがかかったサイト)の閲覧ができなくなった端末。

#### 1995年
- 京セラ製
  - PT-101×

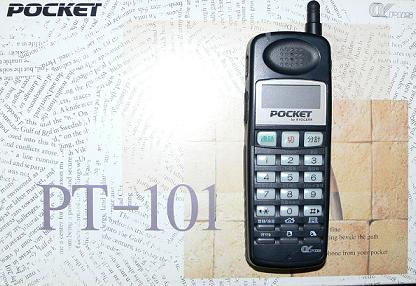
PT-101 1995年

    - 約53mm×27mm×143mm、145g、連続待機時間200時間、連続通話時間5時間。「電話帳」機能は無く、4箇所へのワンタッチダイヤル機能のみ。当時はEメールどころかPメールサービスすら行われておらず、メール関連の機能は一切持たない。

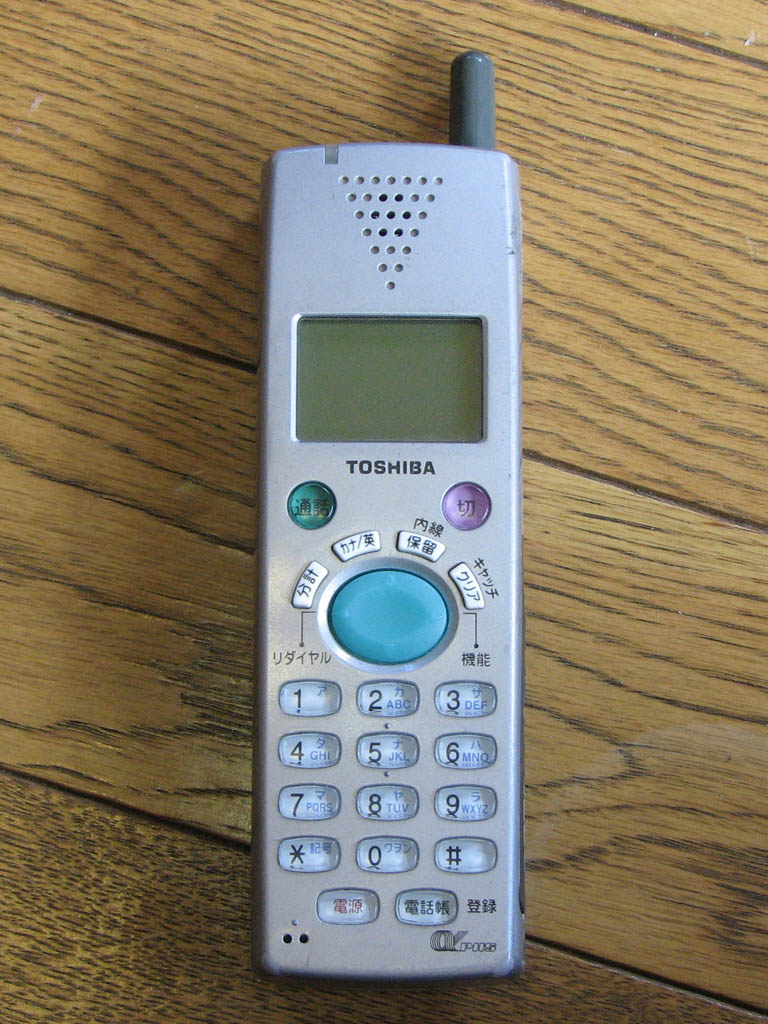
DL-S22P

  - PS-501 ×7月
- カシオ計算機製
  - PH-100 ×7月

- 東芝製
  - Carrots DL-S22P×
約44mm×約24mm×約133mm（突起部を含むと約154mm）、約126g。電話帳機能を搭載し、カタカナで名前を入力できる機能を持つ。バイブレーター機能はもちろん、時計機能も搭載されていない。
- 日本ビクター製
  - TN-PZ1 ×7月
- アイワ製
  - PT-H50×
半折りたたみ式（フリップ式）と言える筐体。サービス開始当初の端末で唯一着信バイブレーター内蔵端末であり、PHS全体としても、もう1台の内蔵端末であるNTTパーソナル向けの101H（日立製作所製）が部品調達の失敗により少量しか生産されなかったために、当時バイブレーター内蔵端末がほしいユーザーにとっては事実上この端末しか選択肢がなかった。しかし、当時考えうる機能がほとんど網羅されたいわゆる高機能端末であり、特に電話単体の留守録機能は、留守番電話サービス開始前はもちろん、開始後もセンターの留守録機能よりもしっかりしていて、当時最強と言われた。

#### 1996年
- 京セラ製
  - PS-601× 3月

- - PS-702× 初のPメール
- 日本ビクター製

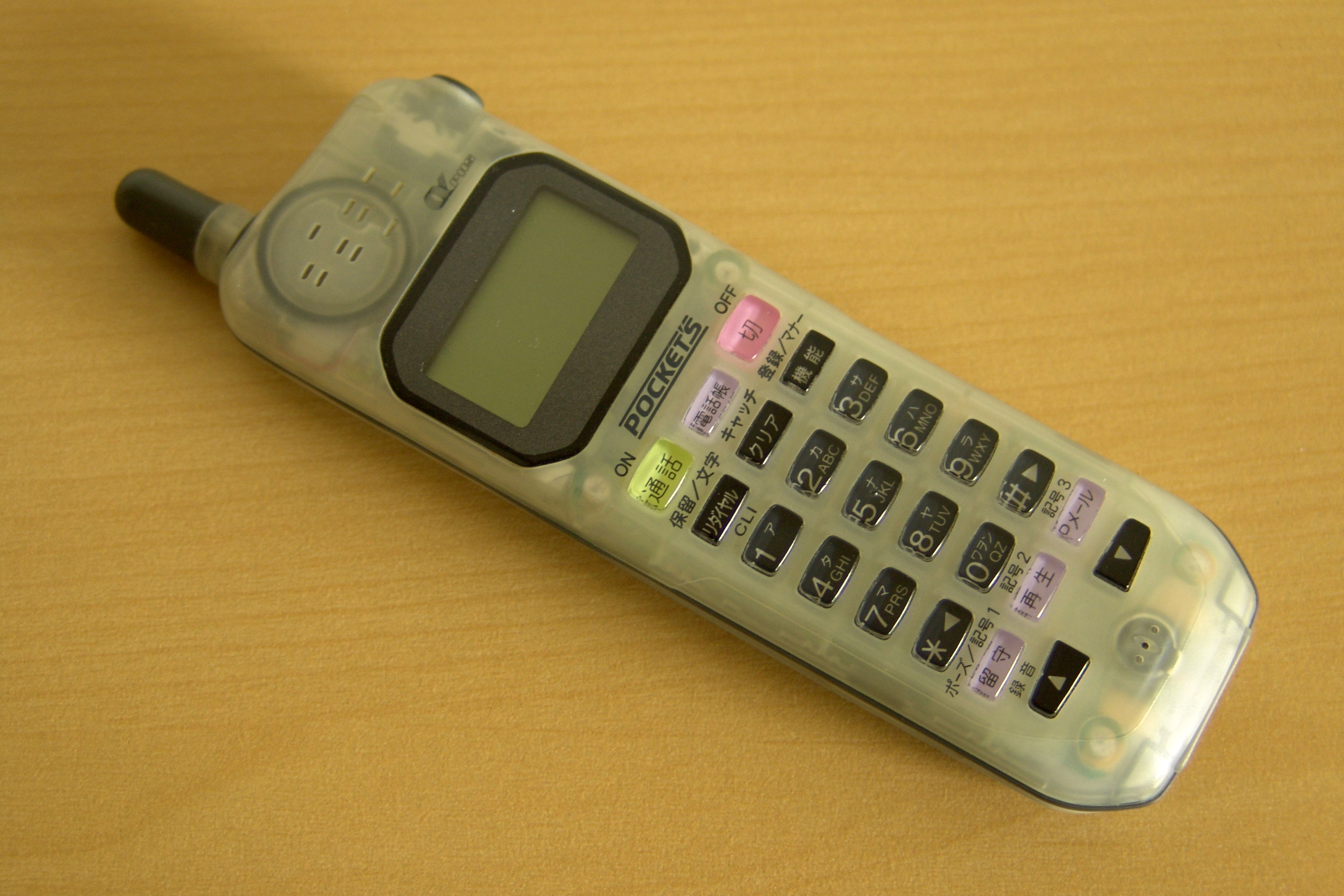
PS-702 1996年

  - TN-PZ3/TN-PZ110/TN-PZ210 5月

#### 1997年
- カシオ計算機製
  - PH-500× 1月

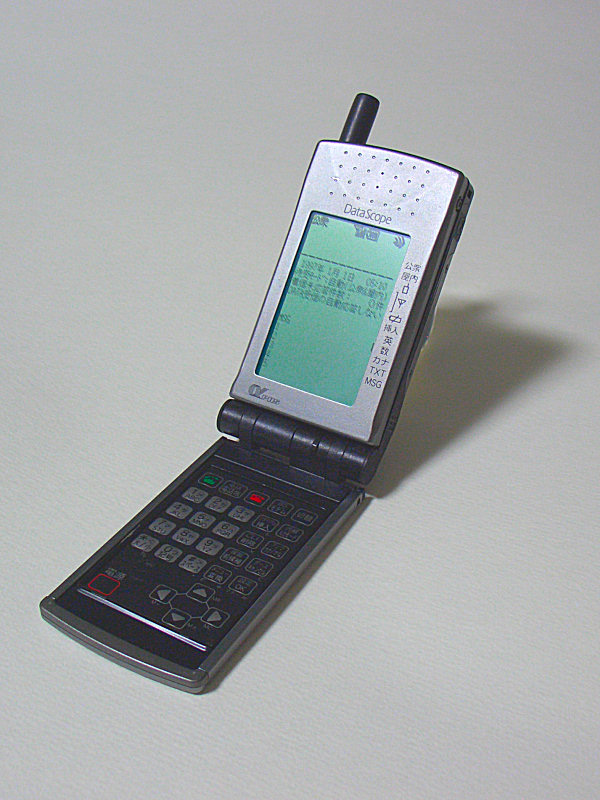
DataScope DS-110 1997年

    - 業界最長の待受時間1000時間を誇る端末。ISDN回線の機能である内線番号通知機能を利用した「テレネーム」という機能を有しており、料金が発生する前に電話を切れば無料でメッセージを送ることができた。
- 松下電器産業製
  - ピノキオ× 2月
    - 通話とパソコン通信にのみ対応し、PIAFSやインターネットアクセスには未対応。PHS搭載のPDAとしてスマートフォンのはしり。

  - 新ピノキオ× 11月
    - PIAFS対応、HTML2.0ブラウザ搭載。
- 九州松下電器製
  - KX-PH15× 4月
  - KX-PH16× 4月
    - 従来のα-DATA方式（14400bps）を拡張したα-DATA32（32000bps）にいち早く対応した端末。
- バンダイ製
  - たまぴっち×（九州松下電器のOEM）
- 京セラ製
  - DataScope（DS-110）× 2月
- 日本ビクター製
  - TN-PZ5× 3月
  - TN-PZ7×

#### 1998年

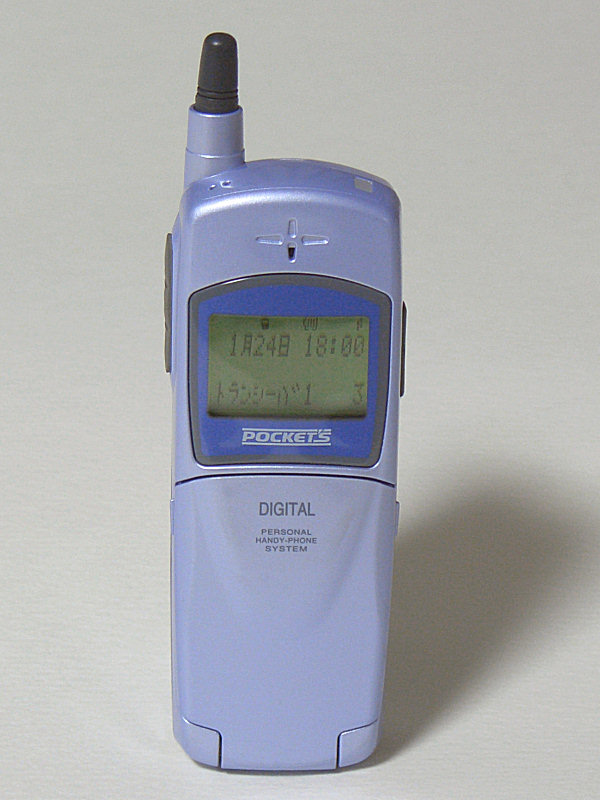
PS-F10 1998年

このころからPHSのデータ通信方式はPIAFS方式が一般的になり、みなし通信やモデム変換サービスを内包していたα-DATAとPIAFS方式を内包したα-DATA32が標準となる。
- 九州松下電器製 6月
  - ル・モテ　KX-PH21F×
    - 全角文字最大1000文字を送受信できるPメールDXにいち早くPDXに対応した端末。家庭用子機の規格はα-PHS方式。
- 東芝製　7月
  - POWER CARROTS DL-S28P
- 三菱電機製　7月
  - TL-DC101/TD×
    - Two LINK DATA（通話先限定サービス）に対応したPCカードTYPE II端末。PIAFSα-DATA32の2方式によるデータ通信のほか、Pメール、位置情報サービスの利用が可能

  - TL-PG100×
    - ピングーPHS。ピングーキャラクターのミニゲームなどを内蔵。
- 京セラ製
  - PS-F10× 7月
- 日本ビクター製
  - TN-PZ77× 10月
  - AP-V102× 11月
- 三洋電機製
  - PHS-J70× 10月

#### 1999年
- 東芝製

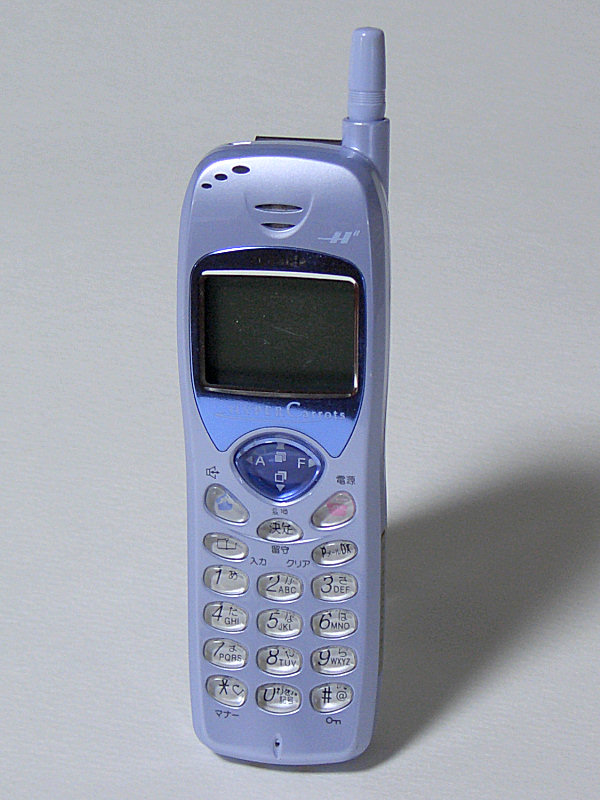
DL-S200 1999年

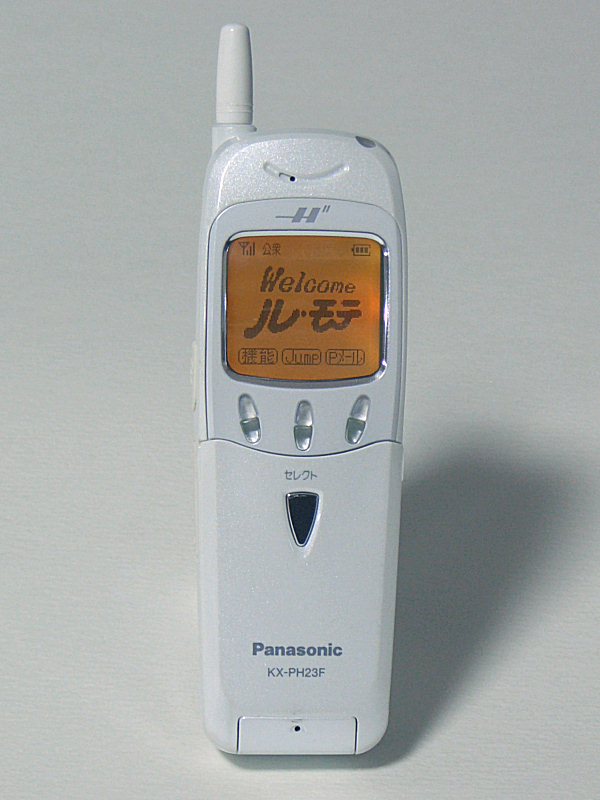
KX-PH23F 1999年

  - TEGACKY（テガッキー）PM-T101× 2月
    - 文字電話第一弾。PメールDXの全機能のほか、手書き文字を送る機能が追加された。ただし、マイクが無く、音声再生は可能だが通話はできない。

  - POWER CARROTS DL-S100×　4月
  - HYPER CARROTS DL-S200× 11月
- アイワ製
  - AP-A102× 1月
- カシオ計算機製
  - Me-Tel（メーテル）PM-C101× 4月
    - 文字電話初の3色カラー液晶表示。
- 京セラ製
  - VP-210× 7月
    - 移動体通信としては世界初のテレビ電話機能がついた端末で、愛称はVisualPhone。カメラを初めて搭載した意味で、世界で初めて市販されたカメラ付き携帯電話にもなる。約11万画素のCMOSセンサーと2.0インチの反射型TFTカラー液晶を搭載しており、同じVP-210ユーザー同士であれば、約2コマ／秒のカラー画像をリアルタイムに送受信できる。
- ケンウッド製
  - ISD-E7× 11月
    - ケンウッド最後のPHS。愛称は「Hyper XIT」（ハイパーザイト）。当時のストレート型携帯電話と同等のロングアンテナ（12 cm）を搭載。
- 三洋電機製
  - PHS-J80× 7月26日
    - H"第一弾。愛称は「テ・ブ・ラ パスカル」。
- 九州松下電器製
  - ル・モテ　KX-PH32S× 3月
  - ル・モテ　KX-PH23F× 9月
  - ル・モテ　KX-PH33S× 9月
- セイコーインスツルメンツ製
  - MC-P100× 3月
  - MC-P110/TD× 8月

#### 2000年
- 三洋電機製
  - RZ-J81×

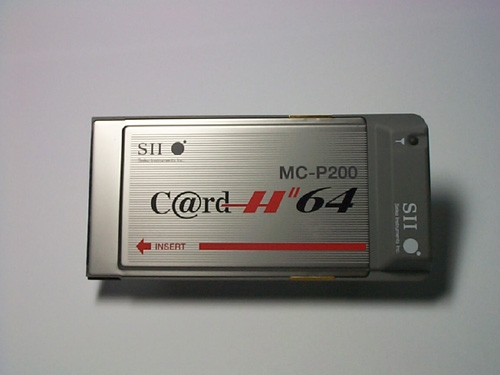
MC-P200 2000年

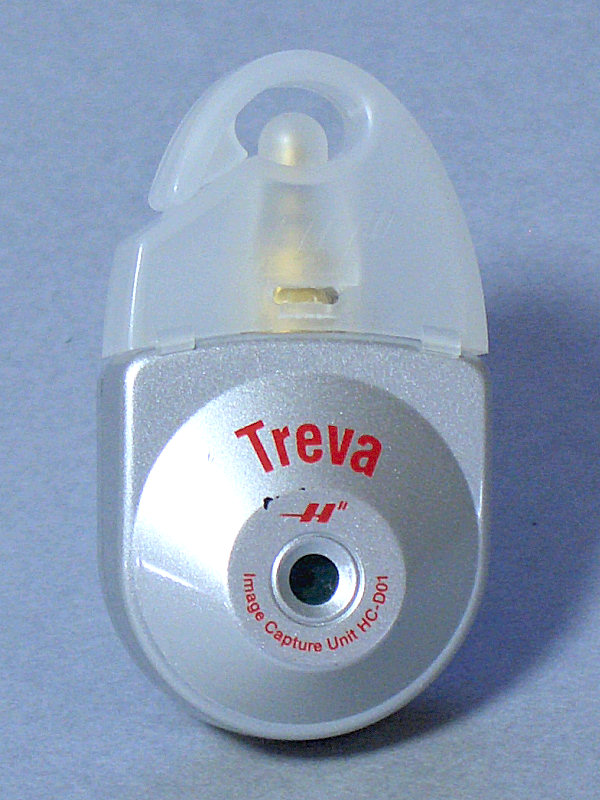
Treva 2000年

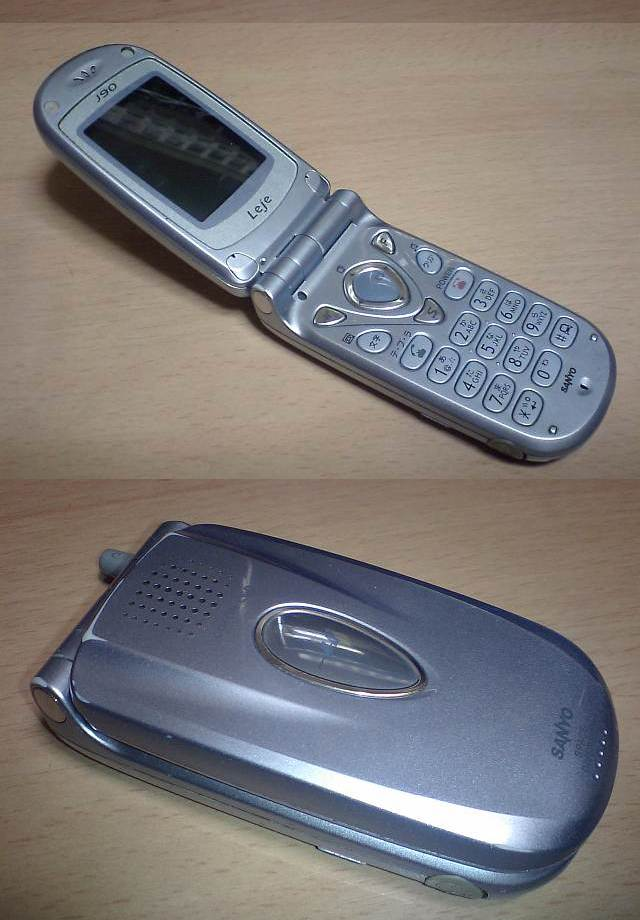
RZ-J90 2000年

    - ライトメール機能やEメール自動受信に対応したPHS-J80の後継機種。

  - RZ-J90× 11月25日
    - feelH"第一弾。愛称はLeje（レジェ）。大型カラー液晶、高音質着メロ、折りたたみ型と当時の高機能携帯電話にも匹敵するスペックでケータイ人気投票でも高位にランキングされた。リモコンを追加する事によりRZ-J91と同様にミュージックプレーヤーとして利用可能でその場合SMMCはリモコンに装着する。沖縄で「ハートフル」サービス用の端末として利用されていたが、2006年にラインアップから消えた。

  - RZ-J91× 11月30日
    - RZ-J90にミュージックプレーヤー機能を搭載した物。ケータイdeミュージック規格に対応しSoundMarketサービスによりPHS回線から音楽のダウンロードが出来たほか、専用のSMMCリーダーライターを用いパソコンを使っての録音も可能。SMMCは本体に装着する。
- 東芝製
  - HYPER CARROTS DL-S300× 9月
  - DL-M10× 12月14日
    - ストレート型のfeelH"端末。愛称はmega Carrots
- 九州松下電器製
  - KX-PH35S× 6月15日
  - KX-HS100× 12月15日
    - 携帯電話・PHSでは日本国内初のSDメモリーカード対応端末。画像やメロディの他ボイスレコーダーとして音声の保存も可能。愛称はル・モテ
- セイコーインスツルメンツ製
  - MC-P200×
  - MC-P210/TD×

#### 2001年
- 日通工（現・NECインフロンティア）製
  - CFE-01× 5月
  - CFE-01/TD× 5月

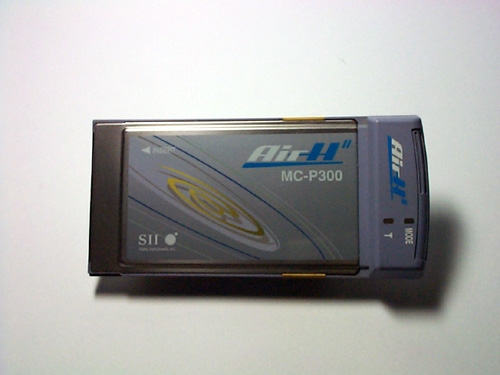
MC-P300 2001年

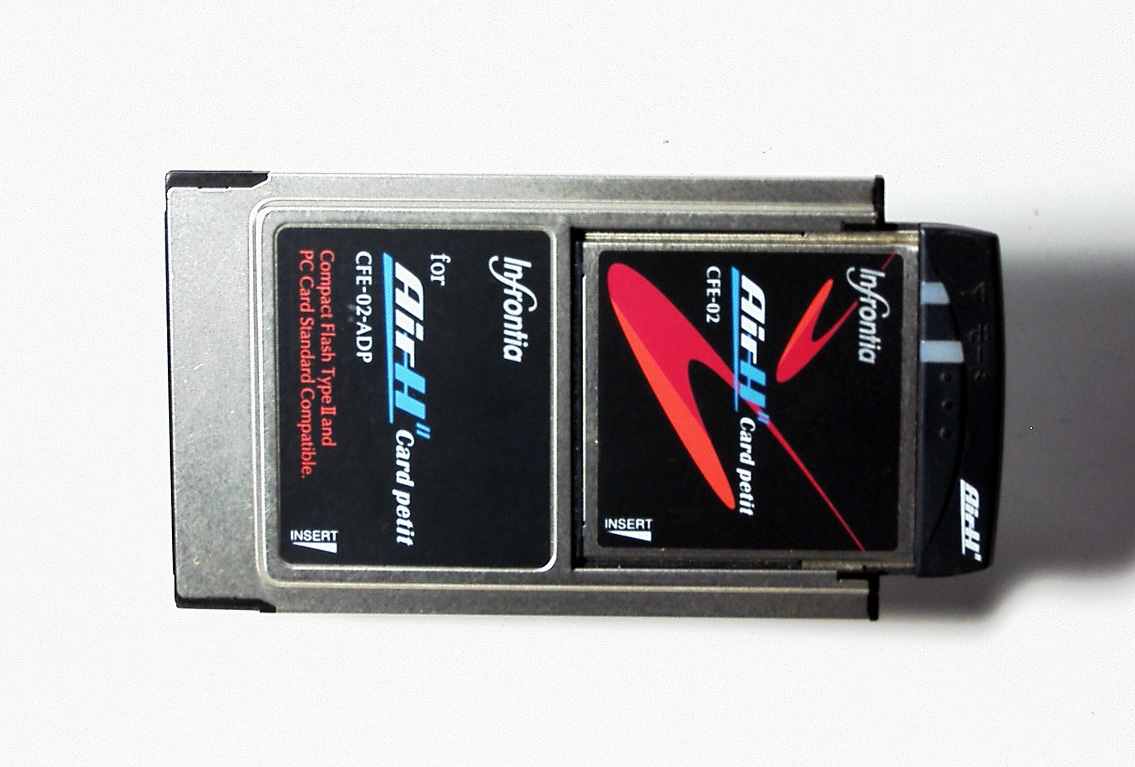
CFE-02 2001年

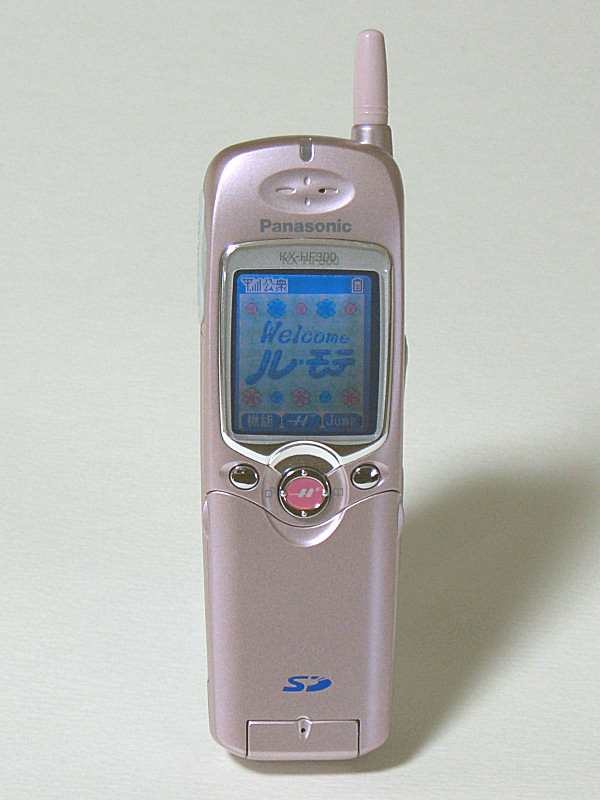
KX-HF300 2001年

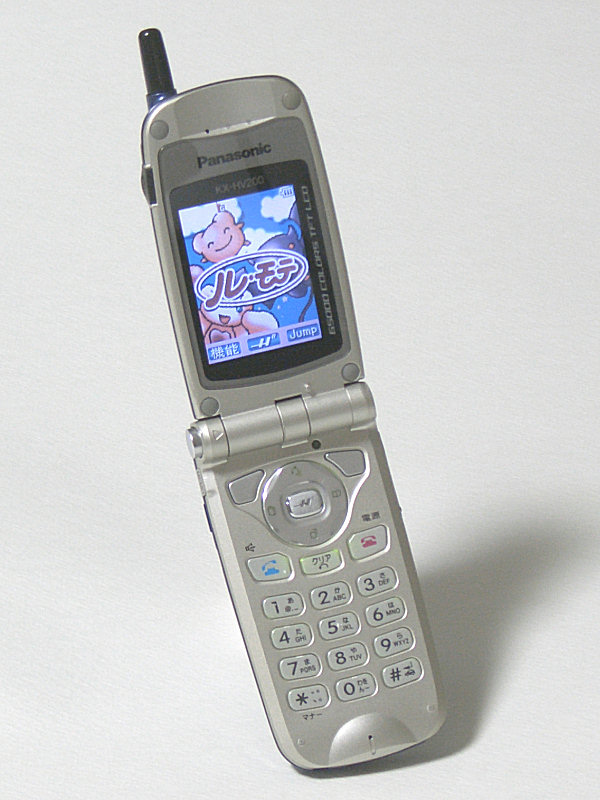
KX-HV200 2001年

    - コンパクトフラッシュ型cardH"端末。コンパクトフラッシュTYPE-II型、アンテナは埋め込み型で縦の長さは51.0mmと短くなっており機器との装着時に出っ張らない。TDは接続先限定サービス"TWO LINK DATA"対応版。

  - CFE-02× 11月
    - AirH"端末。形状はCFE-01と同じで色が異なる。Windows XPに公式対応した。
- 京セラ製
  - PS-C1× 1月27日
    - SoundMarketに対応し、RZ-J90同様リモコンを装着すればミュージックプレーヤーとしての使用も可能。対応フォーマットもRZ-J90と同様。愛称はTESORO（テソロ）

  - PS-C2× 12月1日
    - PS-C1のマイナーチェンジ版。液晶の大型化や拡張ライトEメールに対応した。
- 九州松下電器製
  - KX-HF300× 2月上旬
    - KX-HS100をフリップ型にした物。カラーバリエーションが一部異なるが機能的には変わらない。

  - KX-AP201× 4月26日
    - 安心だフォン端末。安心だフォンとしては初めてH"LINK（Eメール・コンテンツ）に対応。フリップを閉じた状態でも指定した番号に電話がかけられる。3つのボタンにはそれぞれ固定的に設定した電話番号が割り振られている。

  - KX-HS110× 6月15日
    - パナソニックのSoundMarket対応第1弾。三洋や京セラと異なりSDAIRと呼ばれる規格を利用。本体にSDスロットを備えるが、音楽をダウンロードは端末単体では出来ず、対応のミュージックプレーヤーと端末をコードで接続する必要があった。

  - KX-HV220× 12月21日
    - intelligentH"第1弾。業界最長の待受時間1200時間を誇る端末。DDIポケット端末では初めてTFT液晶を採用。折りたたみ型で、現在のパナソニック携帯にも受け継がれている、ボタン1つでシェルが開くワンプッシュオープン機能を最初に搭載した。ただし、開くのは90度までで、そこからは手で開ける必要があった。AirH"つなぎ放題や拡張ライトEメールなどに対応。
- セイコーインスツルメンツ製
  - MC-P300× 6月1日
    - AirH"対応第一弾。PCカード型の端末で1xパケット方式及びフレックスチェンジ方式に対応。
- TDK製
  - RH2000P× 10月4日
    - AirH"端末としては初のコンパクトフラッシュTYPE-I型。1xパケット方式及びフレックスチェンジ方式に対応。TDKとしては初、かつ2005年現在最後のPHS端末。アンテナが可動式な上、縦の長さが73.0mmと長く機器に装着した際出っ張りが目立つ事が特徴。
- 東芝製
  - DL-B01× 4月18日
    - DL-M10にSoundMarket機能を追加したもの。規格はパナソニックと同じSDAIRである。これ以降6年間、東芝製の端末は途絶えることになる。

#### 2002年
- 九州松下電器製
  - KX-HV50× 2月2日

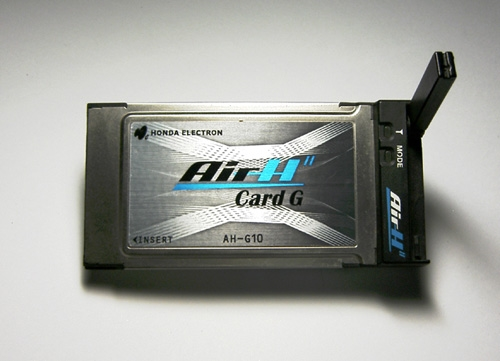
AH-G10 2002年

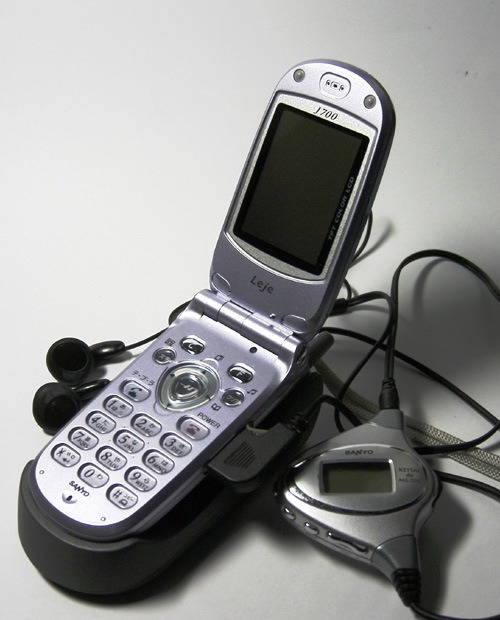
J700とケータイdeミュージック対応リモコン装着例 2002年

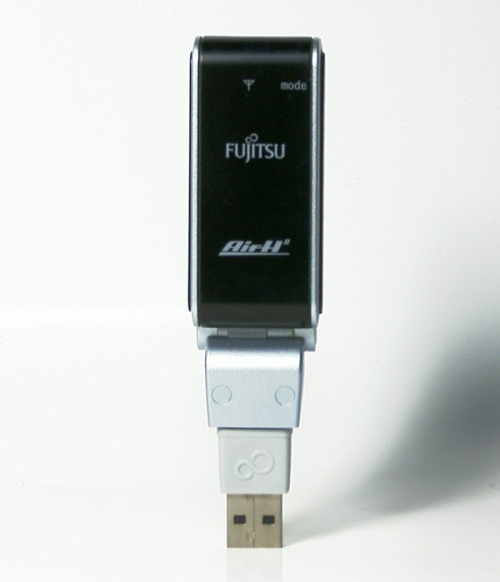
AH-F401U 2002年

    - KX-HV200のディスプレイをモノクロにした廉価版。法人向けという位置づけ。

  - KX-HV210× 9月10日
    - KX-HV200のマイナーチェンジ版。携帯電話・PHSでは日本国内初のメール定額制「エッジeメール」対応。メールをパケット通信対応にする事によりメール定額を実現。塗装強度を上げる、SDカードアクセスを若干高速化するなどの細かい改良も加えられている。2006年現在松下電器の最終機種。家庭用子機の規格である自営3版に対応する最終機種。
- 京セラ製
  - AP-K301T× 6月1日
    - トヨタ自動車とのコラボレーションから生まれた安心だフォン端末。トヨタ自動車の運営するau携帯電話・PHS販売店「PiPit」のみで専売されており、ウィルコム販売網では扱われていない。端末の名称も「ぴぴっとフォン」と呼ばれる。子供向けを意識し、マイクやスピーカーが顔を模した形状で、充電器も椅子のようなデザインになっている。通常の機種のような数字キーは持たずに、ゲーム機のコントローラーのような記号のキーによる3つのボタンを装備している。液晶も2行表示とシンプルである。「ここだよナビ」サービスに対応し、PHSの位置情報通知機能でau携帯電話を持つユーザーがぴぴっとフォン端末の現在地を確認する事も可能。
- 三洋電機製
  - RZ-J700× 4月19日
    - RZ-J90の後継機種。液晶の大型&高画質化や拡張ライトEメール、AirH"32kパケット通信（1x）対応など。台湾の大衆電信（FITEL）が販売していたJ95という機種がベースになっていた。
- セイコーインスツルメンツ製
  - AH-S101S× 12月6日
    - SDIO規格に対応したSDカード型AirH"端末。1xパケット通信に対応。PHS端末としては世界最小、最軽量。
- 本多エレクトロン（現・ネットインデックス）製
  - AH-G10× 1月25日
    - AirH"128kパケット通信(4x)対応第1弾。PCカード型。

  - AH-H401C× 8月29日
    - 4x対応のCFカード型端末。

  - AH-H402P× 12月18日
    - AH-G10のマイナーチェンジ版。1x/4xパケット通信に加えフレックスチェンジ方式、64/32KPIAFSベストエフォート方式にも対応。
- NECインフロンティア製
  - AH-N401C× 10月4日
    - 4x対応のCFカード型端末。AH-H401Cと基本性能はほぼ同等。脱着可能なアンテナが付属している。
- 富士通製
  - AH-F401U× 10月23日
    - 4x対応のUSB型端末第一弾。270度回転可動型コネクタを搭載して本体に小型アンテナを内蔵。

#### 2003年
- 日本無線製
  - AH-J3001V× 4月1日

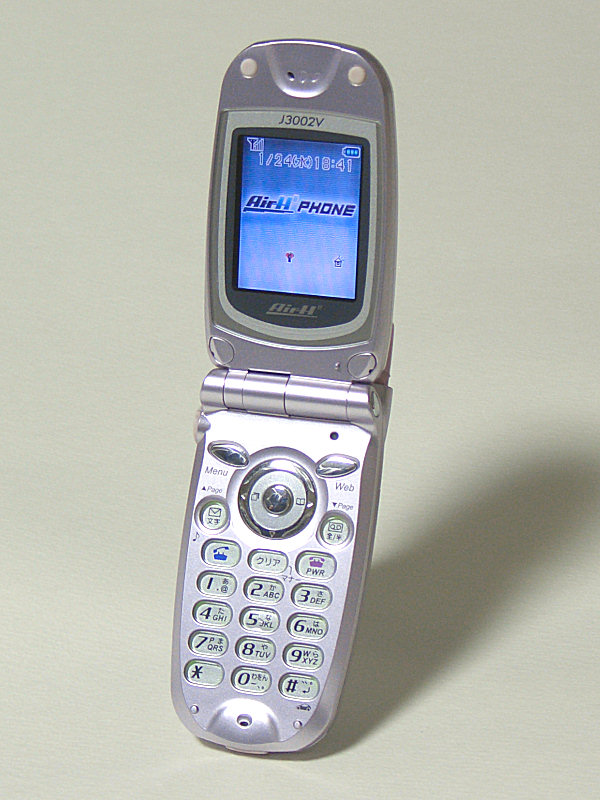
AH-J3002V 2003年

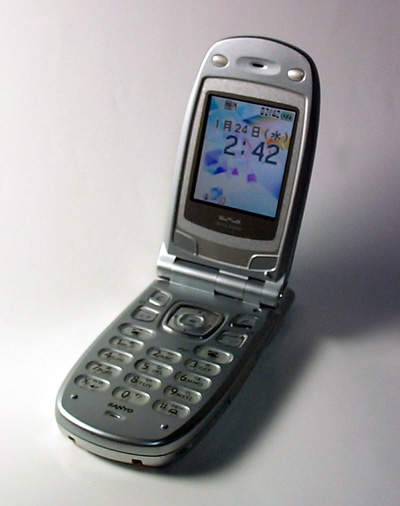
H-SA3001V 2003年

    - AirH"Phone第1弾。C-HTMLブラウザ、POP3対応メーラー搭載を搭載し、メール・ウェブの端末単体の通信において、携帯電話・PHS業界としては日本国内初のパケット定額制を実現した。同時に同社としては初のパケット料金制も整備。PHSとしては初の国際ローミング機能を搭載。モデム機能等PCとの接続のための外部接続端子にUSB端子(mini-B)を採用。これ以後の機種の標準仕様となる。その一方でSoundMarketや従来のH"LINK、DXメールとの互換性は省かれた。公式な愛称はないが一部では"味ぽん"と呼ばれた。この機種よりH"端末は自営第3版ではなく自営第2版への対応となる。

  - AH-J3002V× 4月1日
    - AH-J3001Vと同性能だが、同社初でもある背面液晶を搭載したのが相違点。ハーフミラー仕上げのシェルは見た目は綺麗だが指紋が付きやすく、背面液晶に埃が混入するという難点もあった。
- 京セラ製
  - AP-K302T× 3月1日
    - ぴぴっとフォンAP-K301Tの改良版。数字キーが付き、110番や119番等の緊急通報が容易になる等の小改良が施された。
- 三洋電機製
  - H-SA3001V× 7月4日
    - H"端末では初の内蔵カメラを搭載したintelligentH"端末。DXメール対応としては最終端末となる。カラーの背面液晶も備えるがメイン液晶はRZ-J700よりも小さくなった。愛称であるLejeロゴがウィルコムロゴに置き換わった端末も製造された。台湾で発売されていたJ100という機種がベースとなっている。
- セイコーインスツルメンツ製
  - AH-S405C×
    - 4xパケット通信対応機としては初のコンパクトフラッシュTYPE-I型。さらなる軽量化と低消費電力を実現した。京セラコミュニケーションシステムが提供するKWINS向けにKW-S101C、So-netが提供するbitWarp向けにMC-C450と呼ばれる機種があるがAH-S405Cと同型機である。国際ローミングはAH-H403C同様台湾のみ対応。
- 本多エレクトロン（現・ネットインデックス）製
  - AH-H403C× 7月18日
    - AirH"カード型としては初の国際ローミング対応機。ただし、対応国はタイとの国際ローミング開始後も台湾のみである。

#### 2004年
2004年5月にOperaブラウザを搭載しパソコン向けのホームページを閲覧することも可能なウィルコム（旧・DDIポケット）の京セラ製端末AH-K3001Vが発売された。
- 京セラ製
  - AH-K3001V▼ 5月14日

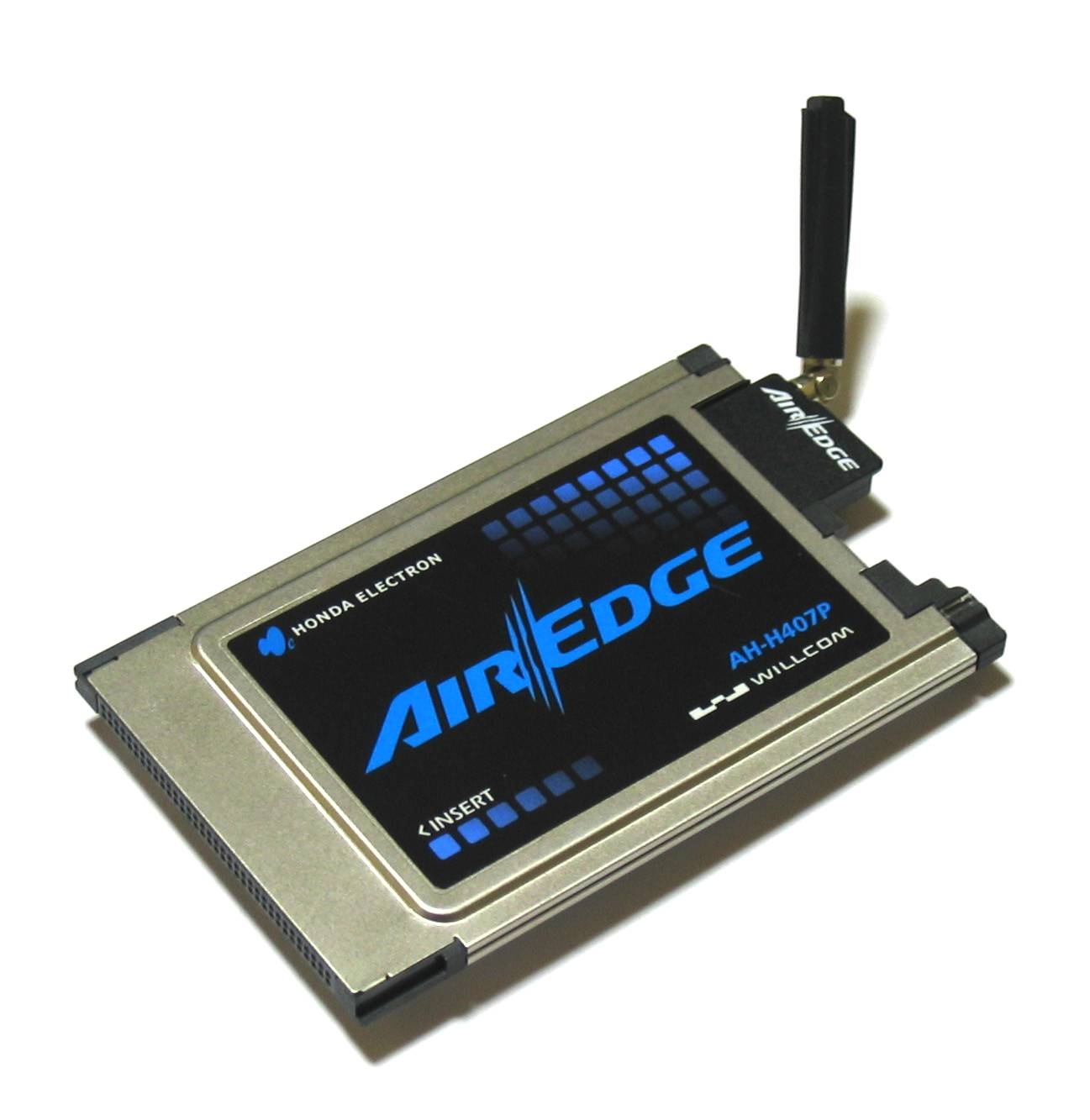
AH-H407P

    - AirH"Phone第2弾。携帯電話・PHSとしては日本国内初のフルHTML（HTML4.0）が閲覧可能なOperaブラウザ搭載。RZ-J90以来のロングセラー端末となる。公式な愛称はないが一部では「味ぽん」の京セラ版ということで「京ぽん」と呼ばれ親しまれた。京セラは後に「京ぽん」を登録商標としている。

  - AP-K303T 9月4日
    - AP-K302Tの改良版。子供など向けの安全対策として、ひもスイッチと連動した防犯ブザーおよび「ぴぴっとコール」という登録電話番号先への自動通報機能を追加。Eメールにも追加対応。「ここだよナビ」にも対応。

  - AP-K202S（安心だフォン） 9月4日
    - KX-AP201以来安心だフォン端末としては4年ぶり。端末のベースはAP-K303Tと同一であるが、「ぴぴっとコール」機能や「ここだよナビ」サービスは装備・対応していない。防犯ブザー・Eメールは装備・対応。
- セイコーインスツル（旧・セイコーインスツルメンツ）製
  - CH-S203C/TD 9月10日
    - コンパクトフラッシュTYPE-I型のTwo LINK DATA対応端末。これ以降同対応端末が出ていないため2008年現在でも現役かつ唯一のH"でのデータ端末でカタログやwebサイトに掲載され、オンラインショップを含めた購入も可能である。
- 日本無線製
  - AH-J3003S▼ 7月15日
    - AirH"Phone端末では初のストレート型。2005年2月に発売されたウィルコムロゴの付いた製品では4xデータ通信やリモートロック機能に対応。それ以前の製品でも、ファームウェアのアップデートにより同一の機能を追加可能。2006年12月時点で、現行機種として販売されており、同月にPHSを停波したTOHKnetの顧客でウィルコムへの移行希望者に無償配布される端末に選定された。外付けでTrevaを接続すればカメラの利用が可能。
- 本多エレクトロン（現・ネットインデックス）製
  - AH-H407P 9月10日
    - PCカード型4x対応AirH"端末。アンテナ部分をPCカードスロット内に収納できる。突起部がないため装着中の移動時にも破損のおそれが少ない。

#### 2005年
- NECインフロンティア製
  - AX510N 2月18日

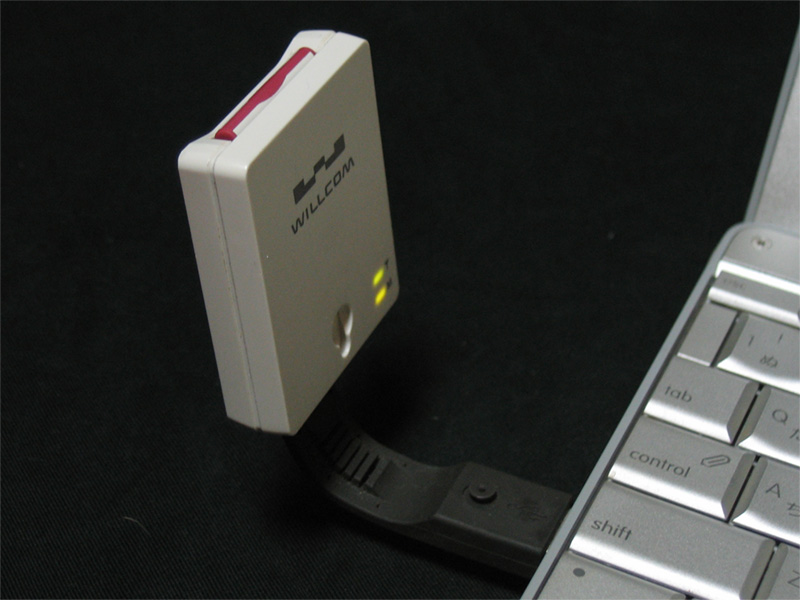
W-SIM「RX420AL」を挿入した状態のWS002IN “DD”

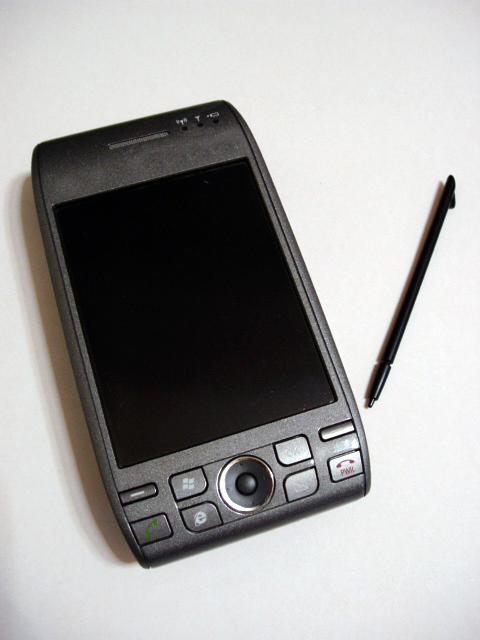
W-ZERO3

    - 初めて8xパケット方式に対応した端末。PCカード型。
- 京セラ製
  - AH-K3002V▼ 9月1日
    - AH-K3001Vからカメラ機能を省いた端末。2005年12月に、法人向けにリモートロック・消去機能に対応。

  - WX300K▼ 11月18日
    - AH-K3001Vの改良版。内蔵カメラの画素数（35万画素）や内蔵メモリ容量の向上などがはかられ、動作レスポンスも改善されている。AH-K3002Vと同様にリモートロック・消去機能も対応。2006年6月13日よりファームウェアのアップデートにより4xパケット方式通信に対応。公式な愛称はないが一部では「京ぽん改」略して「京改」とも呼ばれる。

  - WX310K▼ 11月25日
    - フルブラウザとしてOperaを搭載。QRコード対応の130万画素カメラ、Bluetooth、miniSDカードスロットを搭載し、4xパケット方式通信に対応。追加機能としてムービー再生、Macromedia Flash再生機能やドキュメントビューアがある。公式な愛称はないが一部では「京ぽん2」と呼ばれる。
- 三洋電機製
  - WX310SA▼ 11月25日
    - 三洋電機製初のフルブラウザNetFront搭載端末。QRコード対応の130万画素カメラ、miniSDスロット、ICレコーダ、ドキュメントビューア等を搭載し、ウィルコムおよびPHSの音声端末では初のJavaアプリケーション対応。4xパケット通信にも対応。公式な愛称はないが一部では「洋ぽん」と呼ばれる。2008年3月に携帯電話事業を京セラに売却したため、三洋電機の最終機種（京セラSANYOブランドでは出ていない）。
- ネットインデックス製
  - RX410IN 11月25日（単体発売は無し）
    - 「W-SIM（ウィルコムシム）」。切手サイズ大の小型通信モジュールである。W-SIMに対応した端末（WILLCOM SIM STYLE=ウィルコムシムスタイル）に添付される形で販売される。

  - WS001IN "TT"（Tiny Talk） 11月25日
    - WILLCOM SIM STYLE。音声通話向けに機能を絞り、メールはライトメール・ライトEメールのみ対応でEメールには非対応。

  - WS002IN "DD"（Data Driver） 11月25日
    - WILLCOM SIM STYLE。USB接続のデータ通信専用端末。ファームウェアのバージョンアップでRX420ALを利用したW-OAM通信に対応する。
- シャープ製
  - WS003SH（W-ZERO3） 12月14日
    - WILLCOM SIM STYLE。QWERTY準拠のキーボード、VGA液晶搭載のスマートフォン。130万画素カメラ、miniSDスロット、IEEE 802.11b通信機能も搭載。OSはWindows Mobile 5.0。シャープ・ウィルコム・マイクロソフトの3社が共同開発。

#### 2006年
- 日本無線製
  - WX310J▼ 1月18日

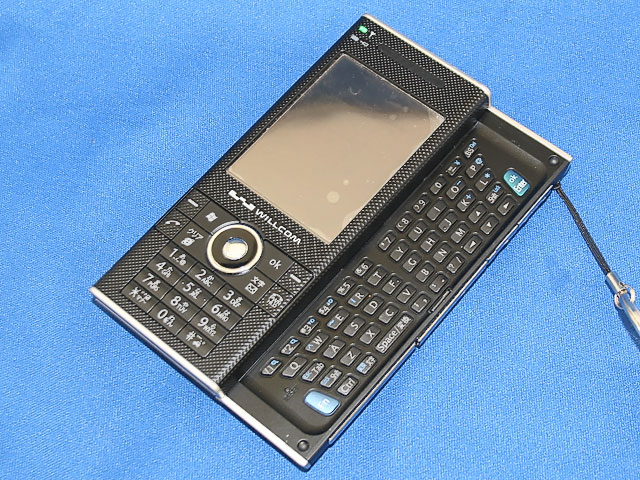
WS007SH（黒）
キーボードスライド時

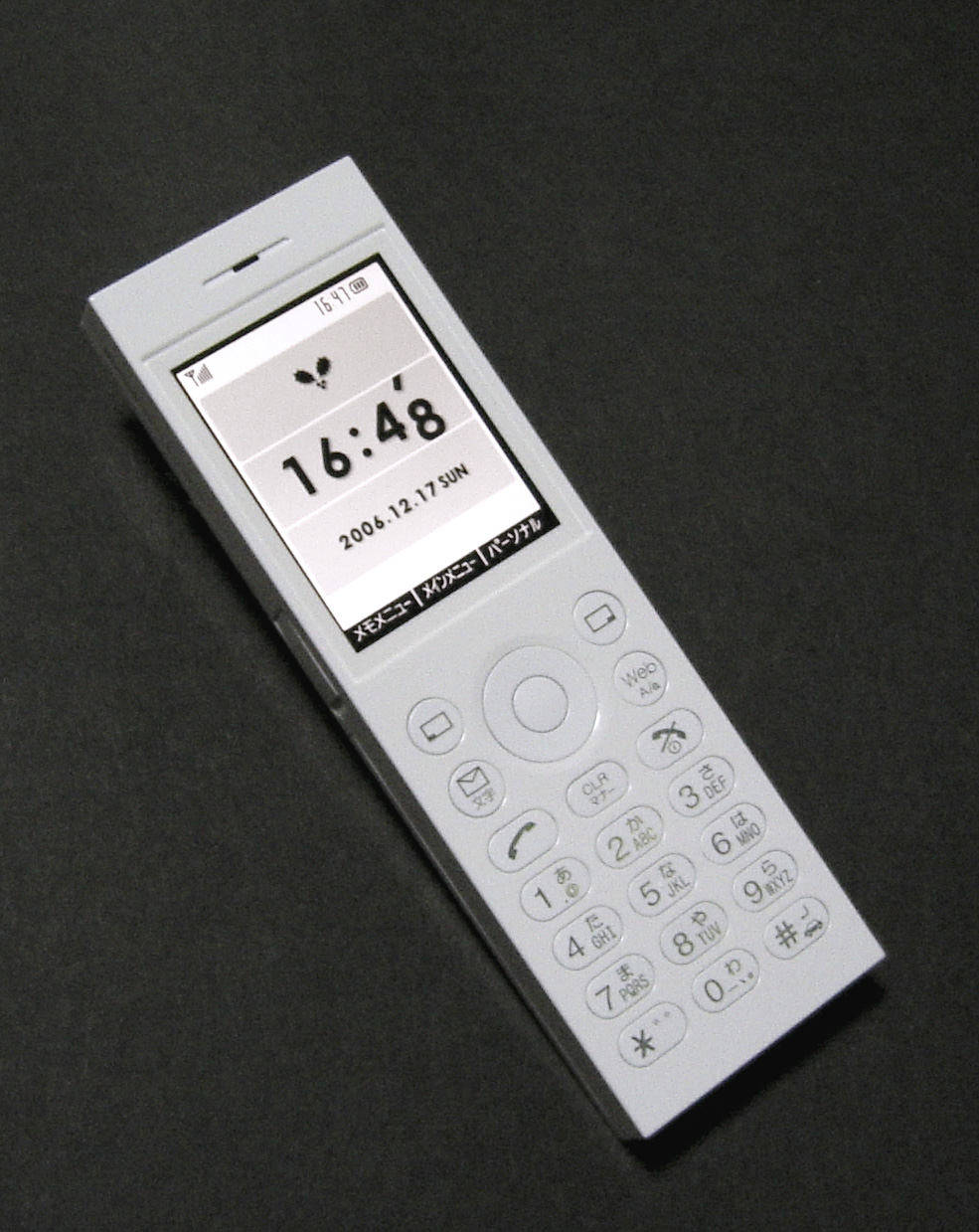
WS009KE（白）

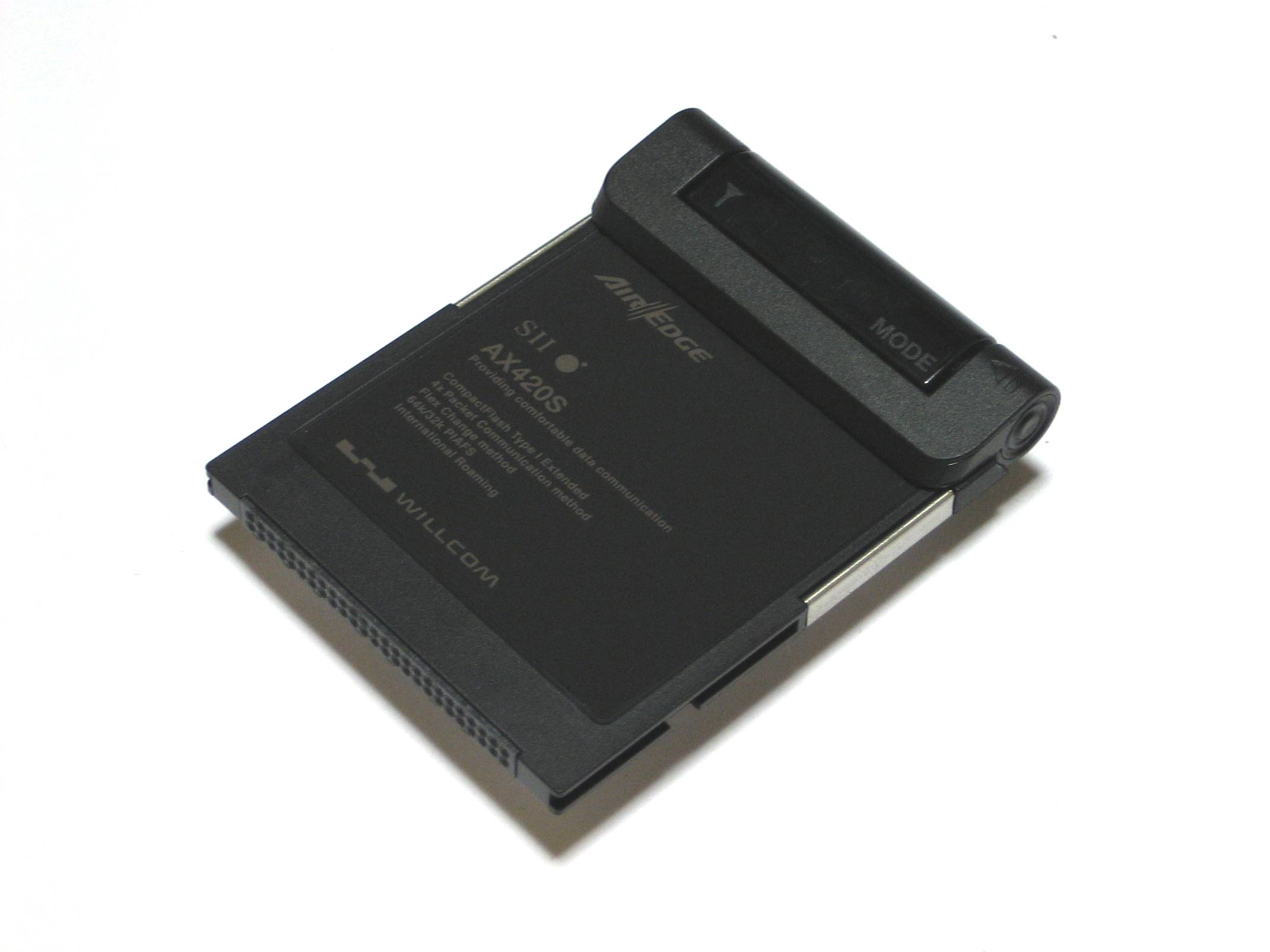
AX420S

    - 日本無線製で初めてフルブラウザ（NetFront）を搭載した、ストレート形端末。ビジネス向けを意識し、自営2版対応でカメラ機能は非搭載。miniSDスロット、ICレコーダ、ドキュメントビューア等を搭載しJavaアプリケーションや4xパケット通信にも対応するなどWX310SAと仕様上の共通点も多い。中央にはカーソルキーを兼ねた指紋センサーを搭載。
- NECインフロンティア製
  - AX520N 2月23日
    - W-OAM方式に対応のデータ端末。PCカード型で8xパケット方式に対応し、最大通信速度（理論値）は408kbps。形状は、AX510Nとほぼ同じ。

  - AX420N 2月23日
    - W-OAM方式に対応のデータ端末。CFカード型で4xパケット方式に対応し、最大通信速度（理論値）は204kbps。アンテナは360度動くフレキシブルタイプ。
- セイコーインスツル製
  - AX420S 3月9日
    - W-OAM方式に対応のデータ端末。CFカード型で4xパケット方式に対応し、最大通信速度（理論値）は204kbps。スライドアップアンテナ（折り畳み式アンテナ）を採用。
- バンダイ製
  - キッズケータイpapipo!（ぱぴぽ） 7月14日（先行販売は3月下旬）
    - WILLCOM SIM STYLE。欠番となっているWS006xxに相当する。折りたたみ型音声端末。30万画素デジタルカメラを内蔵。小学生を主なターゲットとしている。型番はKK-B01/02/03/04/05/06/07で、本体色により異なる。
- ネットインデックス製
  - WS005IN（nico.） 7月13日
    - WILLCOM SIM STYLE。ストレート型音声端末。通話とメールに特化した端末であり、Webブラウザーやカメラを持たない。白いボディと丸いボタンからなるポップなデザインを特徴とする。11月にJIS Z 2801準拠の抗菌加工モデルも発売。その後も少数生産のオリジナルモデルを数種類発売している。パソコン等に接続してのデータ通信は不可。
- シャープ製
  - WS004SH（W-ZERO3） 6月22日
    - WILLCOM SIM STYLE。2005年12月発売のWS003SHに対して、搭載メモリーを256MBに倍増し、三省堂の電子辞書ソフト『Dicland』のプリインストール化がなされたマイナーチェンジ型。本体色もガンメタリックとパールホワイトに変更。

  - WS007SH（W-ZERO3[es]） 7月27日
    - WILLCOM SIM STYLE。従来のW-ZERO3のQWERTYキーボード搭載はそのままに、ハードウェアテンキーを追加。VGA液晶ディスプレイを2.8インチに小型化、キーボードの天地方向を縮小し体積約2/3への大幅な小型と175gへの軽量化がなされた。搭載メモリーはWS003SHと同じ128MB。電子辞書ソフトはプリインストールされない。無線LANアダプターを内蔵しない一方、USBホスト機能を持つことで拡張性を高めている。11月16日に名刺リーダ機能を搭載した「Premium version」が発売されている。
- ハギワラシスコム製
  - WS008HA 11月16日
    - WILLCOM SIM STYLE。ExpressCard/34規格に対応したデータカード。ファームウェアのバージョンアップでRX420ALにも対応。
- エイビット製（アルテルブランド）
  - RX420AL 12月19日（12月14日に発売されたWS009KEには先行して添付）
    - W-OAMに対応したW-SIM。4xパケット方式に対応し、最大通信速度（理論値）は204kbps。従来のRX410INと比較して消費電力の低減、リモートロック機能の追加に加えメモリーの増強、軽量化などの機能向上が図られている。
- ケーイーエス製
  - WS009KE▼（9（nine）） 12月14日
    - WILLCOM SIM STYLE。厚さ11.5mmのストレート端末。カメラがないなど、通話・メール・Webに機能を絞ったシンプルなデザインを特徴とする。W-SIMはRX420ALが添付されている。パソコン等に接続してのデータ通信は不可。イヤホンジャックも装備しない。

#### 2007年
これ以降、W-SIM端末以外の音声端末は原則としてW-OAM対応となる（W-OAM/4xパケット方式対応により通信速度は最大204kbps）。WX220J/WX321J/WX320Kはいずれもダイバーシティアンテナ搭載、通話中音声着信表示対応、自動時刻補正機能あり。
- 日本無線製
  - WX220J▼ 1月25日

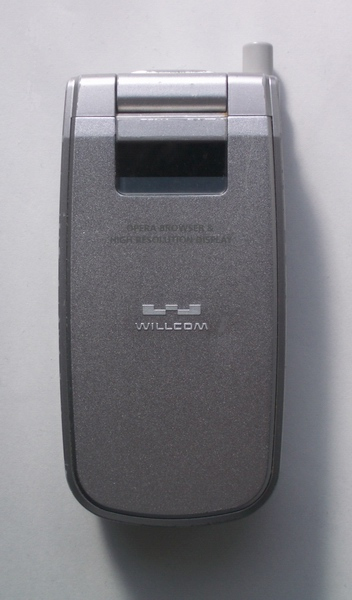
WX320K

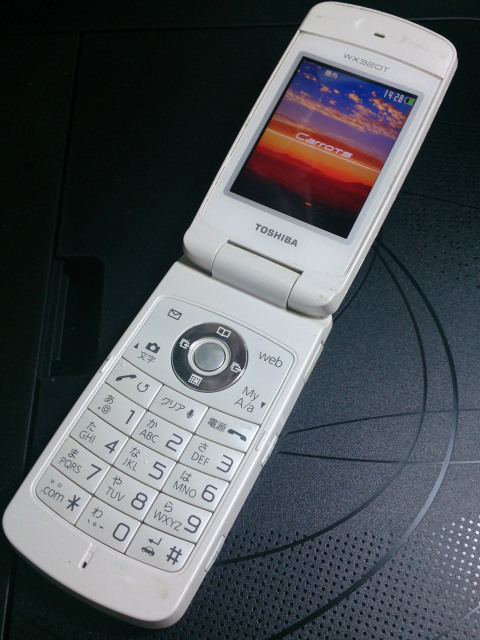
WX320T

    - cHTMLブラウザのCompact NetFront搭載。AH-J3003Sをベースモデルとしているが、端末ブラウザは2xパケット方式に対応している。カメラは非搭載で外付けカメラのTrevaにも非対応となった。

  - WX321J▼ 2月15日
    - ストレート端末。フルブラウザ（NetFront3.4）搭載。microSDスロット、ICレコーダ、Javaアプリケーションにも対応。WX310Jと同じくカーソルキーを兼ねる指紋認証機能を搭載。
- 京セラ製
  - WX320K▼ 2月15日
    - WX300Kの上位後継機種。フルブラウザとしてOpera Mobile 7.0を搭載。Javaアプリケーションにも対応。Operaサーバーサービス（RSSリーダー・オンラインストレージ・フォトアルバム・スティッキーノート）に対応。外部メモリ（カードスロット）に対応しないが、内部メモリ容量はさらに増強されている。メール等でのコピー・ペースト可能文字数が1024文字となった。
- パナソニック コミュニケーションズ製
  - 会議用スピーカーホン KX-TS745JP 3月29日
    - 遠隔地どうしの会議用端末。固定回線・PBX・PHS接続用の既存機種KX-TS730JPSを、W-SIMにも対応させたもの。
- ネットインデックス製
  - AX530IN 4月5日
    - W-OAM typeG対応のデータ端末。

  - RX420IN 4月10日
    - W-OAMに対応したW-SIM。
- 東芝製
  - WX320T▼（Carrots） 7月13日
    - 約6年ぶりのPHS端末投入となる。折りたたみ型。赤外線ポート搭載。公式な愛称は「Carrots」だが一部では「芝ぽん」と呼ばれる。「Carrots」の愛称は東芝のみが使用しており、ウィルコムは使用していない。
- シャープ製
  - WS011SH（Advanced/W-ZERO3[es]） 7月19日
    - 従来のW-ZERO3[es]は液晶ディスプレイがVGAだったが、より高解像度のWVGAを採用、それにともなって液晶サイズを3インチとした。W-ZERO3シリーズとしては初めて赤外線通信機能も採用。OSはWindows Mobile 6 Classic Edition。W-ZERO3[es]より、さらに携帯電話らしいスマートなフォルムとなった。
- 京セラ製
  - WX320KR▼ 9月5日
    - WX320Kのデザインを変更した端末。新高速化サービス対応のOpera7.2EXを搭載。

#### 2008年
これ以降の音声端末のほとんどに、赤外線通信機能が搭載されている。外部接続端子がmicroUSBに変化している。
- ネットインデックス製
  - WS005IN（nico+） 1月10日

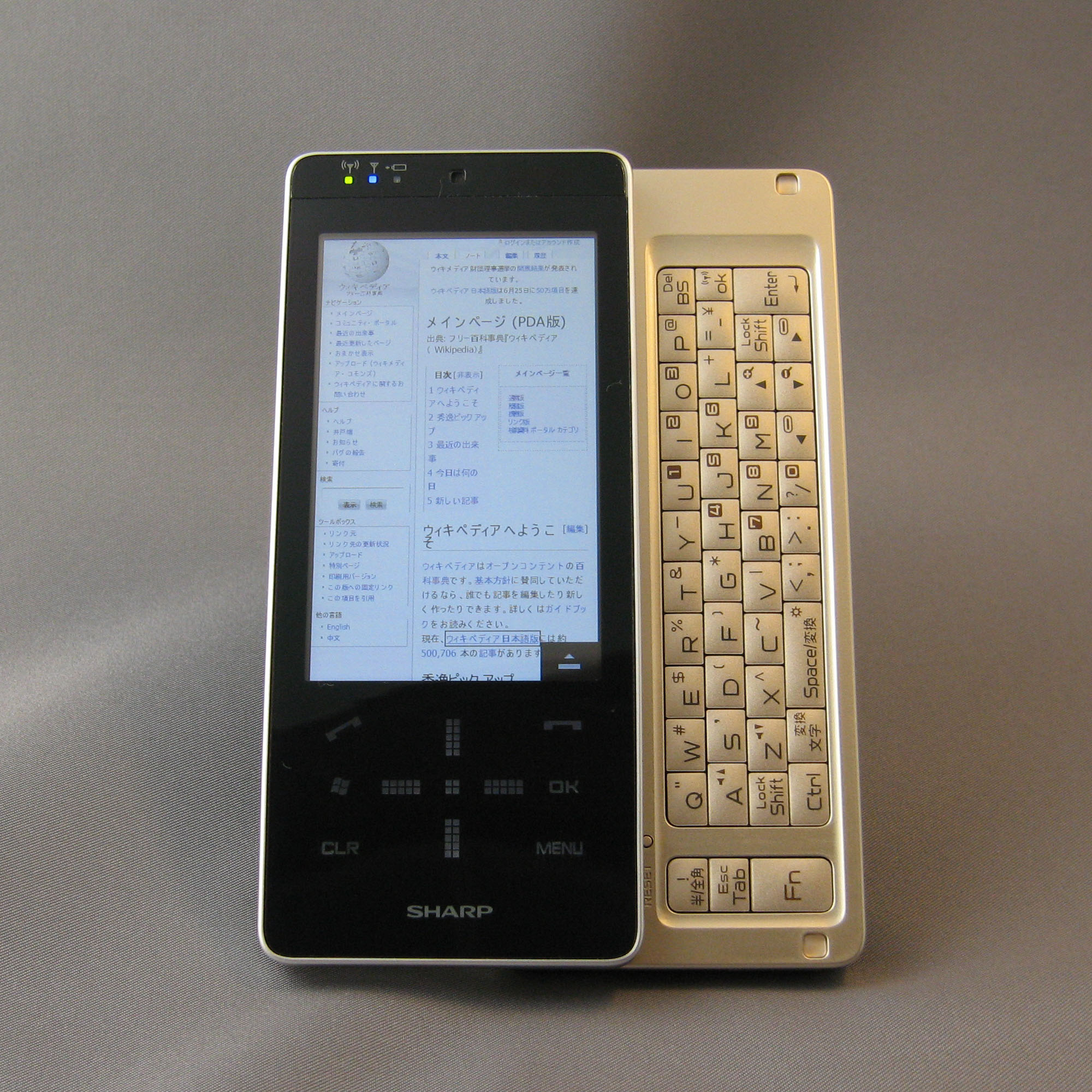
WS020SH
キーボードスライド時

    - WILLCOM SIM STYLE。nicoに赤外線通信機能を搭載したもの。筐体は抗菌仕様。

  - WS014IN 4月24日
    - WILLCOM SIM STYLE。PCカード・データ通信専用型端末。使用しないときにW-SIMを収納することでPCカードスロットからの出っ張りをなくし、接続したままPCを安心して持ち運ぶことが出来る。
- アスモ（旧ケーイーエス）製
  - WS009KE▼（9（nine）+）1月31日
    - WILLCOM SIM STYLE。9（nine）に赤外線通信機能を搭載したもの。社名変更後の12月9日以降の入荷ロットには、「ウィルコムガジェット対応版」として、国際ローミングを搭載（従前のものについてもファームのアップデートの開始次第利用可能予定としているが、ネットインデックスへ移管された2010年9月時点で実施されず）。

  - WS018KE▼（WILLCOM 9）7月18日
    - WILLCOM SIM STYLE。WS009KEの後継機種。折りたたみ式に変更され、カメラも搭載。Javaにも対応している。
- セイコーインスツル製
  - WX130S（X PLATE）2月20日
    - セイコーインスツル初の音声端末。W-OAM対応だが8PSKには対応せず、1xパケット方式だけ対応。webブラウザ非搭載。PIMカードにより中国内においてPHS端末として利用できる。

  - AX530S 11月7日
    - W-OAM typeG対応のデータ端末。未使用時はアンテナをカード本体に格納でき、カード自体もパソコンからはみ出さないジャストPCサイズとなっており、持ち運び時の破損を防止できる。USBアダプタとケーブルを同梱し、PCMCIA接続とUSB接続の両方で利用可能なデュアルインターフェイス。USBアダプタは「平置き・スタンド・ディスプレイなどに掛けて」の3スタイルでの使用が可能。一般向けにも販売されていたが、現在は法人契約向けの販売となる。
- 京セラ製
  - WX331K▼（HONEY BEE） 2月22日（ホワイト・ブラック・ピンク） 3月13日（イエロー・ブルー）7月18日（ブルーシールアイスクリームモデル：S.Fミントチョコ・クッキー&クリーム・ミルクチョコチップ）
    - ストレート型音声端末。中身はWX320K/KRの後継だがカメラは無し。デコラティブメール対応。通話時間2時間超でアラーム音が鳴る機能を搭載。

  - WX330K▼ 3月6日
    - WX320KRの後継機種。アンテナは内蔵式。デコラティブメール対応。microSDメモリカードスロット、Opera7.2EX搭載。

  - WX331KC▼（HONEY BEE 2） 11月7日（ピンク・ホワイト・ブラック） 11月13日（グリーン・ブルー） 2009年3月13日（ビックカメラ・ベスト電器限定モデル：オレンジ） 3月19日（レッド）
    - ストレート型音声端末。WX331K（HONEY BEE）の後継機。カメラ機能を新たに搭載し、より同社サービスである「W+BLOG」「デコラティブメール」などを意識した端末となっている。テンキーやサイドスイッチが従来機よりも大きくなっており、操作性の向上も図られている。液晶画面の周囲に本体と同色のラメを施してあることも特徴。
- シャープ製
  - WS020SH（WILLCOM 03） 6月27日（ライムトーン・ゴールドトーン・ピンクトーン） 11月7日（ブラックトーン）
    - 従来のAdvanced/W-ZERO3[es]を小型化しワンセグ、Bluetoothが追加されている。OSはWindows Mobile 6.1 Classic 日本語版。

  - WS016SH（WILLCOM D4） 7月11日
    - Ultra-Mobile PC。3種類のデータ通信に対応。ヘッドセットを使って通話も可能。ワンセグも搭載。OSはWindows Vista Home Premium Service Pack 1。
- 東芝製
  - WS023T▼（WILLCOM LU） 12月4日（ホワイト・ピンク） 12月11日（ブラック）
    - ウィルコム初のW-SIM対応スライドタイプの電話機で、同社の新サービス「ウィルコム ミーティング」が簡単に使える「ウィルコムミーティングガジェット」を搭載している。LUとは"Luminous You（あなたを輝かせる）"の略で、ジュエリーのように洗練されたデザインを実現したという。
- 日本無線製
  - WX330J▼ 11月13日
    - ウィルコム初の防水タイプ電話機で、薄さ約11.5mmと防水タイプとしては国内最薄となっている。よくかける発信先や赤外線通信機能といった、さまざまな機能を登録できる「カスタムボタン」が搭載されている。同社の新サービス「ビジネス安心サービス」とオフィスモード（自営標準第2版）に対応している。

#### 2009年
- 京セラ製

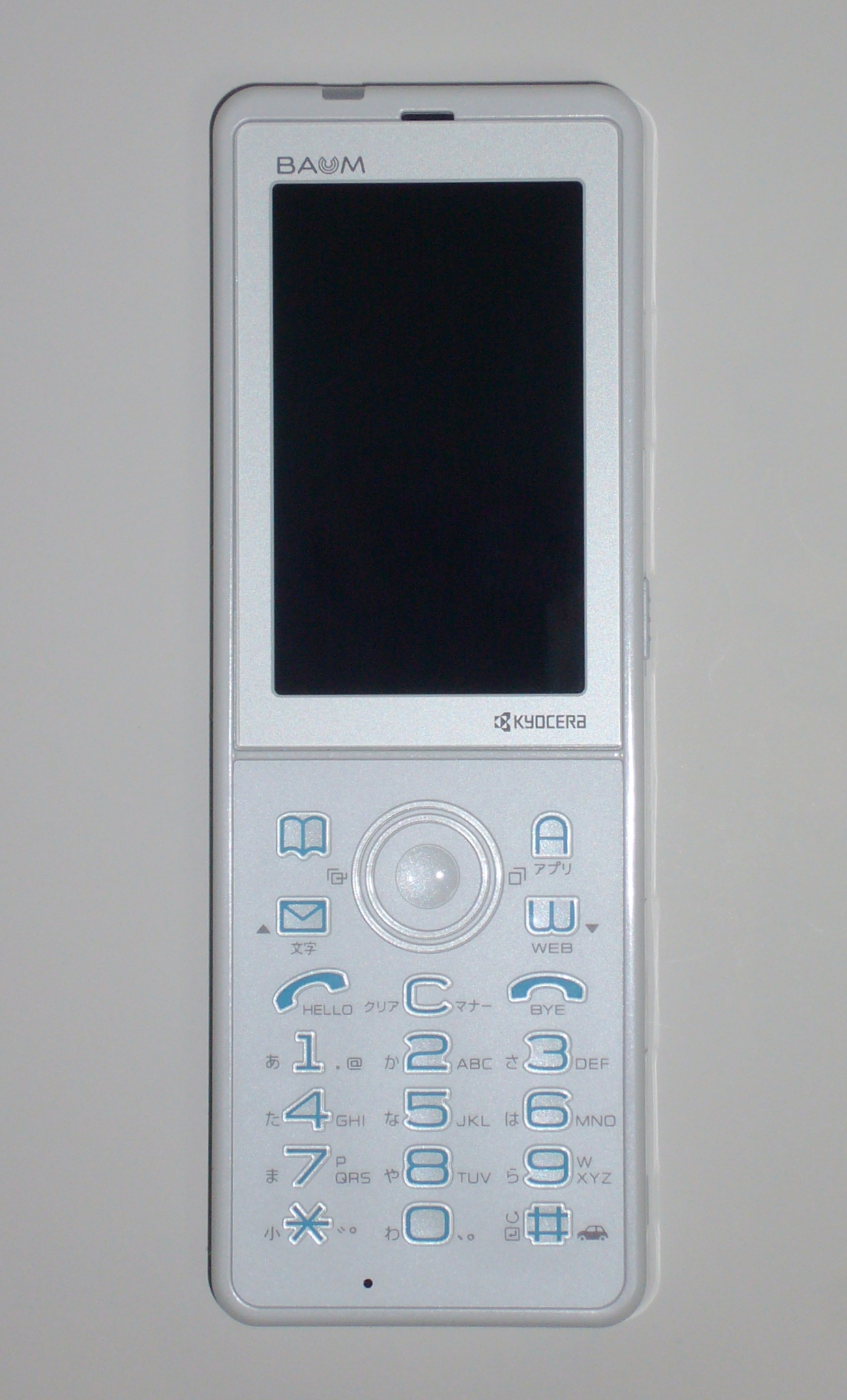
WX341K

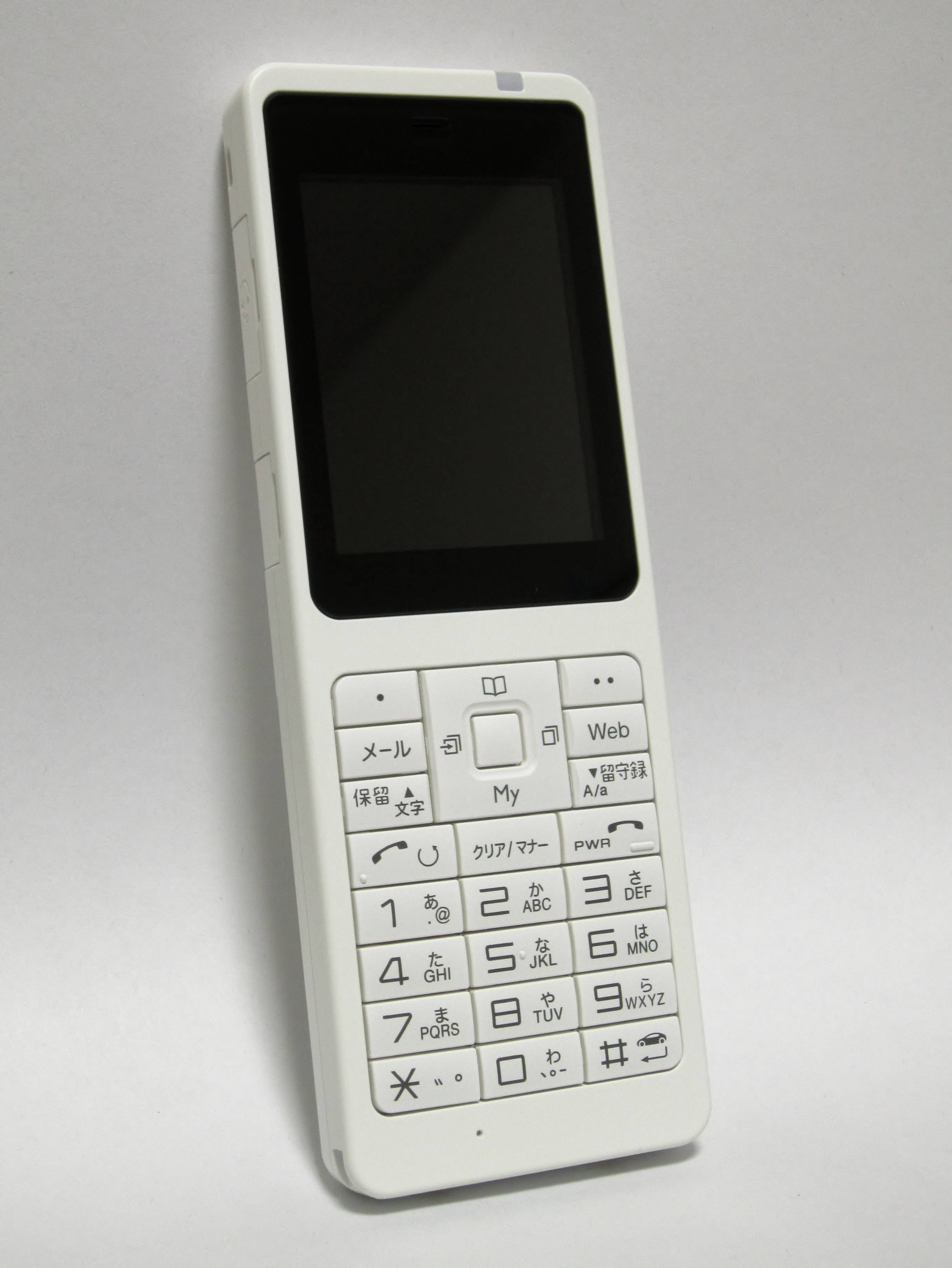
WX330J-Z E

  - WX340K☆▼　2月19日（ブリリアントホワイト・カンパリレッド・ミッドナイトブラック） 7月7日（スパークリングピンク）
    - WX330K後継の折りたたみ式端末。ウィルコム初のおサイフケータイ（ウィルコムICサービス）対応機種。

  - WX341K（BAUM）▼ 3月19日
    - ストレート端末。WX340K同様、おサイフケータイに対応。

  - WX331KC（LIZ LISA HONEY BEE 2）▼  7月3日
    - ファッションブランド「LIZ LISA」とHONEY BEE 2のコラボレーションモデル。

  - WX333K（HONEY BEE 3） ▼ 11月12日
    - WX331KC後継のストレート端末。新たにインカメラを追加している。
- バッファロー製
  - WS024BF（どこでもWi-Fi） 3月5日
    - 携帯可能な無線LANアクセスポイント端末。当初は2月19日発売予定だったが、あまりの販売店側の反響の大きさに、製品供給体制に万全を期すため延期になった。
- 東芝製
  - WS026T（WILLCOM NS）▼ 4月24日
    - システム手帳に収納可能なインターネット閲覧専用端末。
- ネットインデックス製
  - WS005IN（nicoハート） 7月3日
    - nico+をベースに、「安心だフォン」専用機種となった。
- 日本無線製
  - WX330J E▼ 10月16日
  - WX330J-Z E▼ 10月16日
    - WX330J EはWX330Jから、WX330J-Z EはWX330J-Zから防水機能を省いた端末。
- エイビット製（アルテルブランド）
  - RX430AL 12月17日
    - W-OAM TypeG対応となるW-SIMモジュール

#### 2010年
- シャープ製

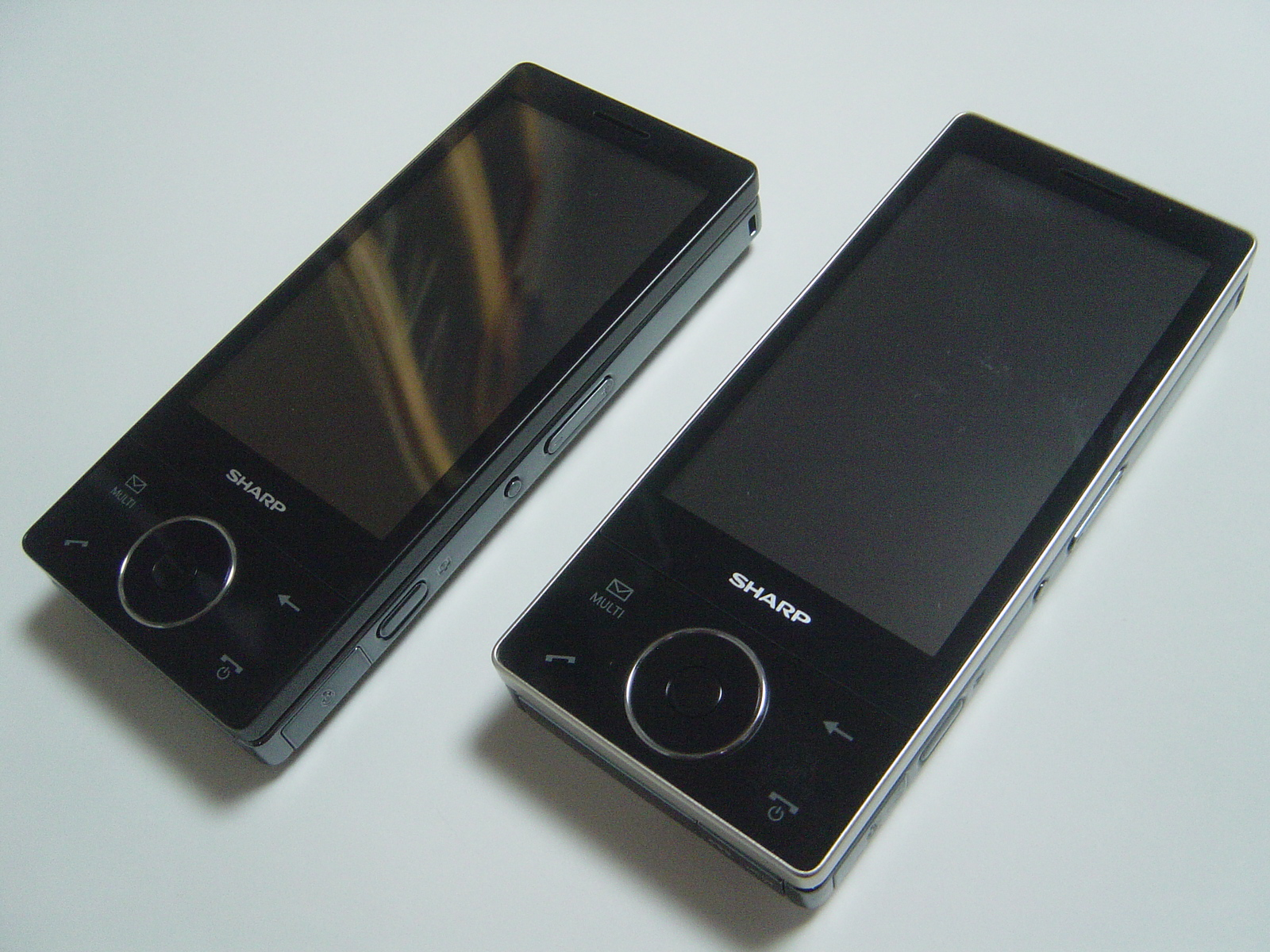
WS027SH

  - WS027SH（HYBRID W-ZERO3） 1月28日(ドコモ網対応版)、10月8日(SBM網対応版)
    - スペック上はWS020SH、UI上はWS011SHの後継機種となるスマートフォン。WILLCOM CORE 3Gとのデュアルモード対応。OSはWindows Mobile 6.5 Professional日本語版。
    - ドコモ網版は新ウィルコム定額プランG、SBM網版は新ウィルコム定額プランGSへの加入が必須となる。
- 京セラ製
  - WX334K（HONEY BEE BOX）▼ 2月16日
    - HONEY BEEシリーズ第4弾端末で、初の折りたたみとなる。

  - WX341K P（Premium Bar presented by BAUM）▼ 7月15日
    - WX341Kのマイナーチェンジ版。

  - WX350K（HONEY BEE 4）▼ 12月3日
    - HONEY BEEシリーズ第5弾端末で、従来より大幅にスペックアップされた上で、シリーズ初のNetFront Browserを採用。
- インベンテック・アプライアンシズ製
  - CM-G100 4月22日
    - GSMトライバンド対応となるW-SIMモジュール。ただし、ウィルコムブランドではなく、インベンテック・アプライアンシズの日本国内における窓口会社にあたる、テクニッコジャパンによって販売される。

#### 2011年
- 京セラ製
  - WX334K P（Premium Shell Presented by HONEY BEE BOX）▼ 2月10日
    - WX334Kのマイナーチェンジ版。

  - WX01K ▼10月6日
    - WX350Kのスペックを継承したハイスペック機。

  - WX02K（Sweetia）▼ 11月10日
    - WX350Kのインカメラ等を省いた端末。

  - WX03K（LEBERIO）▼ 11月10日
    - WX02Kよりも少し上の年代をターゲットとしたストレート端末。
- ユーティースターコムジャパン製
  - WX01UT  8月23日(ブラック) 11月11日(レッド)
    - 日本におけるユーティースターコム初のPHS端末で、音声とライトメールに特化した端末。
- ネットインデックス製
  - WX01NX 10月6日
    - W-SIM機ではない音声端末としては同社初となる端末。
- セイコーインスツル製
  - WX01S（SOCIUS） 10月6日
    - Bluetooth接続により、IP電話やSkype子機としても利用可能な機種。
- エイビット製
  - WX02A（イエデンワ） 11月25日
    - 固定電話型端末で、USB給電ないしは乾電池で駆動。

  - WX01A（安心だフォン）12月3日
    - 子ども・シニアとターゲットにした、1箇所に1つのボタンで発信可能な端末。充電式ではなく、乾電池で駆動。

#### 2012年
- 京セラ製
  - WX05K（Casablanca）▼ 6月7日
    - WX01Kをベースにした、「大人向け」PHS音声端末。

  - WX04K（DIGNO DUAL） 6月21日
    - PHS音声とSBM音声のデュアルモードを実現したAndroidスマートフォン。データ通信は、PHSのネットワークを一切使わず、WILLCOM CORE 3Gのネットワークのみを利用する形となるため、本機種の利用には新規契約又は機種変更時に「ウィルコムプランD」の加入が必須となる。

  - WX07K（HONEY BEE 5）▼ 11月15日
    - 「HONEY BEE」シリーズ初となる防水（IPX5/IPX7相当）仕様。Bluetoothにも対応し、スマートフォンや携帯電話との連携やヘッドセット・ハンズフリー機器とのリンクも可能。
- シャープ製
  - WX01SH（PANTONE）▼ 8月3日
    - SoftBank 001SHをPHSにリモデルした端末。

  - WX02SH▼ 12月20日
    - WX01SHをエルダー向けにリモデルした端末。
- エイビット製
  - WX03A（ストラップフォン） 1月25日
    - ミントタブレット菓子である、FRISKのケースのサイズの端末。

  - WX04A（お知らせ窓センサー） 3月23日
    - 磁気センサーにより、端末を取り付けた窓の開閉をメールで知らせる端末。音声通話は不可。
- 日本無線製
  - WX01J▼ 3月23日
    - 法人向けをターゲットとした端末。
- ネットインデックス製
  - TWX01NX-DE（防災だフォン） 4月18日
    - 乾電池で駆動し、初期費用(端末代と新規事務手数料)のみで3年間基本料金無料、通話料のみで利用できる非常用PHS。3年経過後は、525円/月で利用可能。
- セイコーインスツル製
  - WX02S（PORTUS） 4月26日
    - WX01Sをベースに、WILLCOM CORE 3GのネットワークによるモバイルWi-Fiルーター機能を一体化した端末。利用には新規契約又は機種変更時に「ウィルコムプランW」への加入が必須となる。11月15日に法人向けモデルのWX02S-H（PORTUS for Biz）を追加発売した。

  - WX03S（ENERUS） 12月13日
    - WX01Sをベースに、他のスマートフォンへの充電供給が可能な外付けバッテリー機能を内蔵。

#### 2013年
- 京セラ製
  - WX08K（STOLA） 2月7日
    - 軽量・コンパクト設計のストレートタイプ。通話機能に特化しており、メールはウィルコムの対応機種同士でやり取りできるライトメールのみ対応。その他の機能は赤外線通信やセキュリティ関連（リモートロック・リモートロック代行・管理者ロック）のみで、カメラ非搭載である。

  - WX09K▼　2月21日
    - 折りたたみタイプ。ラインナップは4色だが、3月16日には「ウィルコムプラザ」の一部店舗のみで取り扱うオリジナルモデルとして「シャンパンゴールド」が設定された。

  - WX10K（DIGNO DUAL 2）☆ 7月18日
    - WX04K(DIGNO DUAL)の後継機で、デュアル方式のコンセプトはそのままに、新たにウィルコムの端末では初となる4Gデータ通信（SoftBank 4G）に対応し、さらに、おサイフケータイやテザリングを新たに備え、ライトメールにも対応した。本機種の利用には新規契約又は機種変更時に「ウィルコムプランLite」又は「ウィルコムプランD+」の加入が必須となる。

  - WX11K☆（LIBERIO 2）　11月14日
    - WX03K(LIBERIO)後継のストレートモデル。Bluetooth対応により、スマートフォンへの着信を受けたり、スマートフォンの電話機経由で発信できるなど、スマートフォンの子機として使用することが可能。気象庁から配信される緊急速報メールを受信できるようになったほか、オプションサービスの「モバイル迷惑電話チェッカー」に対応した。さらに、WX03Kでは非対応だった防水（IPX5/IPX7等級相当）・防塵（IP5X等級相当）・耐衝撃（MIL規格相当）に対応した。

  - WX12K☆　11月14日
    - Bluetooth対応により、スマートフォンとの連携ができるほか、本機ではあらかじめスマートフォン側で「だれとでも定額パス アプリ」をダウンロードしてインストールすることで、本機が親機となり、スマートフォンからウィルコムの回線で通話ができる。Bluetooth対応のスマートフォン・タブレットがPANに対応していれば、Bluetooth経由でPHSデータ通信によるテザリングを利用することができる。相手の音声を振動に変換し、ディスプレイ全体を振動させて音を伝えることで騒がしい場所でも聞き取りやすくなる「スマートソニックレシーバー」を備え、防水・防塵・耐衝撃に対応するなど基本性能も充実し、デザインのディテールにもこだわった折り畳みタイプ。
- シャープ製
  - WX03SH（PANTONE）▼☆　4月25日
    - シリーズ初のストレートモデル。WX08K同様、Bluetooth対応によりスマートフォンや携帯電話と連携ができるほか、スマートフォンに専用アプリをダウンロードすることで、スマートフォンに届いたメールやSNSを本端末で閲覧できる「CLIP DISPLAY」にも対応する。

  - WX04SH（AQUOS PHONE es）　9月19日
    - SoftBank 205SHをベースに、PHSと3Gが使用できるデュアル方式に対応し、機能を一部変更したウィルコム初となる「AQUOS PHONE」シリーズの端末。本端末ではPHSデータ通信を搭載しており、本通信を利用したテザリングも可能である。本機種の利用には新規契約又は機種変更時に「ウィルコムプランLite」又は「ウィルコムプランD+」の加入が必須となる。
- エイビット製
  - WX06A（ストラップフォン2）　3月21日
    - WX03AにEメール機能を追加し、アンテナを可動式に変更した端末。カラーもピンクとブラックを追加した3色展開となる。12,000台の限定販売。

  - WX07A（迷惑電話チェッカー）　7月4日
    - 電話回線と固定電話機の間に付属のモジュラーケーブルを接続するだけですぐに使用でき、迷惑電話からの着信をランプの色と音声ガイドで自動警告することで悪質な迷惑電話を拒否することができる。トビラシステムズから提供される迷惑電話番号リストに加え、同じ端末を持つ他のユーザーが拒否した番号も同じ端末を持つ全ユーザーで共有されるため、初めてかかってきた電話も迷惑電話かどうかを判別してくれる。音声通話は不可。利用の際は専用プランの加入が必須となる。

  - WX05A（イエデンワ2）☆　7月31日
    - WX02A(イエデンワ)の後継機で、新たに自宅の固定回線との接続が可能になったことで、PHS回線・固定回線双方で待受・発信ができるようになり、シーンに応じて使い分けできるようになった。また、手が離せない時に便利なハンズフリー機能も追加された。発表当初は5月下旬の発売が予定されていたが、ソフトウェアの開発遅延の為発売が延期になっていた。
- TJC製
  - WX01TJ（だれとでも定額パス）☆ 7月31日
    - Android搭載スマートフォンに専用アプリをダウンロードし、Bluetooth接続を行うことでウィルコム回線を使用した通話が可能なクレジットカードサイズのカード型アダプター。利用の際は専用の料金プランの加入が必須となるが、オプションサービスである「だれとでも定額」との同時加入も可能なため、通信キャリアの乗り換えをすることなく、手持ちのスマートフォンでウィルコムの電話機と同じように「だれとでも定額」を利用できる。
- 日本無線製
  - WX01JR ▼不明
    - 法人向けをターゲットとした端末で、WX01Jの一部スペックアップを実施したリモデル端末。

#### 2014年
- セイコーインスツル製
  - WX04S（iiro）☆ 2月20日
    - 本体質量79g、高さ125mmと軽量・コンパクト設計としたストレートモデル。リアカバーは本体同梱色に加え、別売りで13色の付け替え用リアカバーが用意されており、好みで付け替えて2トーンカラーにすることができる。通話やメール機能に特化しており、メール機能はライトメールに加え、Eメール（POP3/SMTP）にも対応。その他の機能は赤外線通信やセキュリティ関連（リモートロック・リモートロック代行・管理者ロック）のみで、カメラは非搭載。IPX4等級相当対応の防水性能があり、緊急速報メール、モバイル迷惑電話チェッカーにも対応している。

  - XWX02S（PORTUS） 4月17日
    - WX02Sの「ウィルコム定額プランGS」対応モデル。外観やスペックはWX02Sと同等。
- シャープ製
  - WX05SH（AQUOS PHONE ef）☆ 3月6日
    - PHSと3Gのデュアル通信に対応したスマートフォン（WX04SH同様、PHSデータ通信も利用可能）。文字やアイコンを大きめに表示し、頻度の高い操作を画面上部に配置。スクロールは縦方向のみとしたシンプルな画面構造を採用したホーム画面により、初めてスマートフォンを持つ方でも簡単に操作でき、拡大表示機能の「かんたんズーム」を画面下部のナビゲーションバーに常時表示することでウェブサイトをすぐに拡大表示させることが可能。コミュニケーションツールのLINEをプリインストールしており、ダウンロード不要で買ってすぐに使用可能。さらに、ペアレンタルコントロールアプリの「まもるゾウ」もプリインストールしており、曜日や時間でアプリの利用を制限したり、電話の発着信先別制限をかけることもできるので、シニアだけでなく、子供用として使用できる。本機種の利用には新規契約又は機種変更時に「ウィルコムプランLite」又は「ウィルコムプランD+」の加入が必須となる。

### WILLCOM CORE XGP
Wireless City Planningへの移行に伴い、2010年12月21日以降は、同社の「XGPサービス」に変更された。2012年1月31日を以って停波。

#### 2009年
- ネットインデックス製
  - GX000IN　4月27日
    - PCカード型端末。法人等を対象とした、「WILLCOM CORE XGP」エリア限定サービス専用端末。ウィルコムの端末としては初めてPIMカードを利用する仕様になっている。
- NECインフロンティア製
  - GX000N　4月27日
    - PCカード型端末。法人等を対象とした、「WILLCOM CORE XGP」エリア限定サービス専用端末。GX000IN同様、PIMカードを利用する仕様。

  - GX001N　10月1日
    - PCカード型端末。ウィルコム契約を持ち、東京都特別区の住所で契約を届け出ている個人・法人ユーザ限定のサービス専用端末。

### WILLCOM CORE 3G
☆はY!mobileブランド移行後も継続販売されたもの。

#### 2009年
- ネットインデックス（現・ネクス）製
  - HX001IN　3月9日
    - 「WILLCOM CORE 3G」対応端末。USBドングル型で、USB端子部分はキャップ取り外し型となっている。法人向けのため個人ユーザーは購入不可。

  - HX002IN　4月27日
    - 「WILLCOM CORE 3G」対応端末。USBドングル型で、USB端子部分は折り曲げ収納が可能。法人向けのため個人ユーザーは購入不可。

  - HX004IN　10月1日
    - 「WILLCOM CORE 3G」対応端末。筐体上はHX002INとほぼ同様だが、HSUPAに対応させている。法人向けのため個人ユーザーは購入不可。

  - HX005IN　10月1日
    - 「WILLCOM CORE 3G」対応端末。CFカード型で、PCMCIAカードアダプタ同梱。法人向けのため個人ユーザーは購入不可。
- 中興通訊製
  - HX003ZT 6月26日
    - 個人向けには初となる「WILLCOM CORE 3G」対応端末。USBドングル型で、USB端子部分は折り曲げが可能。

  - HX007ZT　11月4日
    - 「WILLCOM CORE 3G」対応端末。ExpressCard型。HSUPA対応。法人向けのため個人ユーザーは購入不可。

#### 2010年
- 中興通訊製
  - HX006ZT 4月22日
    - 個人向けには初となる、HSUPAに対応した「WILLCOM CORE 3G」対応端末。USBドングル型で、USB端子部分は折り曲げが可能。

#### 2011年
- 中興通訊製
  - HX008ZT 4月11日
    - ULTRA SPEED網に対応した「WILLCOM CORE 3G」対応端末。USBドングル型で、USB端子部分は折り曲げが可能。本来は法人契約でなければ利用できないが、個人で契約する場合、2011年4月21日以前からPHSデータ専用端末を利用し、4月22日から9月30日の間に専用窓口へ申し込むことでその契約からリプレースすることで契約可能。

  - 007Z☆ 10月7日
    - SoftBank 007Zをウィルコムブランドにリモデルしたもの。ソフトバンクモバイルの契約同様、イー・アクセス網（サブエリア）での利用も可能。SBMのMVNOというよりも、同社の再販業務のための端末という位置づけ。

  - HX009ZT 11月15日
    - ULTRA SPEED網に対応した「WILLCOM CORE 3G」対応端末。事実上、SoftBank 007Z for Bizのウィルコムブランドリモデル。したがって、法人契約専用端末となる。

  - SoftBank 003Z（Libero 003Z） 12月3日
    - Android搭載スマートフォン。本端末はWX01NXとのセット製品「WX01NX × Libero 003Zセット」の同梱品として扱われており、音声通話はWX01NX側で利用するため不可となっている。利用の際は「新ウィルコム定額プランGS」の契約が必須である。オンラインショップではWX350Kとのセット販売が行われた。
- デル製
  - SoftBank 001DL（DELL Streak） 6月24日
    - Android搭載タブレット。本端末はWX130Sとのセット製品「X PLATE × DELL Streak セット」の同梱品として扱われており、音声通話はWS130S側で利用するため不可となっている。利用の際は「新ウィルコム定額プランGS」の契約が必須である。

#### 2012年
- 華為技術日本製
  - SoftBank 007HW（Vision 007HW） 2月10日
    - Android搭載スマートフォン。本端末はWX01NXとのセット製品「WX01NX × Vision 007HWセット」の同梱品として扱われており、音声通話はWX01NX側で利用するため不可となっている。利用の際は「新ウィルコム定額プランGS」の契約が必須である。オンラインショップではWX130S（カラーはサクラのみ）とのセット販売が行われた。
- シャープ製
  - SoftBank 005SH（GALAPAGOS 005SH） 2月24日
    - Android搭載スマートフォン。本端末はWX01Sとのセット製品「SOCIUS <WX01S> × GALAPAGOS 005SHセット」の同梱品として扱われており、音声通話はWX01S側で利用するため不可となっている。利用の際は「新ウィルコム定額プランGS」の契約が必須である。カラーバリエーションは統一性がある同系色の組み合わせ3タイプとなる。

  - SoftBank 003SH（GALAPAGOS 003SH） 4月27日
    - Android搭載スマートフォン。本端末はWX01Sとのセット製品「SOCIUS <WX01S> × GALAPAGOS 003SHセット」の同梱品として扱われており、音声通話はWX01S側で利用するため不可となっている。利用の際は「新ウィルコム定額プランGS」の契約が必須である。
- 京セラ製
  - WX06K（HONEY BEE） 8月23日
    - Android搭載スマートフォン。本端末はWX350Kとのセット製品「HONEY BEEスマホセット」の同梱品として扱われており、仕様はソフトバンクモバイル向けのSoftBank 101Kとほぼ同一である。これまでのPHS電話機+スマートフォンセットとは異なり、契約必須の料金プランがデュアル方式スマートフォン向けの「ウィルコムプランD」となり、音声通話は本端末側でも利用可能となった（本端末での音声通話はSoftBank 3Gを利用する）。

#### 2013年
- 華為技術日本製
  - 201HW（STREAM） 9月5日
    - SoftBank 201HWのウィルコムブランドリモデルだが、ウィルコム向けに仕様を一部変更している。利用の際は「ウィルコムプランLite」の契約が必要である。

## 端末のキャリア設定オプション扱い
旧ウィルコムは、オペレータ共通のアクセサリ等のオプションをほとんど出していなかったため、オンラインショップで扱っていないものについては、京セラやネクスなど、端末メーカーのECサイトで注文する形式も取られていた。ウィルコム時代末期には、ソフトバンクグループの強みを生かして、ソフトバンクBB（同社の当該事業は、2014年4月1日より、ソフトバンクコマース&サービスが吸収分割にて継承している）がウィルコムブランドでACアダプタを発売していた。
- ウィルコム用 充電ACアダプタ01（AC-01MU-K、ホシデン製、ソフトバンクBB販売）…(商品コード・ZSDAY1)…1.0A出力であったため、PHSだけでなく、ウィルコムブランドのスマートフォンにも流用できた。

## CM出演

### ウィルコム時代のイメージキャラクター・出演者
- 佐々木希
- 千原兄弟（千原ジュニア・千原せいじ）
- 桃井かおり
- 高田純次
- 蛭子能収
- 速水もこみち
- ムーディ勝山
- バナナマン（設楽統・日村勇紀）
- ピンクの電話（竹内都子・清水よし子）
- 武井壮
- ショッカー戦闘員（骨戦闘員）（『仮面ライダー』より）
- ちっちゃいおっさん（ゆるキャラ編で登場し、唯一喋っている。このCMで競演し、このキャラクター等同様にしゃべることができるふなっしーは喋っていない）
- 荒俣宏
- 村上隆
- 森山直太朗
- 吉田桂子
- 奥貫薫
- SHIHO
- 筧利夫
- 笑い飯（人形アニメーションのシリーズで人形の声を担当）

### DDIポケット時代のイメージキャラクター・出演者
- 江口洋介
- トータス松本
- 川平慈英
- 小野真弓
- 大塚寧々
- ビビアン・スー
- チューヤン
- 宮尾すすむ
- 松崎駿司
- 冨貴塚桂香
- 華原朋美
- 梅宮アンナ
- パパイヤ鈴木
- 太陽とシスコムーン

## スポンサー
- テレビ番組
  - 情報7days ニュースキャスター（TBS） - 系列会社のソフトバンクモバイルも提供していた。（ただし、提供枠は別）
  - news every.（日本テレビ）2013年7月より
- ラジオ番組

現在はなし。ラジオCM自体も現在はやっていない。
- スポーツチーム
  - R&D SPORT（モータースポーツ）
- 過去スポンサー
  - 2001年のおとこ運（関西テレビ製作） - フジテレビ系の火曜日夜10時のドラマで、スポンサー名義はfeelH"。劇中に使用していた機種も提供していた。
  - ニュースジャパン（1日おきに提供）（フジテレビ）
  - サンデージャポン（TBS、CBC、MBSのみ提供）
  - みんなのアメカン（日本テレビ） - 同社のイメージキャラクターである佐々木希が出演していた番組である。
  - 真相報道 バンキシャ!（日本テレビ）
  - 出没!アド街ック天国（テレビ東京）
  - JFN時報　平日20時、22時、深夜0時、深夜2時。放送時期不明。現在はヨドバシカメラが提供時間帯のスポンサーに就いている。
  - WILLCOM BUZZ UP !（J-WAVE）

## その他
- ウィルコムでは、市外局番を省略して電話を掛ける事ができる。他にこれが可能な日本国内のPHS事業者は、アステルグループのうちの独自型網だけだった。
ただし、この方法には問題があるために公式には推奨されていない。

1. 単位料金区域制度がNTT東日本・NTT西日本の固定電話とは同一ではないため、発信時の現在地とは異なる単位料金区域への接続や高額な料金を請求される場合がある。（「ウィルコム定額プラン」「新ウィルコム定額プラン」「新ウィルコム定額プランS」「新ウィルコム定額プランG」「新つなぎ放題」などの「ウィルコム定額プラン」が開始後以降の新しいプランには固定電話への通話に対し単位料金区域制は採用されておらず、通話時間単位のみの課金となっていた。これはVoIP対応交換機の導入によりNTT網に依存しない固定電話通話が可能となったためである。）
2. 発信者が区域内であると思っても、場所によっては他区域の同番号に間違ってかかってしまう事がある。

- 2006年5月頃、名古屋市交通局が地下鉄車両内に掲示した車内マナー広告に使用した端末の画像に関しウィルコムから抗議文書が同局に出され、それを受け同局は謝罪をした[78]。